# Президентство Джо Байдена
Президентство 46-го президента США Джо Байдена началось 20 января 2021 года после принятия присяги на инаугурации и закончилось 20 января 2025 года. Он стал старейшим американским президентом, заняв должность в возрасте 78 лет. Байден вступил на президентский срок на фоне экономической рецессии, ставшей одним из последствий пандемии COVID-19, усиления политических разногласий в стране после убийства афроамериканца Джорджа Флойда и последовавшими за ним антирасистскими протестами, а также попыток кампании Дональда Трампа оспорить итоги президентских выборов, кульминацией которых стал штурм Капитолия сторонниками бывшего президента.
За первые сто дней Джо Байден подписал 42 указа — больше всех президентов со времён президентства Гарри Трумэна. Во внутренней политике Джо Байден столкнулся с экономическими последствиями пандемии COVID-19. Вторая половина 2022 года ознаменовалась рядом законодательных достижений администрации Байдена: после массовых убийств в Буффало и Ювалде был принят двухпартийный Закон о более безопасных сообществах, который расширяет биографическую проверку покупателей оружия; Закон о чипах, предусматривающий масштабное инвестирование в полупроводниковую промышленность; Закон об уважении брака, который закрепляет статус однополых и межрасовых браков в федеральном законодательстве.
Во внешней политике Джо Байден делает упор на укрепление трансатлантических отношений и возвращение США на позицию надёжного лидера демократических стран с целью противостояния вызовам Китая и России. Он завершил вывод американских войск из Афганистана, тем самым закончив самую продолжительную военную кампанию в истории США, и вывел основную часть контингента из Ирака. Последовавшее за российско-украинским кризисом и резким ухудшением американо-российских отношений вторжение на Украину привело к санкционному давлению в отношении России и Беларуси со стороны США и других стран, военной и гуманитарной помощи Украине, а также к пересмотру стратегий национальной безопасности ряда западных стран, в частности, Финляндии и Швеции, изъявивших желание вступить в Североатлантический альянс.

## Президентские выборы 2020 года
Бывший вице-президент при Бараке Обаме Джо Байден официально начал свою президентскую кампанию 25 апреля 2019 года. До этого он безуспешно выдвигал свою кандидатуру в 1988 и 2008 годах.
3 ноября 2020 года состоялись президентские выборы, на которых победу одержал Байден, набрав рекордные для США 81,3 миллионов во всенародном голосовании и 306 голосов коллегии выборщиков против 74,2 миллиона и 232 голоса коллегии выборщиков, отданных за его главного оппонента — Дональда Трампа. Не согласившись с результатами выборов, кампания Трампа инициировала 63 судебных иска, оспаривающих избирательный процесс, подсчёт голосов и сертификацию результатов, в «колеблющихся штатах» Аризоне, Висконсине, Джорджии, Мичигане, Неваде и Пенсильвании. Почти все иски были отклонены Верховным судом из-за отсутствия доказательств. 13 ноября Министерство внутренней безопасности заявило, что выборы были «самыми безопасными в американской истории» и что нет никаких доказательств того, что какая-либо система голосования удалила, потеряла или изменила голоса, либо каким-либо образом скомпрометировала их.
6 января 2021 года многотысячная толпа сторонников Трампа, которую он собрал в Эллипс-парке и произнес речь, где призвал сторонников собраться у Капитолия США и попытаться убедить членов Конгресса отложить конституционный процесс, который утвердил бы президентство Байдена. Но толпа в ходе митинга и горячих голов в Вашингтоне, ворвалась в Капитолий в надежде отменить результаты выборов, вынудив Конгресс эвакуироваться во время подсчёта голосов коллегии выборщиков, который проходил в тот момент. Сам Байден осудил штурм правительственного здания, назвав его «восстанием», и заявил о «беспрецедентном нападении на американскую демократию». Через неделю после беспорядков Палата представителей объявила Трампу импичмент за подстрекательство к мятежу, что сделало его единственным президентом США, дважды подвергавшимся импичменту. Впоследствии Трамп был оправдан на процессе в Сенате, который состоялся в феврале уже после того, как он покинул пост президента.

### Инаугурация

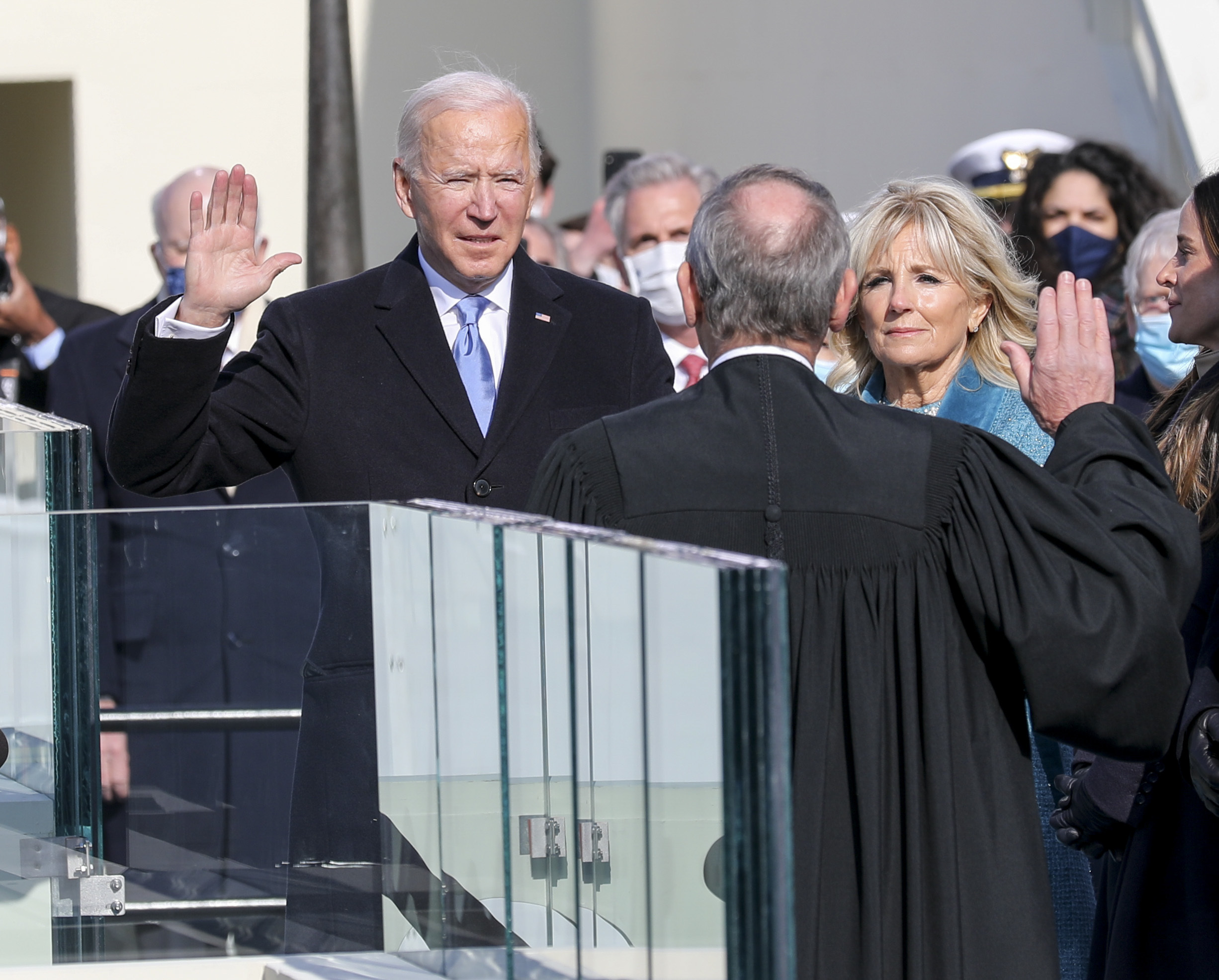
Джо Байден принимает присягу президента, 20 января 2021

20 января 2021 года состоялась инаугурация Джо Байдена. Он принял присягу в 11:49 по североамериканскому восточному времени и стал 46-м президентом Соединённых Штатов Америки. Инаугурации были уделены беспрецедентные меры безопасности. В Вашингтоне за неделю до вступления в должность избранного президента было развёрнуто более 26 тысяч резервистов Национальной гвардии, которые находились в столице ещё до конца мая. В связи с пандемией COVID-19 было также ограничено посещения инаугурационных мероприятий.

#### Инаугурационная речь
В своей инаугурационной речи Джо Байден изложил своё видение объединения нации, которому предшествовали последствия пандемии, политическая поляризация и расовая несправедливость. Он призвал к прекращению «негражданской войны» и принятию разнообразия культур и взглядов. Байден открыто осудил идею о превосходстве белых и нативизм, назвав их «уродливой реальностью жизни, омрачающей американский идеал, изложенный в Декларации о независимости США – что все американцы равны». Президент пообещал, что Соединённые Штаты снова будут взаимодействовать с миром, действуя как надёжный партнёр в деле мира и безопасности. Ближе к завершению своей речи Байден почтил память погибших во время пандемии COVID-19, унёсшей на момент инаугурации более 400 тысяч человек, минутой молчания. Цитируя композицию Джина Шеера «Американский гимн», Байден умолял американцев уважать своё наследие, защищая демократию, надежду, правду, свободу и справедливость, и сделать Америку маяком мира.

## Кабинет
| Должность                                             | Имя и фамилия        | Срок пребывания в должности     | Источник |
| ----------------------------------------------------- | -------------------- | ------------------------------- | -------- |
| Президент                                             | Джо Байден           | с 20 января 2021                |          |
| Вице-президент                                        | Камала Харрис        | с 20 января 2021                |          |
| Государственный секретарь                             | Энтони Блинкен       | с 26 января 2021                | [ 56 ]   |
| Министр финансов                                      | Джанет Йеллен        | с 25 января 2021                | [ 57 ]   |
| Министр обороны                                       | Ллойд Остин          | с 22 января 2021                | [ 58 ]   |
| Генеральный прокурор                                  | Меррик Гарланд       | с 11 марта 2021                 | [ 59 ]   |
| Министр внутренних дел                                | Деб Холанн           | с 16 марта 2021                 | [ 60 ]   |
| Министр сельского хозяйства                           | Том Вилсэк           | с 24 февраля 2021               | [ 61 ]   |
| Министр торговли                                      | Джина Раймондо       | с 3 марта 2021                  | [ 62 ]   |
| Министр труда                                         | Марти Уолш           | с 23 марта 2021                 | [ 63 ]   |
| Министр здравоохранения и социальных служб            | Хавьер Бесерра       | с 19 марта 2021                 | [ 64 ]   |
| Министр жилищного строительства и городского развития | Марша Фадж           | с 10 марта 2021                 | [ 65 ]   |
| Министр транспорта                                    | Питт Буттиджич       | с 3 февраля 2021                | [ 66 ]   |
| Министр энергетики                                    | Дженнифер Грэнхолм   | с 25 февраля 2021               | [ 67 ]   |
| Министр образования                                   | Мигель Кардона       | с 2 марта 2021                  | [ 68 ]   |
| Министр по делам ветеранов                            | Денис Макдоноу       | с 9 февраля 2021                | [ 69 ]   |
| Министр внутренней безопасности                       | Алехандро Майоркас   | с 2 февраля 2021                | [ 70 ]   |
| Администратор Агентства по охране окружающей среды    | Майкл Риган          | с 11 марта 2021                 | [ 71 ]   |
| Директор Административно-бюджетного управления        | Шаланда Янг          | с 24 марта 2021                 | [ 72 ]   |
| Директор Национальной разведки                        | Эврил Хэйнс          | с 21 января 2021                | [ 73 ]   |
| Торговый представитель                                | Кэтрин Тай           | с 17 марта 2021                 | [ 74 ]   |
| Постоянный представитель при ООН                      | Линда Томас-Гринфилд | с 25 февраля 2021               | [ 75 ]   |
| Председатель Совета экономических консультантов       | Сесилия Роуз         | 12 марта 2021 — 31 марта 2023   | [ 76 ]   |
| Администратор Управления по делам малого бизнеса      | Изабель Гусман       | с 17 марта 2021                 | [ 77 ]   |
| Директор Управления научно-технической политики       | Эрик Лэндер          | 2 июня 2021 — 18 февраля 2022   | [ 78 ]   |
| Директор Управления научно-технической политики       | Арати Прабхакар      | с 3 октября 2022                | [ 79 ]   |
| Глава аппарата Белого дома                            | Рон Клейн            | 20 января 2021 — 7 февраля 2023 |          |
| Глава аппарата Белого дома                            | Джефф Зинтс          | с 8 февраля 2023                |          |

## Стиль руководства

### Взаимодействие со СМИ
Джо Байдена часто критикуют за то, что он даёт ограниченное количество времени для интервью. Для сравнения, за первые сто дней президентства Байден дал 23 интервью, Дональд Трамп – 95, Барак Обама – 187, Джордж Буш – младший – 60, Билл Клинтон – 64, Джордж Буш – старший – 70 и Рональд Рейган – 80. Помимо интервью прессе, затягивалась и первая пресс-конференция, которая стала традицией американских президентов, начиная с Дуайта Эйзенхауэра. Причиной нежелания общаться с прессой могут быть резкие и прямые высказывания президента, например:
- в марте 2022 года Байден, выступая перед Королевским замком в Варшаве, поддержал смену режима в России. Позже сам президент объяснил свои резкие высказывания «личным возмущением», однако от своих слов не отказался;
- в мае 2022 года руководителям пресс-службы Белого дома пришлось объясняться после заявления Байдена о том, что США готовы защищать суверенитет Тайваня военным путём, когда официально американская сторона такую позицию не занимала и поддерживала «политику одного Китая»[81][82];
- в июне 2022 года Байден заявил, что впервые узнал о проблеме нехватки детских смесей только в апреле сего года, когда она начала обостряться ещё в феврале[83][84].

По мнению газеты Boston Herald, несмотря на неприязнь Дональда Трампа к СМИ, он общался с журналистами, пытался отвечать на враждебные ему вопросы и в целом был открыт для публики, в отличие от Джо Байдена, который не проявлял желания работать с репортёрами, предпочитая отвечать лишь на один-два вопроса на публичных мероприятиях.

### Отношение к социальным сетям
В июле 2021 года Джо Байден заявил, что такие платформы, как Facebook, «убивают людей», распространяя дезинформацию о вакцинах против COVID-19.

## Внутренняя политика
За первые два дня на посту президента Байден подписал 17 указов — больше, чем большинство последних президентов за первые 100 дней. К третьему дню своего президентства Джо Байден отменил ряд указов Трампа: остановил выход из ВОЗ и Парижского соглашения по климату, строительство стены на границе с Мексикой, разрешил гражданам из ряда мусульманских и африканских стран въезд в США и отменил строительство нефтепровода Keystone XL по просьбе экологов, а также новоизбранный президент обязал носить медицинские маски в госучреждениях и при пересечении штатов.

### Стихийные бедствия

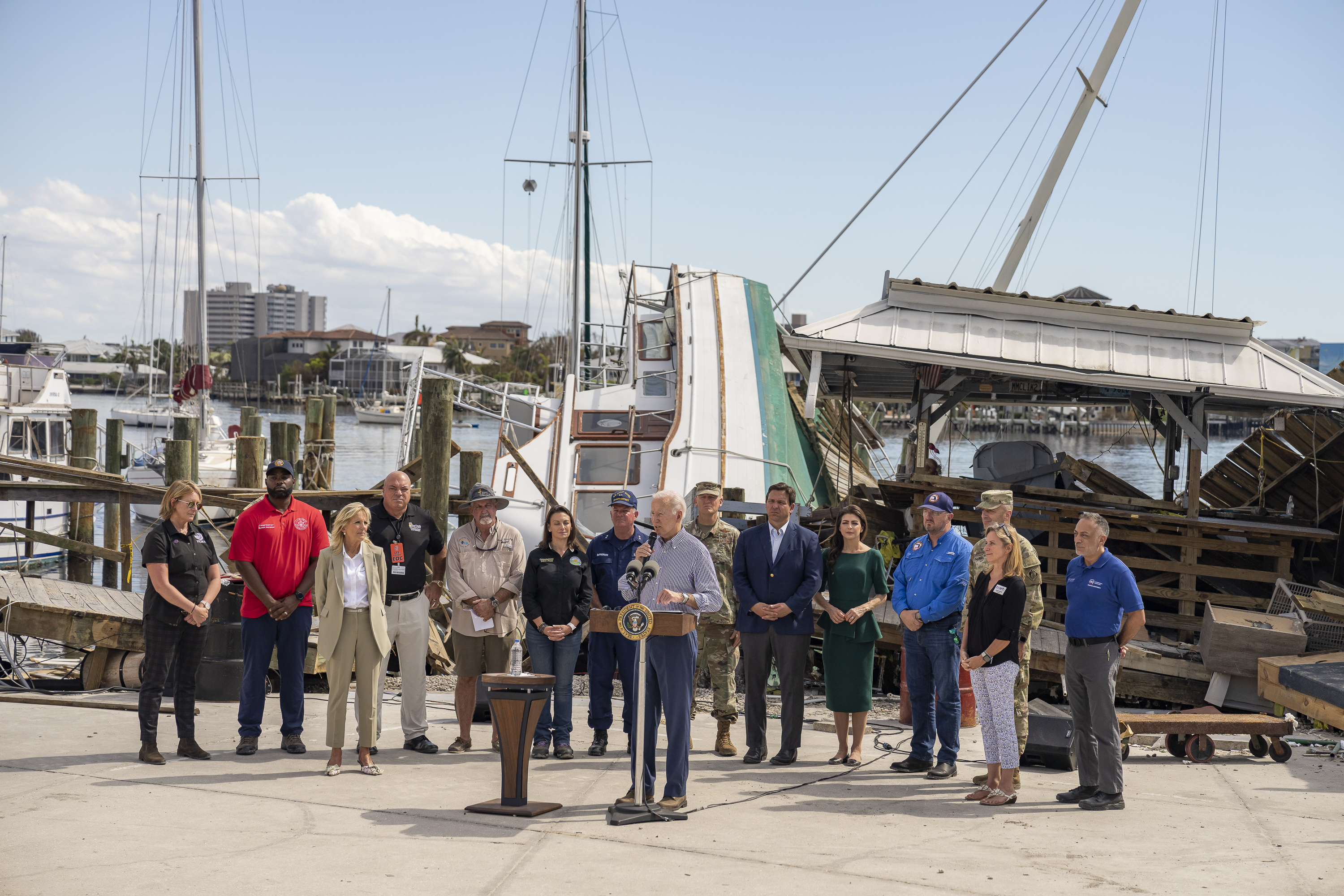
Байден на фоне разрушений от урагана Иэн в Форт-Майерсе (Флорида), 5 октября 2022

На президентство Джо Байдена пришлись одни из самых разрушительных ураганов в истории США. В августе—сентябре 2021 года на юго-восток страны обрушился ураган Ида. 2 сентября Байден посетил пострадавшую Луизиану.
В сентябре 2022 года образовался ураган Иэн, охвативший юго-восток США. Он стал самым разрушительным ураганом после Катрины и Харви. Чтобы найти общий язык с флоридским губернатором-республиканцем Роном Десантисом, Байден объявил о политической разрядке и регулярно общался с ним по поводу восстановления пострадавшей от урагана Иэн инфраструктуры.
По мнению Politico, ураганы дают возможность Джо Байдену противопоставить свой подход к лидерству бывшего президента Трампу, чья медлительная реакция на гуманитарный кризис в Пуэрто-Рико от урагана Мария подверглась широкой критике общественности.

### Здравоохранение

#### Пандемия COVID-19
Во время предвыборной кампании Д. Байден критиковал тогдашнего президента Д. Трампа за неэффективную политику в борьбе с пандемией COVID-19. В конце 2020 года избранный президент обнародовал свой план по борьбе с пандемией, предусматривающий:
- восстановление доверия и авторитета к власти, которые, по мнению Д. Байдена, были утеряны во время президентства Д. Трампа;
- создание эффективных мер реагирования на чрезвычайные ситуации, которые помогут защитить работников здравоохранения от COVID-19, и свести к минимуму его распространение;
- устранение финансовых барьеров для профилактики и лечения COVID-19;
- принятие решительных экономических мер, помогающих пострадавшим рабочим, семьям и малому бизнесу и стабилизирующих американскую экономику;
- объединение мира в борьбе с пандемией[96].

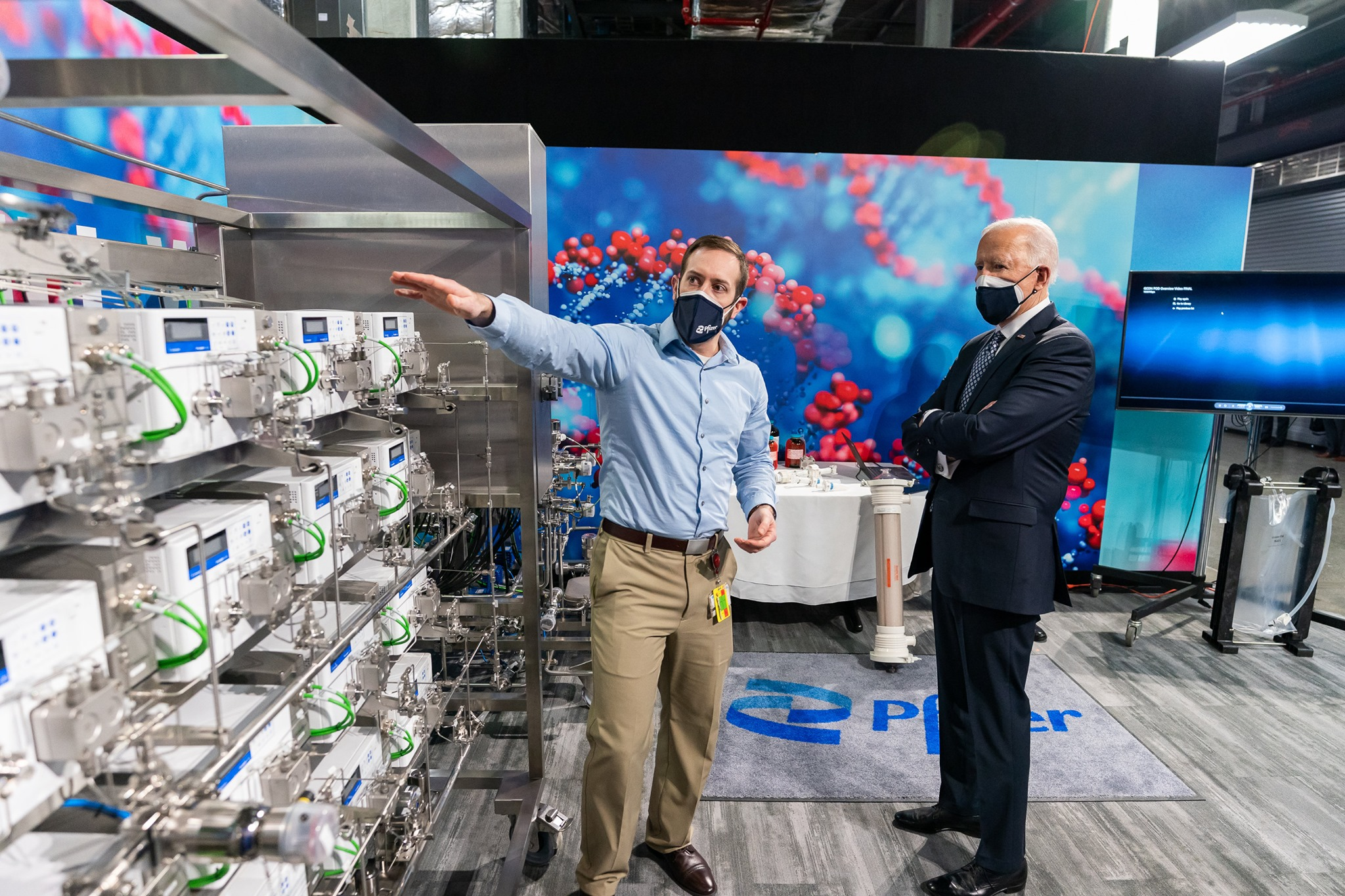
Д. Байден во время посещения завода по производству вакцин в Мичигане, 19 февраля 2021

В первые дни своего президентства Д. Байден поручил закупить дополнительные 100 миллионов доз вакцин Moderna и Pfizer, а позже вакцины Johnson & Johnson, чтобы увеличить поставки в нуждающиеся страны в случае «неожиданных проблем». Однако с декабря 2020 года по март 2021 года США не экспортировали ни одной вакцины, тогда как Европейский союз отправил в слаборазвитые страны более 77 миллионов вакцин. Помимо этого, в марте 2021 года США отклонили просьбу ЕС экспортировать неиспользованные вакцины AstraZeneca, хотя производитель одобрил это и пообещал пополнить запасы доз. По словам пресс-секретаря американского президента Д. Псаки, причиной этого решения стало то, что на тот момент «США были недостаточно оснащены вакцинами». Запрет на экспорт вакцин также способствовал задержке поставок вакцин от Johnson & Johnson в европейские страны. Вакцина производилась в Европе, но изначально планировалось, что процесс распределения вакцин будет осуществляться в США, и, таким образом, существовала опасность, что она будет подпадать под действие Закона об оборонном производстве. В итоге США к концу марта 2021 года изменили курс и экспортировали вакцины в Мексику, Канаду и Японию.
Чтобы расширить доступ американцев к вакцинам, администрация Байдена запустила федеральную программу розничных аптек, в рамках которой в аптеках оборудовали пункты для вакцинации. Помимо этого, была открыта возможность вакцинироваться в местных медицинских центрах и федеральных центрах вакцинации по всей стране. Президент распорядился расширить список лиц, имеющих право на вакцинацию, включив в него стоматологов, акушерок, фельдшеров и окулистов, а также других специалистов, чтобы удовлетворить возросший спрос. Администрация также взяла на себя обязательство сотрудничать с общественными организациями для перевозки пожилых людей и людей с ограниченными возможностями для получения прививок.
Также президент поддержал дополнительные еженедельные пособия по безработице в размере 600 долларов; ежемесячное увеличение социального обеспечения на 200 долларов, финансируемой из федерального бюджета медицинского страхования COBRA для американцев, потерявших работу во время пандемии; оплачиваемый отпуск по болезни, а также бесплатное тестирование, лечение и вакцинацию.
26 мая 2021 года Д. Байден приказал спецслужбам приложить дополнительные усилия на расследования происхождения коронавируса после сообщений о том, что учёные из Уханьского института вирусологии заболели за месяц до начала пандемии.
Несмотря на доступность вакцины и льготы, многие американцы продолжали сопротивляться вакцинации на фоне роста числа случаев заболевания в нескольких штатах, что ограничивало перспективы достижения коллективного иммунитета. В сентябре 2021 года Д. Байден издал указ, предписывающий предприятиям с более чем ста сотрудниками требовать вакцинации своих работников или еженедельного тестирования.
18 сентября 2022 года в интервью программе «60 минут» Д. Байден сообщил, что «пандемия закончена, и её опасность отступила, однако проблема с ней остаётся». Согласно опросу Axios-Ipsos, опубликованному неделей ранее заявления президента, 46 % американцев вернулись к допандемийной жизни, а число новых случаев заражения COVID-19 не превышали 60 тысяч в день, что является самым низким показателем впервые с апреля 2022 года. Ссылаясь на заявления Д. Байдена, республиканцы призвали президента отменить режим чрезвычайной ситуации в связи с пандемией, введённый в марте 2020 года при бывшем президенте Д. Трампе, а эпидемиолог Йельского университета Грегг Гонсалвес заявил, что «США лидируют по общей смертности от COVID-19 и избыточной смертности среди членов G7, а ожидаемая продолжительность жизни не выросла [после падения в связи с демографическими последствиями пандемии]».

### Социальная политика

#### Аборты
В мае 2021 года Верховный суд удовлетворил иск по делу Доббс против Организации женского здравоохранения Джексона, которое оспаривает федеральное право на аборт.

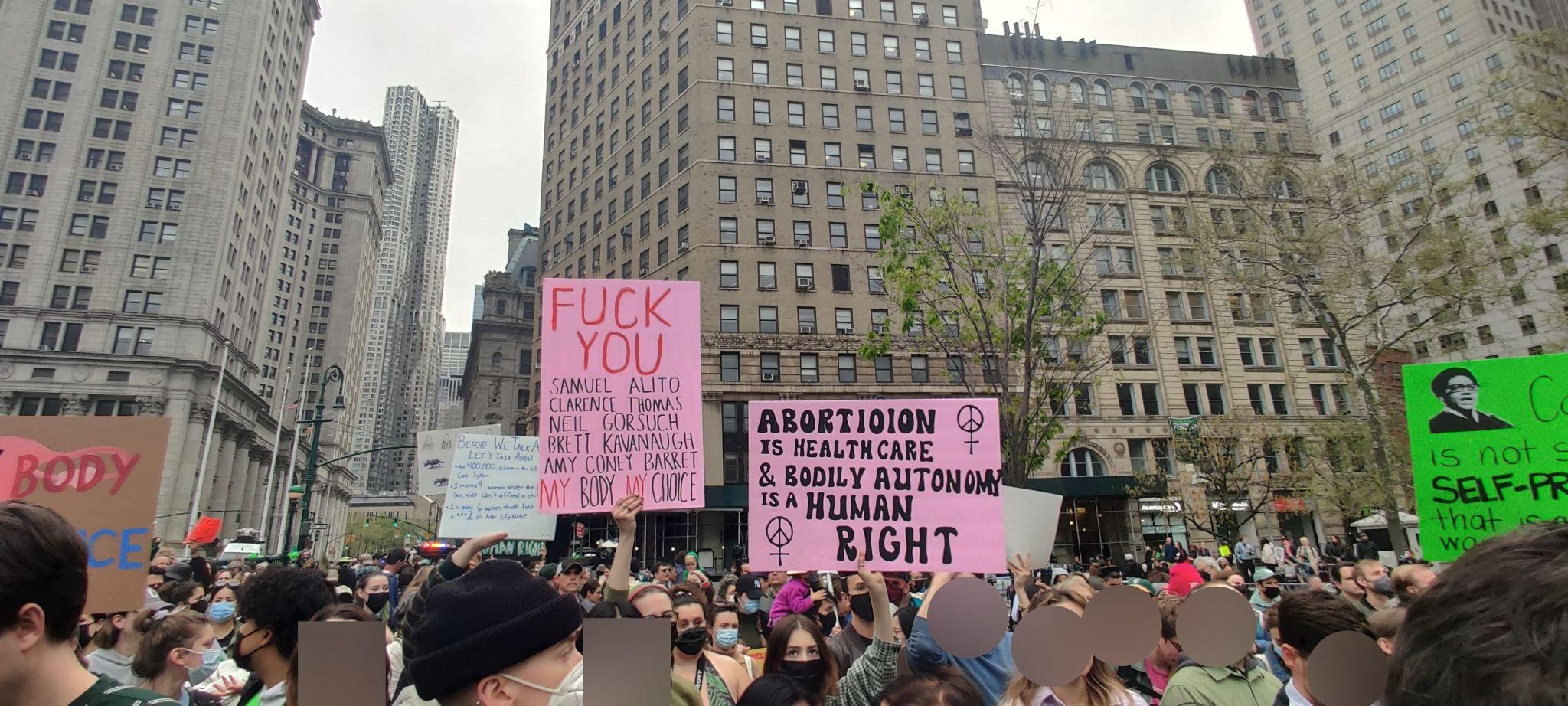
Акция против запрета абортов в Нью-Йорке, 2 мая 2022

2 мая 2022 года Politico опубликовала просочившийся проект Верховного суда по отмене дел Роу против Уэйда и Планирование отцовства против Кейси, которые гарантировали право на аборт на территории всех штатов. Проект суда постанавливал, что штаты имеют право законодательно устанавливать ограничения или полные гарантии на прерывание беременности в соответствии с Девятой поправкой. На следующий день Верховный суд подтвердил подлинность проекта; в то же время в пресс-релизе суда говорилось, что «он не представляет собой решение суда или окончательную позицию кого-либо из членов по вопросам дела». Утечка вызвала возмущение высокопоставленных членов обеих партий и спровоцировала ненасильственные акции протестов по всей стране. Президент Джо Байден назвал проект решения Верховного суда «радикальным» и заявил, что, если всё-таки суд отменит конституционное право на аборт, то в следующий раз суд подставит под вопрос законность однополых браков и доступ к противозачаточным средствам.
24 июня 2022 года Верховный суд вынес окончательное решение по делу Доббс против Организации женского здравоохранения Джексона, тем самым отменив существовавшее почти 50 лет дело Роу против Уэйда, гарантирующее право на аборт на территории всех штатов. Решение постановило, что аборт не является охраняемым Конституцией правом, и вернуло право штатам самим устанавливать правила прерывания беременности. Джо Байден заявил, что «это печальный день для суда и страны … здоровье и жизнь женщин находится под угрозой». Отменой дела Роу против Уэйда незаконным прерывание беременности (на всех сроках) стало в преимущественно «красных штатах» — Айдахо, Алабаме, Арканзасе, Западной Виргинии, Кентукки, Луизиане, Миссисипи, Миссури, Оклахоме, Северной Дакоте, Теннесси, Техасе, Южной Дакоте.

#### Права ЛГБТ

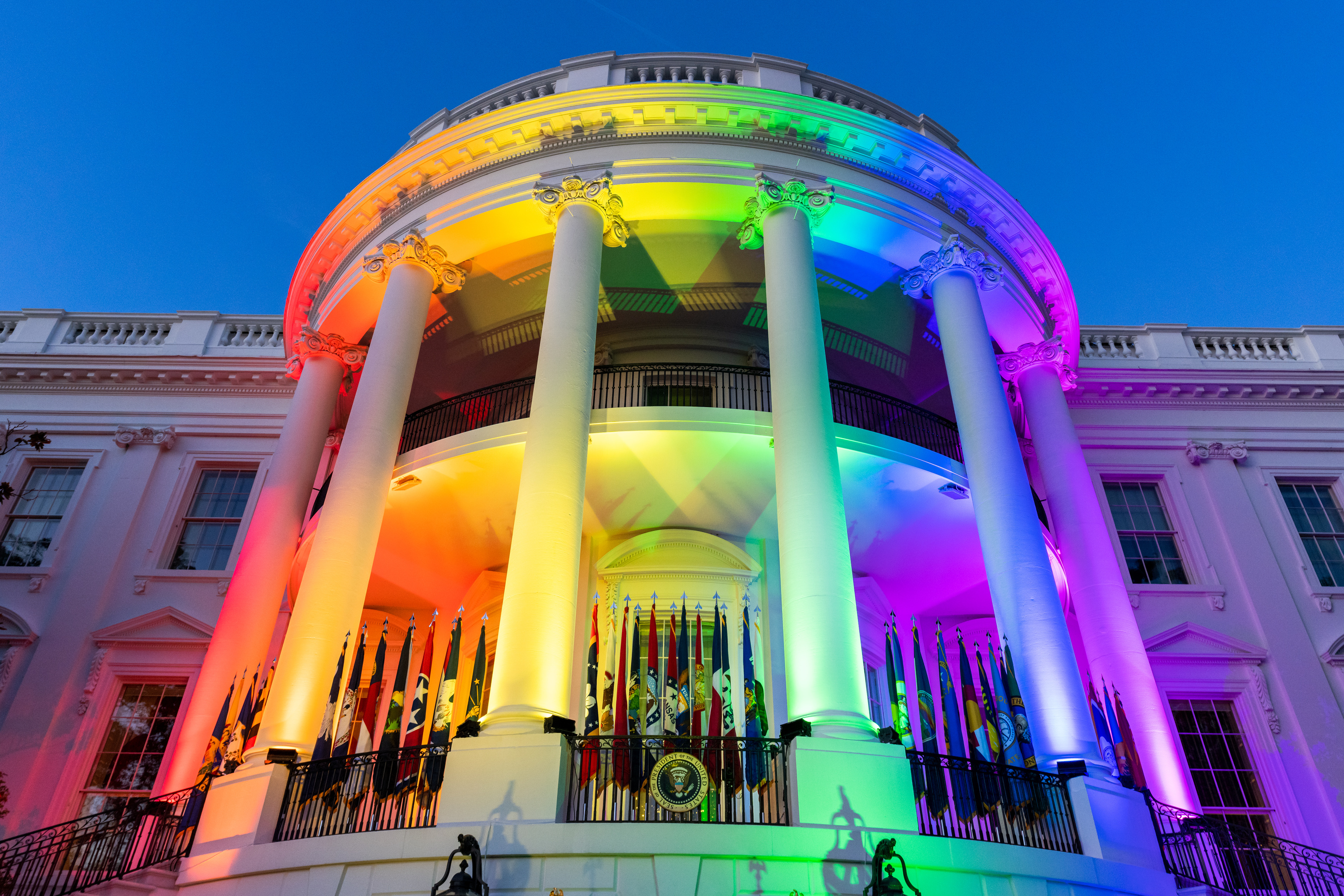
Белый дом цветах радужного флага в честь подписания Закона об уважении брака, 13 декабря 2022

Фактически Джо Байден продолжил политику администрации Барака Обамы по расширению прав ЛГБТ, которая была прервана президентом Дональдом Трампом. В первые дни президентства Байден подписал указ о борьбе с дискриминацией по признаку гендерной идентичности и сексуальной ориентации и отменил запрет Трампа на военную службу трансгендерным людям. Кабинет Байдена стал самым инклюзивным в американской истории – 14 % из 1500 назначенных им членов идентифицировали себя как ЛГБТ; в его состав вошли министр транспорта Питт Буттиджич, пресс-секретарь президента Карин Жан-Пьер, помощник министра здравоохранения Рейчел Левин, социальный секретарь Белого дома Карлос Элизондо, заместитель директора по связям с общественностью Белого дома Пили Тобар, заместитель советника Белого дома Стюарт Делери, заместитель директора аппарата президента Гаутам Рагхаван. Некоторые из ЛГБТ-членов работали на более низших должностях в администрации Барака Обамы, прежде чем попали в команду Байдена.
28 апреля 2021 года на совместном заседании Конгресса Джо Байден сказал, что будет оказывать давление на законодателей с целью принятия Закона о равенстве, который запретил бы дискриминацию по признаку пола, сексуальной ориентации и гендерной идентичности и защитил бы права ЛГБТ-граждан. Палата представителей приняла законопроект в ещё феврале 2021 года, но он столкнулся с республиканской оппозицией в Сенате, которая считает, что данная мера ущемляет религиозные возражения.
Байден продолжил традицию объявления президентами Месяца гордости, начатую при Билле Клинтоне в 1999 году, объявив праздник в 2021 и в 2022 годах. Помимо этого, Байден объявил ночной клуб Pulse в Орландо, в котором в июне 2016 года произошла массовая стрельба на почве гомофобии, национальным мемориалом. Он осудил «жестокие и бессовестные» нападения на ЛГБТ-американцев и выразил надежду, что будущим президентам США не придётся создавать подобное памятное место.
13 декабря 2022 года Джо Байден подписал Закон об уважении брака, который отменяет Закон о защите брака и предусматривает правовую защиту однополым и межрасовым бракам на территории всех штатов и территорий.

#### Контроль за использованием огнестрельного оружия

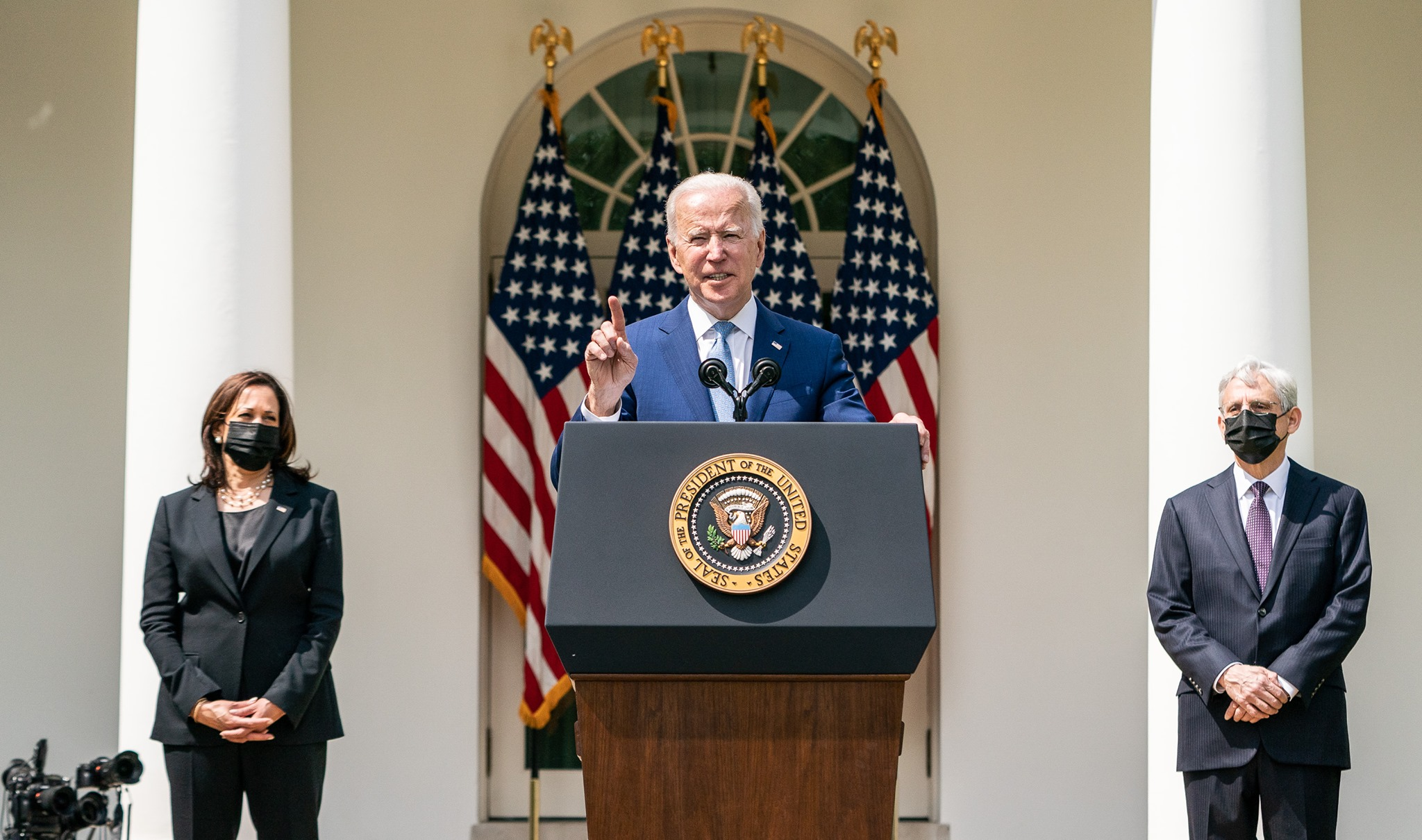
Байден объявляет о новых административных мерах по контролю над оружием в Розовом саду Белого дома, 8 апреля 2021 года

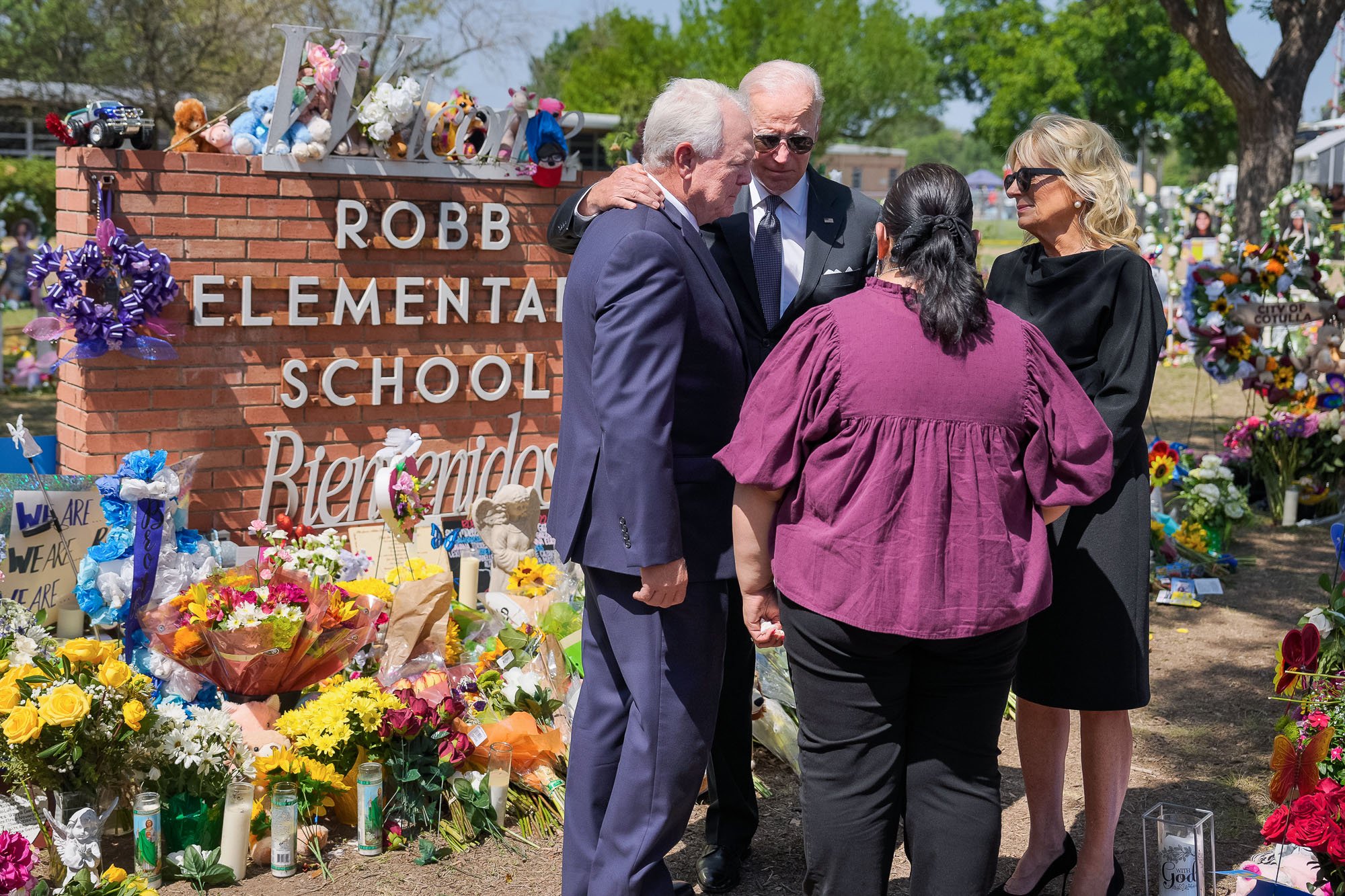
Джо и Джилл Байдены с директором начальной школы «Робб» Мэнди Гутьеррес и подполковником полиции округа Ювалде Хэлом Харрелом у стихийного мемориала жертвам массовой стрельбы, 29 мая 2022

После стрельбы в Боулдере в общенациональном обращении Байден выступил за введение дополнительных правил в отношении огнестрельного оружия, такие как запрет на штурмовое оружие и магазины большой ёмкости, а также за усиление ранее существовавших проверок биографических данных.
Стрельба в школе Ювалде 24 мая 2022 года вновь подняла тему контроля за огнестрельным оружием. На следующей неделе после стрельбы Джо Байден обратился к Конгрессу принять запрет на штурмовое оружие и магазины большой ёмкости, а также так называемый «закон о красных флагах», который позволял бы судам штатов изымать огнестрельное оружие у человека, представляющего потенциальную опасность для общества. Спустя месяц после стрельбы в Ювалде, 25 июня, Конгресс всё же принял двухпартийный Закон о безопасных пространствах, и Джо Байден его подписал. Он стал самым крупным федеральным законом о реформе огнестрельного оружия почти за 30 лет, превзойдя Закон Брэйди.

### Избирательная и этическая реформа
После попыток кампании Дональда Трампа отменить результаты президентских выборов, Джо Байден призвал к реформе Закона о подсчёте голосов, который в своё время был принят после спорных результатов выборов 1876 года. Реформа Байдена предусматривала уточнения роли Конгресса и вице-президента в вопросе подтверждения голосов коллегии выборщиков. В ответ на растущее лоббирование интересов и мошенничество на выборах Джо Байден пообещал добиваться от Конгресса принятия избирательной и этической реформы. В июне 2021 года он поддержал Закон о народе, который расширяет права избирателей, создаёт новые правила этики для федеральных чиновников и изменяет правила финансирования избирательных кампаний с целью уменьшения влияния денежных пожертвований и пресечения партийных махинаций. После того, как Палата представителей приняла этот законопроект в 2019 году, он был заблокирован Сенатом, который тогда контролировался республиканцами. В 2021 году Закон о народе вновь был поддержан большинством в Палате представителей, но в Сенате он столкнулся с республиканским филибастером. Согласно опросам общественного мнения, поддержка законопроекта высока как среди избирателей-демократов, так и среди избирателей-республиканцев. Параллельно с Законом о народе в Конгресс продвигался Закон об избирательных правах Джона Льюиса, названный в честь борца за гражданские права. Он столкнулся с теми же препятствиями: после принятия Палатой представителей законопроект был заблокирован республиканским большинством в Сенате.

### Инфраструктура
Администрация Байдена потратит рекордные 2 триллиона долларов на национальную инфраструктуру.

### Иммиграционная политика
Во время переходного периода Джо Байден говорил, что хочет осторожно подходить к иммиграционной политике и не допустить, чтобы «на нашей границе было 2 миллиона человек». Он считал, что к смене политики в отношении иммигрантов нужно подходить медленно, что может занять целые месяцы. В противном случае, по мнению советницы по внутренней политике Сьюзан Райс, советника по вопросам национальной безопасности Джейка Салливана и самого́ Байдена, поспешные действия могут привести к ещё большему кризису на границе.
В первый день своего президентства Джо Байден остановил строительство американо-мексиканской стены, отменил политику «Оставайся в Мексике» и ключевые ограничения на предоставление убежища, а также объявил стодневную приостановку большинства депортаций и принудительных мер со стороны иммиграционной и таможенной служб США. Незаконные пересечения границы начали продолжали расти вплоть до 2021 года, но резко возросли в первые месяцы после вступления в должность президента Байдена. Охрана границ стала для Байдена серьёзной политической ответственностью, а проблемы иммиграции остаются одной из болезненных тем в американском обществе.

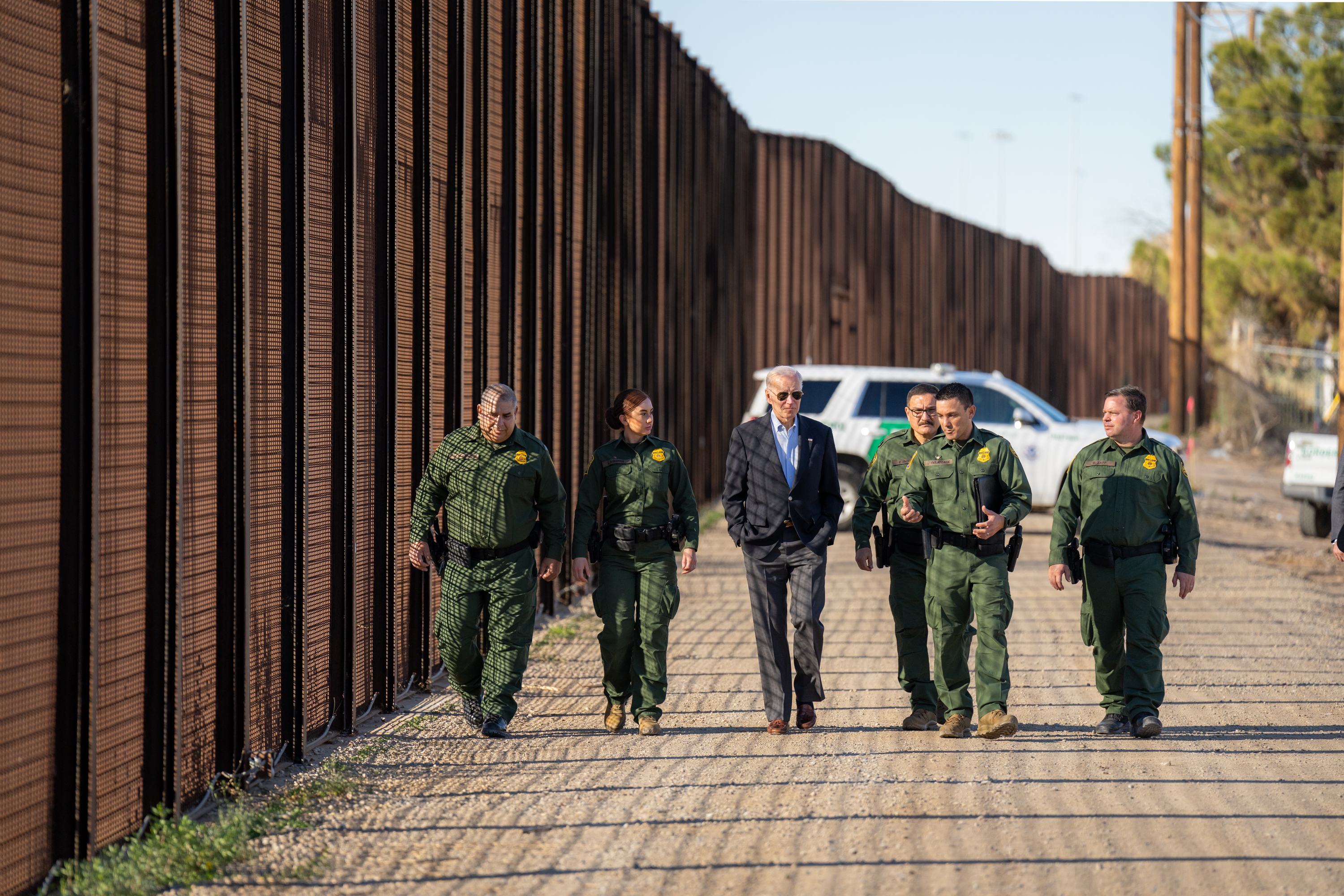
Байден на американо-мексиканской границе, 8 января 2023

Основной задачей, которую поставила администрация Байдена, является модернизация иммиграционной системы и отказ от насильственных мер по отношению к иммигрантам. В альтернативу политики «нулевой терпимости», введённой при бывшем президенте Трампе в 2018 году, которая предусматривала судебное преследование всех лиц, нелегально проживающих в Соединённых Штатах, что часто приводило к разлучению детей со своими родителями, администрация Байдена предлагает устранить «коренные причины» эмиграции из стран Центральной Америки. Используя дипломатические ресурсы, подобная стратегия имела следующий план действий:
- решение проблем экономической незащищенности и неравенства;
- борьба с коррупцией, укрепление демократического управления и продвижение верховенства закона;
- содействие уважению прав человека, трудовых прав и свободы прессы;
- противодействие и предотвращение насилия, вымогательства и других преступлений, совершаемых преступными группировками, сетями торговли людьми и другими организованными преступными организациями;
- борьба с сексуальным, гендерным и домашним насилием.

Помимо стратегии устранения первопричин, администрация Байдена сняла ограничения, установленные в начале пандемии коронавируса, что резко сократило количество виз, выдаваемых иммигрантам. Количество людей, получивших грин-карту, сократилось примерно с 240 тысяч во II квартале 2020 финансового года (с января по март) до примерно 79 тысяч в III квартале (с апреля по июнь). Для сравнения, в III квартале 2019 финансового года грин-карту получили почти 266 тысяч человек.
Однако на фоне рекордного количества задержаний на американо-мексиканской границе в декабре 2021 года Джо Байден восстановил иммиграционную политику эпохи Трампа, в частности, политику «Оставайся в Мексике», по которой теперь иммигранты должны были ждать убежища в Мексике, прежде чем их заявления на въезд в США будут одобрены.

#### Пограничная безопасность
Согласно последним данным, опубликованным Погранично-таможенной службой, количество задержаний на границе США с Мексикой увеличилось на 317 % за первые 10 месяцев пребывания Байдена у власти, достигнув 1,7 млн, по сравнению с тем же периодом 2020 года.
Количество незаконных пересечений границы, о чём свидетельствуют задержания на юго-западной границе, неуклонно росло в течение последних девяти месяцев президентства Трампа, а затем резко возросло после того, как Байден вступил в должность.

### Экономика
| Год            | Безра ботица                    | ВВП                             | Рост ВВП                        | Фискальные данные               | Фискальные данные               | Фискальные данные               | Фискальные данные               |
| Год            | Безра ботица                    | ВВП                             | Рост ВВП                        | Доходы                          | Расходы                         | Дефицит                         | Госдолг                         |
| окончание года | на 31 декабря (календарный год) | на 31 декабря (календарный год) | на 31 декабря (календарный год) | на 30 сентября (фискальный год) | на 30 сентября (фискальный год) | на 30 сентября (фискальный год) | на 30 сентября (фискальный год) |
| 2020           | 8,1 %                           | 21,323                          | − 2,2 %                         | 3,421                           | 6,554                           | − 3,133                         | 21,038                          |
| 2021           | 5,4 %                           | 23,594                          | + 5,8 %                         | 4,046                           | 6,822                           | − 2,776                         | 22,306                          |
| 2022           | 3,6 %                           | 25,744                          | + 1,9 %                         | 4,896                           | 6,272                           | − 1,376                         | 24,320                          |
| 2023           | 3,7 %                           | 27,356                          | + 2,5 %                         | 4,439                           | 6,134                           | − 1,695                         |                                 |

Экономическая политика Джо Байдена, в просторечии называемая байденомикой, сосредоточена на борьбе с вызванной пандемией COVID-19 рецессией, крупных инвестициях в инфраструктуру и укреплении системы социальной защиты. Кроме этого, целями администрации Байдена являются: повышение минимального размера оплаты труда и доступности медицинской помощи, а также сокращение экономического неравенства.
В первый год пребывания на должности президента Джо Байдену удалось добиться крупнейшего с 1984 года роста реального ВВП, заработной платы, занятости и доходности фондового рынка с учётом роста инфляции.

#### Борьба с рецессией
Президент Джо Байден унаследовал сложную экономическую и бюджетную ситуацию от президента Трампа, в значительной степени из-за продолжающейся пандемии COVID-19. По состоянию на декабрь 2020 года уровень рабочих мест был почти на 10 миллионов ниже пикового уровня начала 2020 года, а уровень безработицы вырос на 6,7 %. В 2020 финансовом году был рекордный дефицит бюджета в размере 3,1 трлн долларов, или 14,9 % ВВП.
Первым крупным законодательным ответом на вызванные пандемией экономические проблемы стало принятие Закона об американском плане спасения, который был направлен на стимулирование роста экономики в размере 1,9 трлн долларов.

#### Налогообложение
По оценкам Налогового фонда, налоговый план Байдена увеличит федеральные доходы на 3,3 триллиона долларов в течение 10 лет за счет увеличения налогов для корпораций и лиц с высокими доходами. В частности, Байден введет налог на заработную плату социального обеспечения в размере 12,4% для тех, кто зарабатывает более 400 000 долларов в год. Он отменит Закон о снижении налогов и занятости (TCJA) для лиц с высокими доходами, восстановив налоговые ставки до уровня 2016 года. Он повысит ставку корпоративного налога до 28%. Байден также повысит налоги на долгосрочный прирост капитала и дивидендный доход свыше 1 миллиона долларов до ставки подоходного налога в размере 39,6%.

#### Американский план спасения
14 января 2021 года Джо Байден обнародовал стратегию «Американский план спасения», который предусматривает:
- Продление пособий по безработице с еженедельной надбавкой в размере 400 долларов до конца сентября 2021 года;
- выдача 1400 долларов на одно физическое лицо;
- выделение 20 миллиардов долларов на национальную программу вакцинации, включая подготовку общинных центров вакцинации;
- повышение минимальной заработной платы до 15 долларов в час;
- оплачиваемый отпуск для более чем 100 миллионов американцев;
- помощь арендаторам с невыплаченными долгами перед арендодателями;
- гранты малому бизнесу;
- выделение 350 миллиардов долларов правительствам штатов на преодоление дефицита бюджета.

Байден предложил Конгрессу поднять ставку корпоративного налога с 21% до 28%, но позже понизил цифру до 25%. Эта ставка была снижена в период президентства Трампа с 35% до 21%. В марте 2021 года, Конгресс США одобрил Американский План Спасения - предложенный главой Белого дома пакет антикризисных мер объёмом в 1,9 трлн долларов.
Благодаря развёртыванию программы вакцинации и Американскому плану спасения, в США в марте 2021 был создан почти 1 млн новых рабочих мест, в результате уровень безработицы в стране снизился до 6%. Для сравнения: в апреле 2020 года этот показатель составлял около 14%.

#### Торговля
Торговый представитель США Кэтрин Тай заявила, что администрацию Байдена интересует создание «торговой политики, ориентированной на рабочих».

#### Инфляция

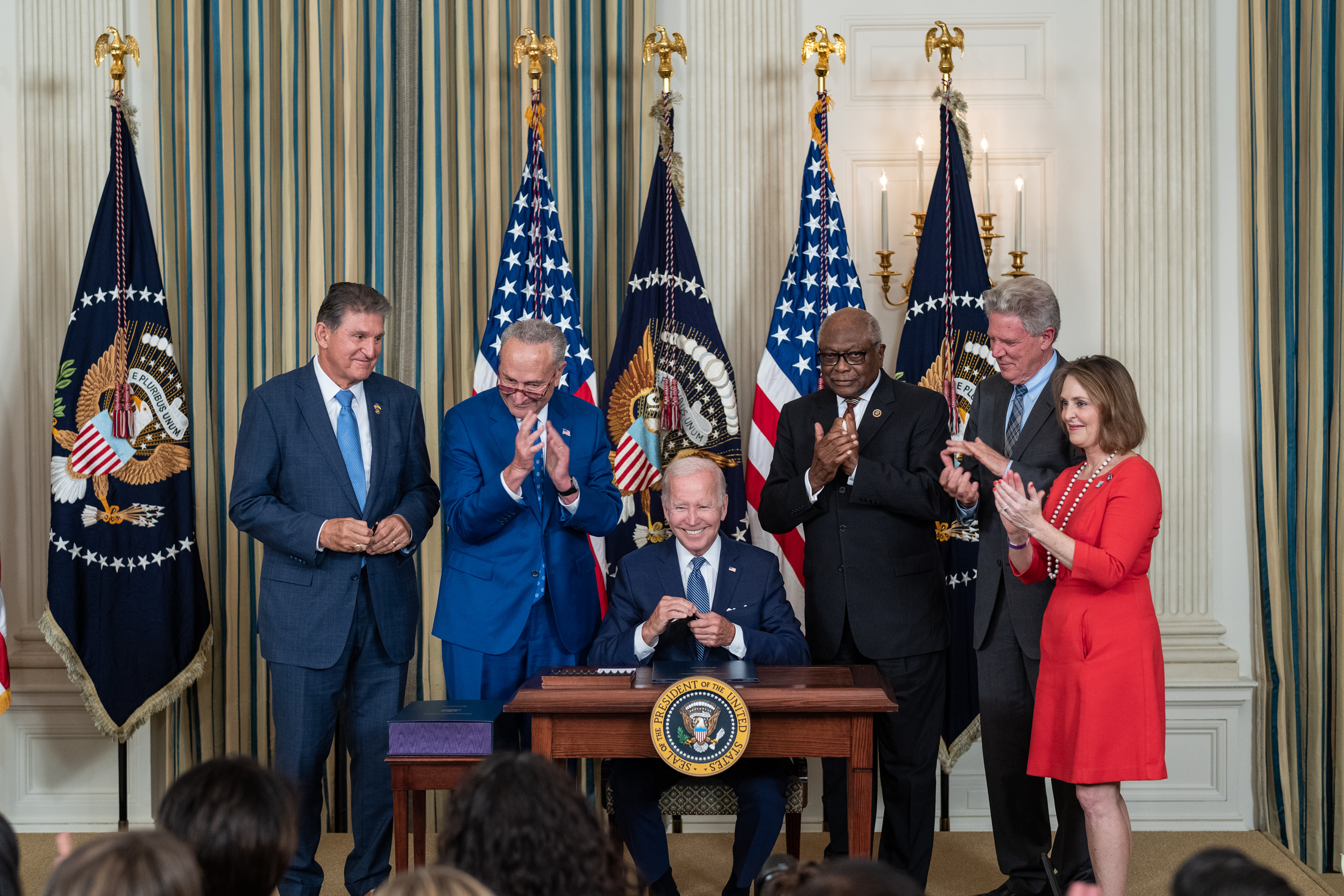
Байден подписывает Закон о снижении инфляции, 16 августа 2022

В США индекс потребительских цен вырос на 6,8 % с ноября 2020 по ноябрь 2021 года. Несмотря на то, что инфляция росла в 2021 году, Федеральная резервная система настаивала на том, что её рост обусловлен восстановлением после пандемии COVID-19. Однако высокие затраты на энергию привели к дальнейшему росту инфляции и в 2022 году. Пытаясь сдержать темы роста инфляции с помощью ужесточения кредитно-денежной политики, ФРС неоднократно резко повышала процентную ставку в 2022 году: 17 марта на 0,25 %, 4 мая на 0,5 %, 16 июня на 0,75 % и 14 декабря на 0,5 %. На фоне резкого роста цен на газ, продукты питания и арендную плату годовая инфляция продолжала расти вплоть до июня 2022 года, достигнув рекордного за 41 год 9,1 %, после чего замедлилась и пошла на спад, придя к концу того же года к 6,5 %.
16 августа 2022 года Джо Байден подписал Закон о снижении инфляции, представляющий упрощённую версию плана «Построить лучше, чем было».

#### Политика в области энергоносителей
27 октября 2022 года представители Республиканской партии в Палате представителей в письме объявили о начале расследования по поводу потенциально неправомерного использования администрацией Байдена резервов нефти для снижения цен на бензин, а также обсуждения в Белом доме запрета на экспорт топлива. Отмечено, что письмо появилось на фоне недовольства республиканцев по поводу использования администрацией Байдена нефтяных резервов для сдерживания цен в преддверии промежуточных выборов 8 ноября, которые определят контроль над Конгрессом.

#### Кризис потолка государственного долга

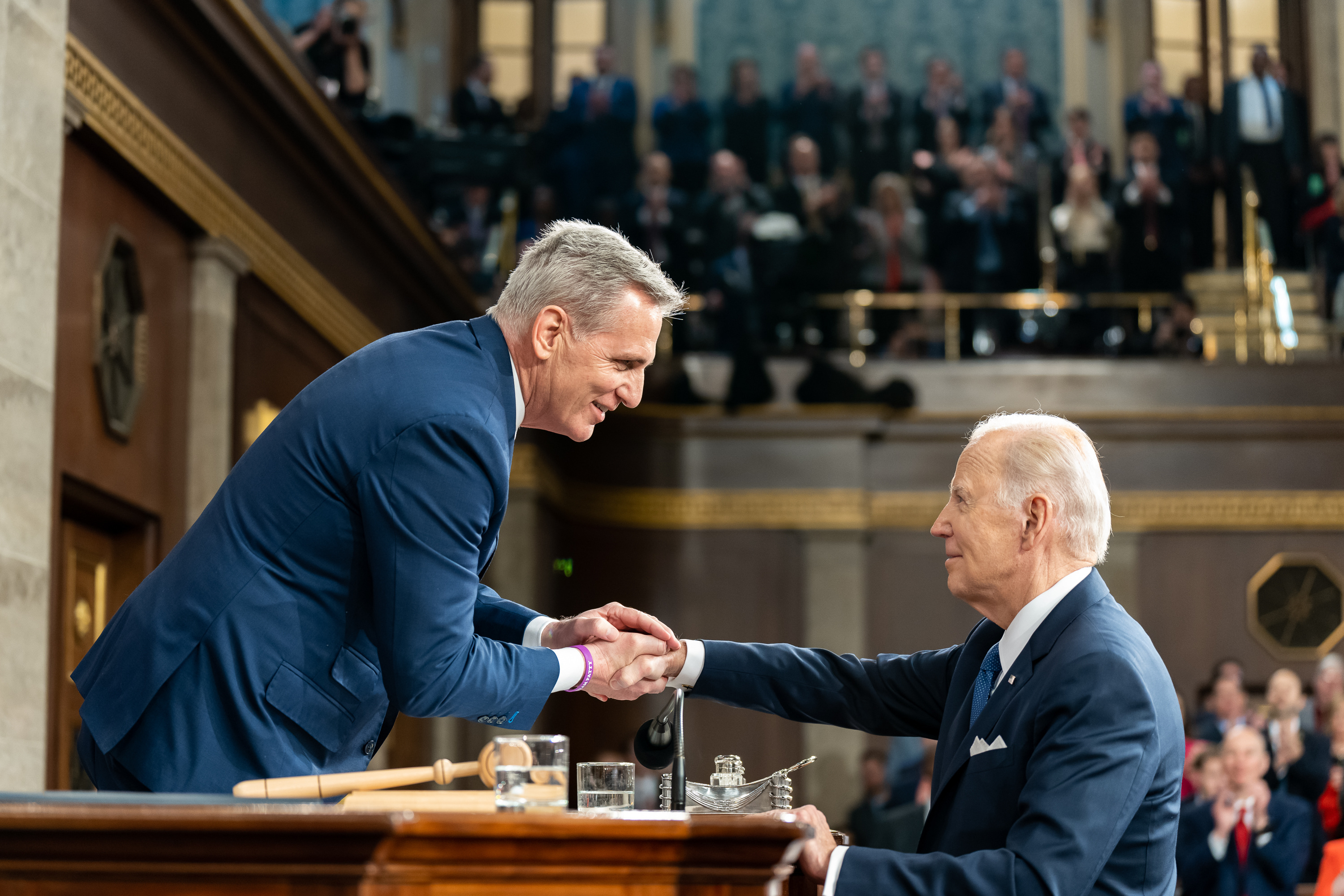
Байден и Маккарти, 7 февраля 2023

19 января 2023 года США достигли порога государственного долга, который составил $31,4 трлн. В ответ на достижение потолка госдолга Минфин начало рассматривать возможность принятия «чрезвычайных мер» для предотвращения дефолта, чтобы дать Конгрессу время на увеличение порога. Палата представителей под контролем республиканцев и Белый дом расходились во мнениях относительно того, как разрешить кризис. Спикер Палаты Кевин Маккарти призывал немедленно начать переговоры о потенциальном сокращении федеральных расходов, включая возможное сокращение Medicare, Medicaid и социального обеспечения, в обмен на повышение лимита госдолга. Растущая политическая поляризация сделала голосование по вопросу повышения потолка долга более спорным, чем в 2011 году, когда США столкнулись с похожим кризисом. 1 февраля Байден и Маккарти обсудили долговой кризис, однако к общему соглашению не пришли: спикер настаивал на сокращении расходов, а президент призывал к повышению потолка госдолга без предварительных условий. В течение мая представители Демократической и Республиканской партий встречались в Белом доме для разрешения кризиса, и в конечном итоге заключили 27 мая сделку. Конгресс соглашался поднять лимит госдолга до 1 января 2025 года в обмен на ограничение некоторых государственных расходов в течение следующих двух лет, ускорение процесса выдачи разрешений на определённые энергетические проекты, возвращение в бюджет неиспользованных средства на борьбу с COVID-19 и расширение требований к получателям по программам продовольственной помощи SNAP. Двухпартийный законопроект был принят подавляющим большинством в Палате представителей 31 мая и в Сенате 1 июня.
В августе 2023 года агентство Fitch, впервые с 1994 года, из-за ожидаемого ухудшения финансового положения в течение будущих трех лет, растущей долговой нагрузки и ослабления управления, понизило долгосрочный рейтинг США с AAA до AA+. Этому предшествовал кризис с потолком долга в $31,4 трлн, когда американские власти после длительной задержки решили приостановить его действие до начала 2025 года. И июне 2023 года долг США достиг $32 трлн. Такое понижение рейтинга — второй случай за всю историю США.  
CNN связало резкий рост государственного долга США со стимулирующими мерами правительства Байдена во время пандемии. По данным Министерства финансов, объем процентных выплат по государственному долгу в стандартном измерении вырос до 659 млрд долларов в 2023 финансовом году, что на 39% больше, чем годом ранее и почти вдвое превосходит показатель 2020 года. В 2023 финансовом году США потратили на обслуживание долга больше, чем на высшее образование или транспорт.

#### Статистическая сводка
| Экономические показатели                               | Январь 2021 | Январь 2022 | Январь 2023 | Изменение, % | Источник |
| ------------------------------------------------------ | ----------- | ----------- | ----------- | ------------ | -------- |
| Количество рабочих мест (в миллионах человек)          | 142,969     | 150,106     | 155,007     | + 8,4 %      |          |
| Уровень безработицы                                    | 6,3 %       | 4,0 %       | 3,4 %       | − 2,9 п.п.   | [ 154 ]  |
| Количество безработных (в миллионах человек)           | 10,155      | 6,511       | 5,694       | − 43,9 %     | [ 189 ]  |
| Индекс потребительских цен                             | 262,650     | 282,599     | 300,536     | + 14,4 %     | [ 190 ]  |
| Реальный ВВП (в триллионах долларов США)               | 20,724      | 21,848      | 21,990      | + 6,1 %      | [ 191 ]  |
| Реальный ВВП на душу населения (в долларах США)        | 62 414      | 65 651      | 65 783      | + 5,4 %      | [ 192 ]  |
| Государственный долг (в миллиардах долларов США)       | 27,748      | 29,617      | 31,420      | + 13,2 %     | [ 193 ]  |
| Государственный долг (в % от ВВП)                      | 126,0       | 120,1       | 119,0       | − 6,2 балла  | [ 194 ]  |
| Бюджетный профицит/дефицит (в миллиардах долларов США) | -3,132      | -2,775      | -1,375      | − 56,1 %     | [ 195 ]  |
| Бюджетный профицит/дефицит (в % от ВВП)                | -14,7       | -11,8       | -5,3        | − 9,4 п.п.   | [ 196 ]  |
| Торговый баланс (в миллиардах долларов США)            | -651,2      | Нет данных  |             | Нет данных   | [ 197 ]  |
| Торговый баланс (в % от ВВП)                           | -3,12       | Нет данных  |             | Нет данных   | [ 197 ]  |
| Коэффициент Джини                                      | Нет данных  | Нет данных  |             | Нет данных   | [ 198 ]  |

## Внешняя политика

### Доктрина
1. Администрация Дж. Байдена нацелена на решение внутренних проблем США, укрепление экономики страны после пандемии COVID-19, преодоление противоречий в американском обществе, которые наметились в период президентства Д. Трампа. Вместе с тем она намерена достичь увеличения экономического роста, пусть даже кратковременного, полагая, что это послужит залогом переизбрания действующего президента на второй срок. Данная линия непременно приведет к углублению противоречий с Китаем, жесткой борьбе за рынки сбыта и нестабильности в товарно-денежных отношениях между Пекином и Вашингтоном, а последнее окажет отрицательное влияние на всю мировую экономику.
2. В сфере безопасности доктрина Байдена коррелирует с известной доктриной Уайнбергера — Пауэлла, суть которой заключается в том, что США не должны вступать в активные боевые действия не имея:
  - четкого национального интереса;
  - общественной поддержки внутри и вне США;
  - союзников, готовых оказать реальную военную и экономическую поддержку.
3. Администрация будет действовать пассивно, делая ставку на «кризисное реагирование». По всей видимости, США в период правления Дж. Байдена ставят своей главной задачей стабилизацию международной системы, которая на данном этапе находится в зоне «турбулентности»[199].

### Космические силы
На брифинге пресс-секретарь Белого дома Псаки заявила, что Космические силы США, созданные при президентстве Дональда Трампа в декабре 2019 года, и космическая программа «Artemis» «пользуются полной поддержкой администрацией Байдена».

### Америка

#### Канада
22 января 2021 года Байден созвонился с премьер-министром Канады Джастином Трюдо и обсудил тему отмены строительства нефтепровода Keystone XL, проблемы сотрудничества по борьбе с коронавирусом, международные отношения и дальнейшее сотрудничество в оборонной сфере, в сфере энергетики и в других областях, представляющих взаимный интерес.

#### Куба
Байден сохранил санкции против Кубы, введённые Трампом.
22 июля 2021 года, непосредственно перед встречей с кубино-американскими лидерами, Байден заявил:
Я осуждаю массовые задержания и фиктивные судебные процессы, которые несправедливо приговаривают к тюремному заключению тех, кто осмелился высказаться и попытки запугать кубинский народ и заставить его замолчать.
В августе 2021 года США наложили санкции на трёх кубинских чиновников, которые, как сообщается, участвовали в подавлении антиправительственных демонстрантов на Кубе.

#### Мексика

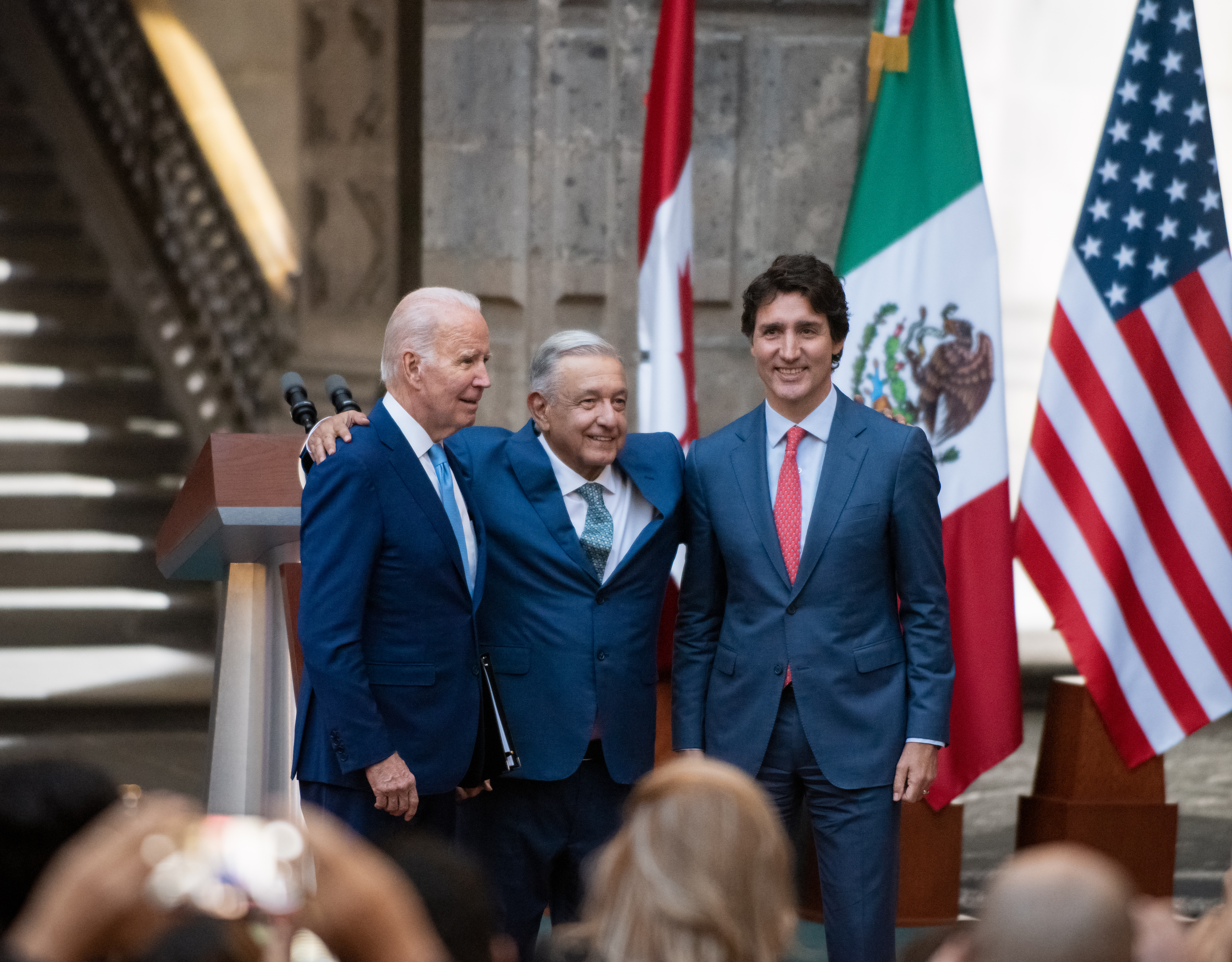
Джо Байден, Лопес Обрадор и Джастин Трюдо, 10 января 2023

22 января 2021 года Байден позвонил президенту Мексики Андресу Мануэлю Лопесу Обрадору. Во время звонка они говорили о региональной миграции, о сокращении иммиграции через границу Мексики и США, об улучшении обращения с иммигрантами на границе, об изменении иммиграционной политики администрации Трампа и о пандемии COVID-19. Обрадор сказал, что звонок был «приятным и уважительным» и что отношения между Мексикой и США в будущем улучшатся.

### Европа

#### Европейский союз

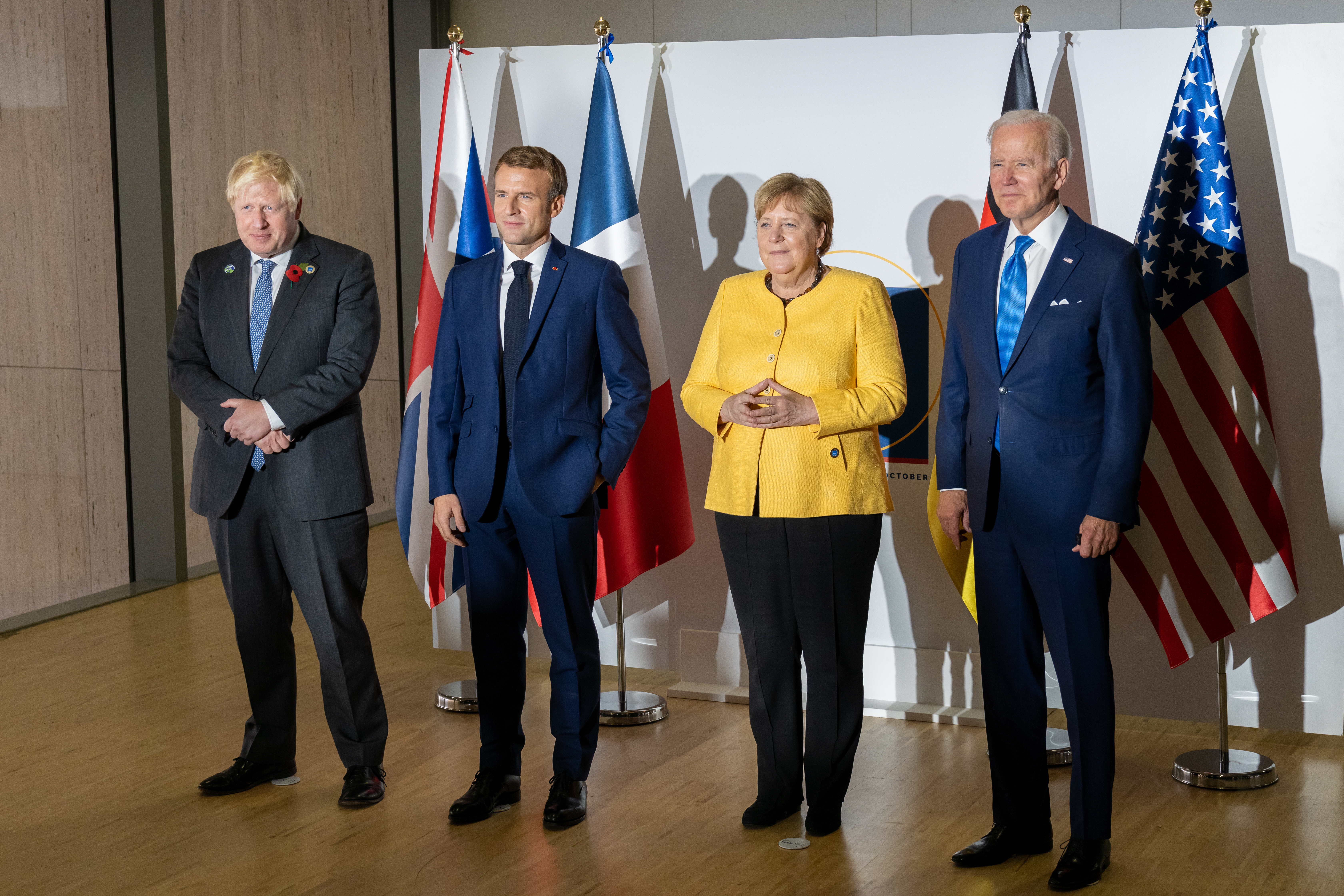
Байден с европейскими лидерами на саммите G20 в Риме, 30 октября 2021

Убежденный сторонник трансатлантизма – Джо Байден – давал понять европейским лидерам, что «Америка вернулась», и что он отличается от своего предшественника. В отличие от Трампа, который рассматривал Европейский союз как конкурента или даже как врага, администрация Байдена старалась подтвердить твёрдую приверженность США стабильным и партнёрским отношениям с Европой. Торговые отношения США и ЕС под руководством Д. Трампа были крайне конфронтационными. Бывший президент усугубил «тарифную войну» из-за субсидирования компании Airbus, введя пошлины на европейскую сталь и алюминий. Помимо этого, существует раскол между позициями Европы и США в отношении Китая. Премьер-министр Великобритании Б. Джонсон сказал, что не хочет начинать новую холодную войну с Китаем, даже несмотря на то, что на него оказывается огромное давление, требующее занять более жёсткую позицию ястребиного крыла его собственной Консервативной партии.
На саммите США – ЕС в Брюсселе 15 июня 2021 года Джо Байдену и европейским лидерам удалось урегулировать семнадцатилетний спор о субсидиях на производство самолётов Airbus и Boeing. Сделка между США и ЕС заключается в том, что стороны обязаны финансировать производство и разработку больших коммерческих самолётов «на рыночных условиях» и предоставлять государственные средства на исследования новых авиационных программ в рамках «открытого и прозрачного процесса», не вызывая «негативных последствий для другой стороны». Помимо этого, США и ЕС добились ощутимого прогресса в улучшении двустороннего сотрудничества в области безопасности и обороны.
Вывод американских войск из Афганистана и подписание оборонного соглашения AUKUS между Австралией, Великобританией и США были восприняты во многих европейских столицах как сигналы не о том, что Америка вернулась, а о смещении стратегических приоритетов в сторону Индо-Тихоокеанского региона. В ответ представители администрации Байдена активизировали дипломатические отношения с европейскими странами.
Вторжение России на Украину предопределило, что в обозримом будущем Европа будет полностью зависеть от США в вопросах собственной безопасности.

#### Великобритания

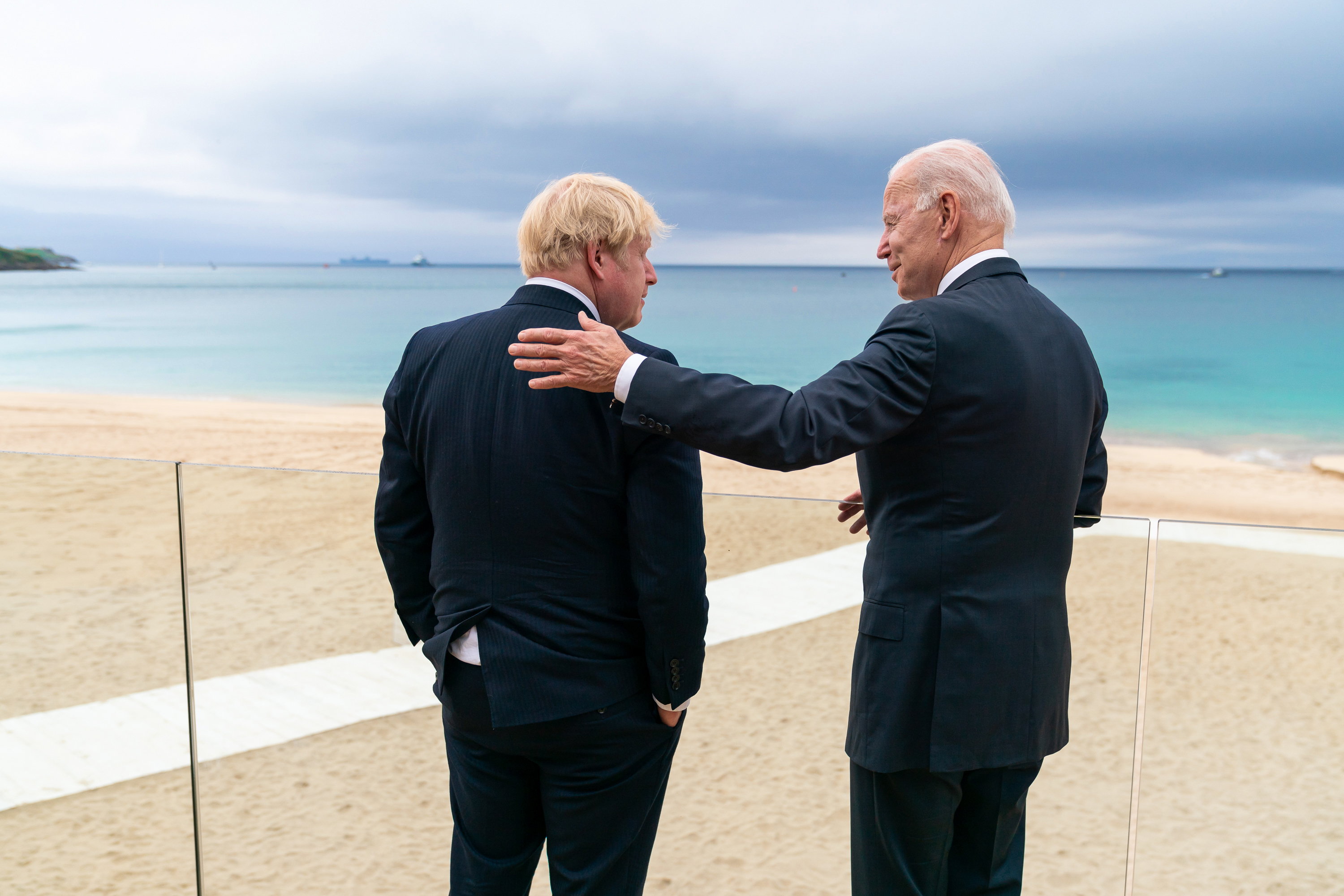
Джонсон и Байден на саммите G7 в Корнуолле, 10 июня 2021 года

Первый телефонный разговор между Д. Байденом и премьер-министром Великобритании состоялся 23 января 2021 года. Когда Великобритания взяла на себя контроль над своей торговой политикой после завершения Brexit и выхода из Европейской экономической зоны, Б. Джонсон подтолкнул Д. Байдена к заключению новой торговой сделки, которая объединила бы страны в борьбе с пандемией COVID-19. Администрация Д. Байдена дала понять, что она вряд ли будет настаивать на заключении соглашения о свободной торговле между Великобританией и США, поскольку американский президент выразил желание, чтобы США делали «крупные инвестиции в американских рабочих и нашу инфраструктуру» до заключения новых соглашений о свободной торговле.
Д. Байден регулярно повторял свою приверженность поддержанию мира в Северной Ирландии, полностью отвергая возможность установления границы между Великобританией и Ирландией в результате Brexit. На вопрос The Irish Times в марте 2021 года о комментариях министра иностранных дел Ирландии С. Ковни о том, что Великобритании «нельзя доверять» в отношении протокола Северной Ирландии, пресс-секретарь Белого дома Д. Псаки заявила, что «президент Д. Байден недвусмысленно заявил о своей поддержке Соглашение Страстной пятницы». Ссылаясь на американо-ирландское происхождение президента США, она добавила, что ирландцы «занимают особое место в сердце Д. Байдена».
10 июня 2021 года на саммите G7 в Корнуолле Д. Байден и Б. Джонсон подписали новую Атлантическую хартию, которая является «обновлённой версией» той, которая была подписана 80 лет назад президентом США Ф. Рузвельтом и премьер-министром Великобритании У. Черчиллем. Основными целями хартии являются:
- защита демократических принципов, институтов и открытого общества;
- укрепление институтов, законов и норм, поддерживающих международное сотрудничество;
- единство в принципах суверенитета, территориальной целостности и мирного разрешения споров;
- использование и защита инновационных преимуществ стран в науке и технологиях;
- подтверждение общей ответственности в поддержании коллективной безопасности и международной стабильности;
- строительство инклюзивной, справедливой и экологичной экономики, основанной на правилах;
- сделать проблему изменения климата приоритетной темой на всех международных уровнях;
- обязательство продолжать сотрудничество в целях укрепления систем здравоохранения и повышения уровня защиты здоровья.

13 июня 2021 года чета Байденов встретилась с королевой Елизаветой II в Виндзорском замке во время их визита в Великобританию. Визит включал почётный караул и послеобеденный чай с королевой. После встречи Байден заявил, что королева была «очень щедрой» и «напомнила ему его мать».

#### Германия

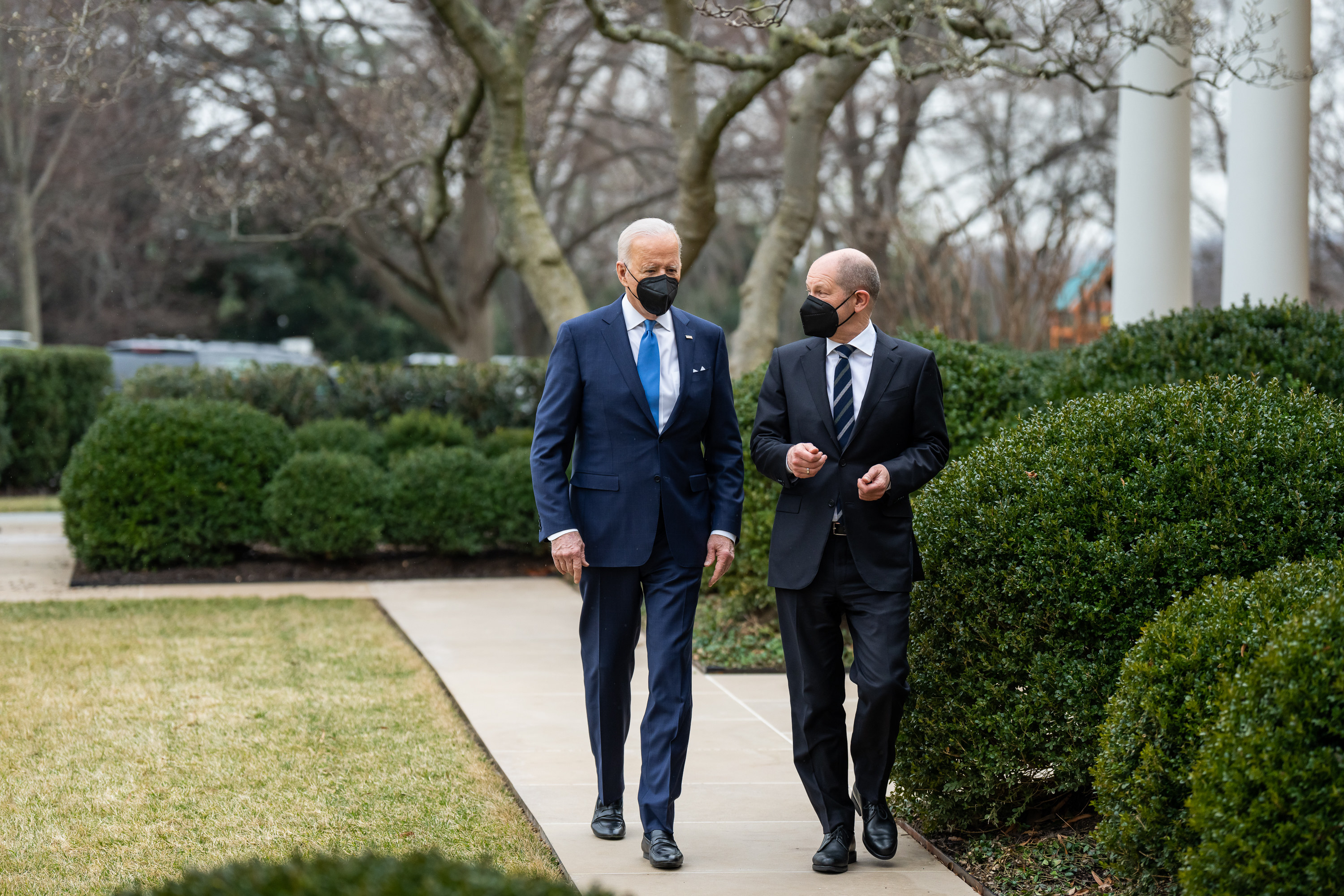
Байден и канцлер Олаф Шольц прогуливаются по Розовому саду Белого дома, 7 февраля 2022

Первые несколько месяцев работы канцлера Олафа Шольца, сменившего Ангелу Меркель в декабре 2021 года, были непростыми для американо-германских отношений. Нежелание Берлина присоединиться к санкционному давлению на Россию в случае, если она решит вторгнуться на Украину, серьёзно обострило отношения между странами. Глава Бундесвера Кристин Ламбрехт заявила, что Германия поддерживает суверенитет Украины, но не посредством поставок оружия, сославшись на политику невмешательства. 8 февраля 2022 года на фоне растущего беспокойства по поводу российского вторжения Джо Байден и Олаф Шольц провели переговоры, чтобы урегулировать разногласия по поводу «Северных потоков». Канцлер заявил, что «Германия и США будут действовать вместе и предпринимать все необходимые шаги». В свою очередь Байден предупредил о том, что «США выступают против строительства трубопровода „Северный поток — 2“ и ясно заявили, что его строительство не будет продвигаться вперёд, если Владимир Путин решит вторгнуться»:

Если Россия вторгнется, если её танки пересекут границу Украины, то никакого «Северного потока — 2» больше не будет, мы положим ему конец. Я обещаю вам, что мы сможем это сделать.Оригинальный текст (англ.)If Russia invades, that means tanks or troops crossing the border of Ukraine again, then there will be no longer a Nord Stream 2. We will bring an end to it. I promise you, we'll be able to do it.— Д. Байден, на пресс-конференции по итогам переговоров с канцлером Германии Олафом Шольцем, 7 февраля 2022
Проект газопровода, который был к тому времени почти завершён, долгое время оставался острым вопросом в американо-германских отношениях. США считали, что он может стать рычагом воздействия России на Германию. Шольц изначально не хотел связывать «Северный поток — 2» с какой-либо российской агрессией, говоря, что это частный проект. Хотя с тех пор он сказал, что «все варианты» с экономической точки зрения рассматриваются, если Россия нападет на Украину, он все же призвал к осторожности, заявив, что эти меры необходимо тщательно обдумать. Поездка Шольца в Вашингтон предоставила возможность попытаться восстановить пошатнувшуюся репутацию Германии. 22 февраля 2022 года, на следующий день после признания Россией самопровозглашённых ДНР и ЛНР, Германия остановила сертификацию трубопровода. Позже министр иностранных дел Германии Анналена Бербок признала, что Германия, не прислушавшись к предупреждениям своих союзников, поставила себя в зависимость от российских энергоносителей, что было «катастрофической ошибкой».
26—29 сентября 2022 года сразу на нескольких нитках «Северных потоков» были обнаружены утечки газа, что привело к резкому падению давления в трубопроводе. Авария поставила под угрозу все нынешние и будущие поставки российского газа в Европу, которая уже находилась в состоянии энергетического кризиса. В пресс-службе Nord Stream AG, оператора «Северных потоков», заявили, невозможно оценить время, необходимое для восстановления газопроводов, но ущерб, нанесенный газопроводу, «беспрецедентен».

#### Польша

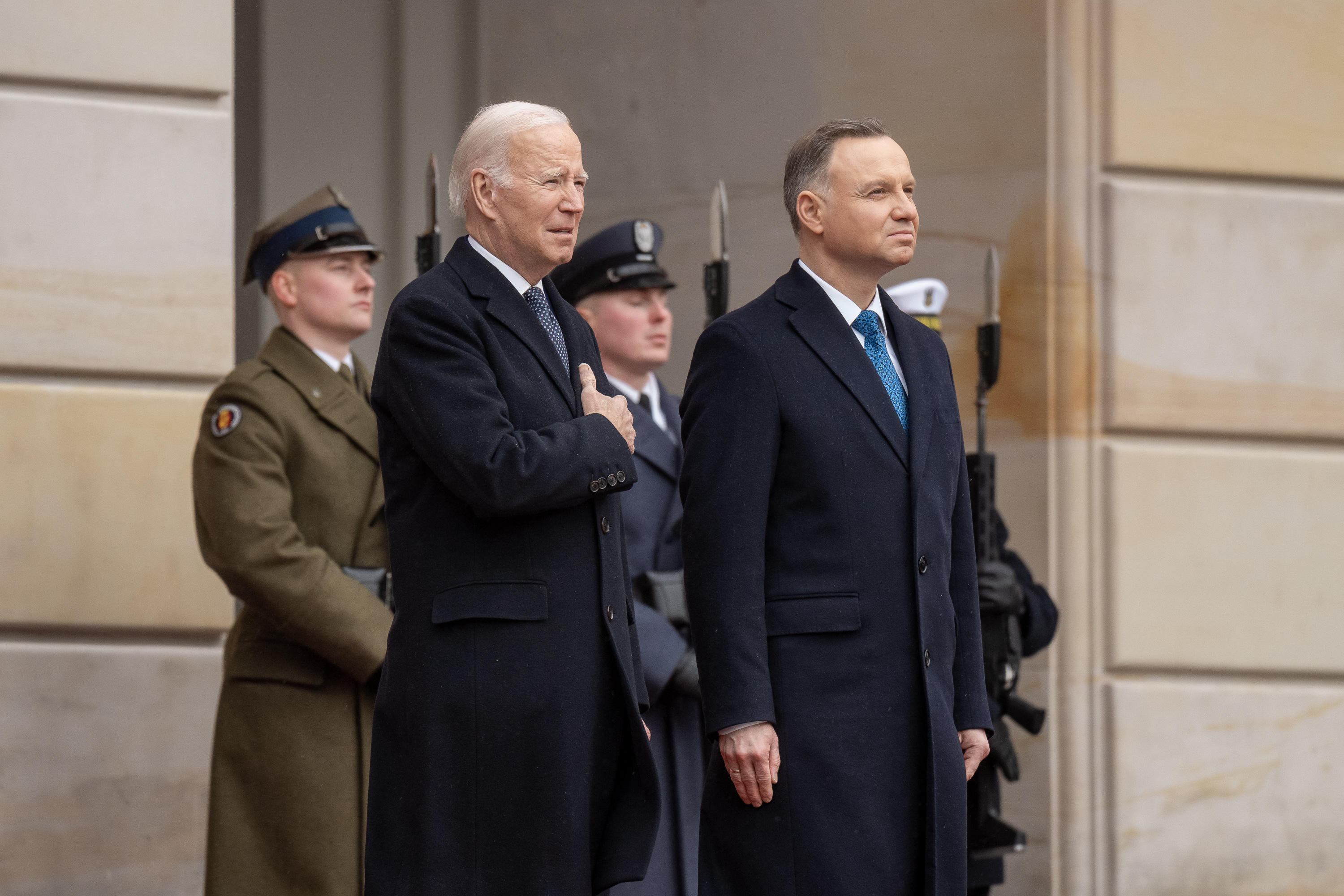
Байден и Дуда, 21 февраля 2023

Будучи кандидатом в президенты, Джо Байден называл Польшу наряду с Белоруссией странами, которой грозит «подъём тоталитарных режимов». Он раскритиковал создание «зон, свободных от ЛГБТ», заявив, что «такой политике нет места ни в Европе, ни где-либо в мире». В 2021 году ухудшились американо-польские отношения из-за Закона об ограничении иностранного капитала в СМИ (также «Закона о СМИ»). Закон расширяет ограничения на деятельность СМИ, в которых доля неевропейского капитала превышает 49 %. Работа телеканалов, владельцами которых являлись иностранцы вне Евросоюза, была запрещена или переведена под местное управление. Со сложностями из-за этого закона столкнулся частный телеканала TVN, которым через польские структуры владеет американская корпорация Discovery. Телеканал зачастую подвергает критике решения властей. В конце года под давлением Соединённых Штатов президент Польши Анджей Дуда наложил вето на противоречивый закон.
Вторжение России на Украину заставило Джо Байдена изменить место Польши в мире, переформулировав американо-польские отношения и её роль в Европе. Американский президент высоко оценил реакцию польского руководства на российско-украинский конфликт, включая роль страны в приёме украинских беженцев и военную помощь Украине. В феврале 2023 года он назвал Польшу «одним из величайших союзников».

#### Россия
Вскоре после вступления Д. Байдена в должность президента США официальные лица его администрации сообщили, что не стремятся ни к осложнению отношений с Россией, ни к их «перезагрузке». Администрация Д. Байдена не рассматривала Россию как главного противника или конкурента, на первый план встали «напористый» Китай, изменение климата и пандемия COVID-19. В глазах Д. Байдена путинская клептократия, политический авторитаризм, так называемая «вертикаль власти» и другие особенности его системы представляют собой серьёзное препятствие для социально-экономической модернизации России. По его мнению, быть «антипутинским» не значит быть антироссийским; напротив, борьба В. Путиным, в конце концов, является лучшей помощью российскому народу, которую США могут предложить. 

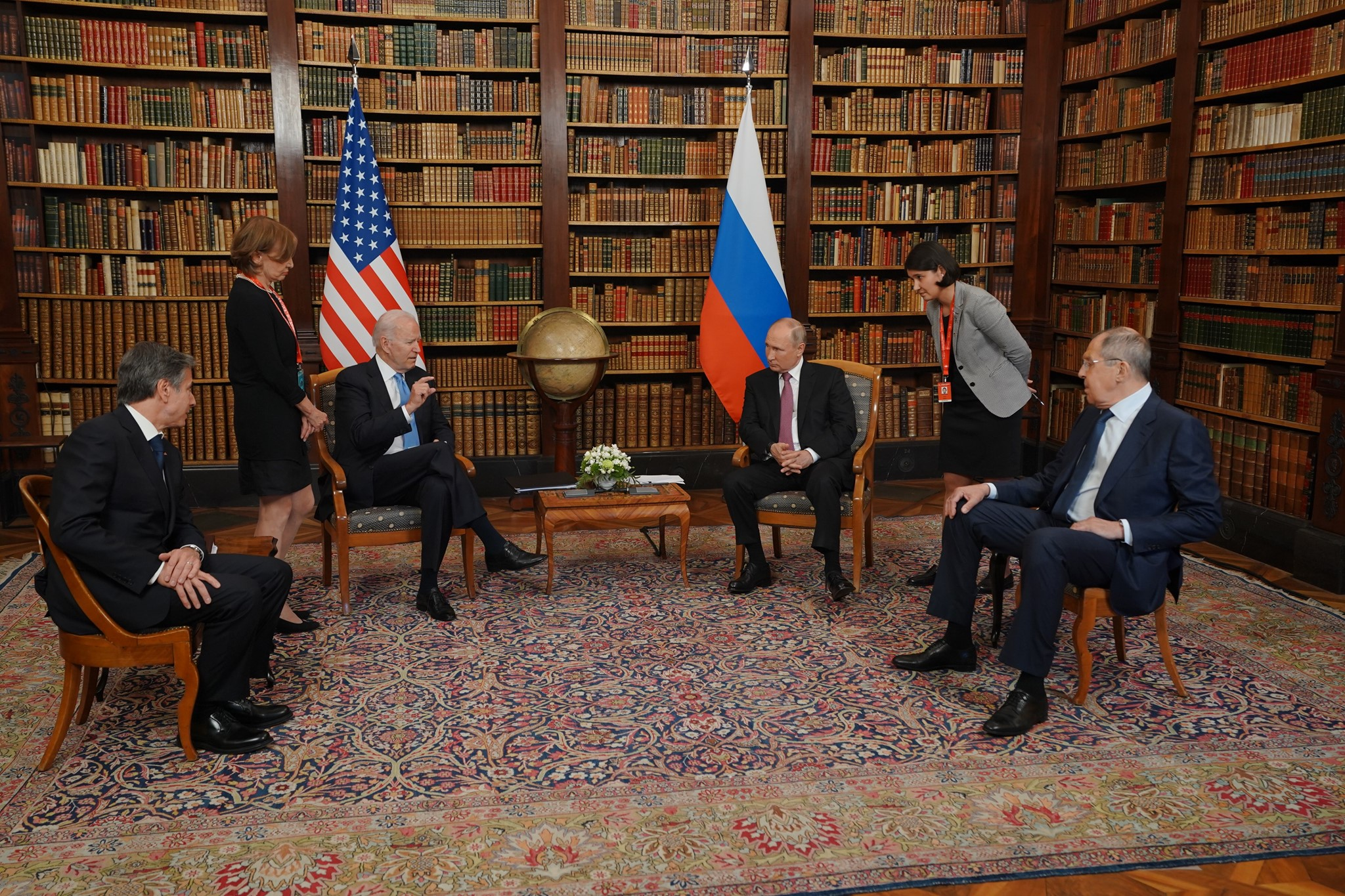
Д. Байден и В. Путин на саммите в Женеве, 16 июня 2021

Сосредоточение в апреле 2021 года российских войск у границы с Украиной заставили Д. Байдена вновь поставить отношения с Россией на первый план. Параллельно с наращиванием сил ухудшалась ситуация на линии соприкосновения. Немного снять напряжение позволил лишь телефонный разговор президентов В. Путина и Д. Байдена, состоявшийся 13 апреля, на котором американский президент подчеркнул непоколебимую приверженность США суверенитету и территориальной целостности Украины, а также предложил своему российскому коллеге встретиться лично. Позже вариант совместной встречи поддержала и российская сторона. В итоге в двадцатую годовщину саммита президентов США и России в 2001 году Д. Байден и В. Путин встречаются 16 июня в швейцарской Женеве. Президент США заявил, что оказывал давление на президента России по поводу предполагаемых хакерских атак, нарушений прав человека, в том числе дела А. Навального, и ряд других тревожных вопросов. Помимо этого, Д. Байден и В. Путин договорились вернуть своих послов в Москву и Вашингтон, которые были отозваны в марте 2021 года после интервью американского президента, на котором он назвал президента России «убийцей» (англ. killer). Встреча на высшем уровне между Байденом и Путиным в Женеве положила начало серии контактов между странами, включая три поездки в Москву высокопоставленных должностных лиц администрации Байдена с июля и новые встречи с российскими официальными лицами на нейтральной территории в Финляндии и Швейцарии. 
Российско-американские переговоры
После захвата Кабула талибами администрация Д. Байдена через различные контакты предлагали обсудить ситуацию в Афганистане и бороться наравне с США с террористической организацией, однако, по данным The Guardian, на женевском саммите В. Путин «возражал против любой роли американских сил в странах Центральной Азии».
На фоне российско-украинского кризиса конец 2021 года был ознаменован особо напряжёнными отношениями России и США. В ноябре 2021 года В. Путин заявил, что «расширение НАТО на Украине, особенно размещение любых ракет большой дальности, способных поражать российские города, или систем ПРО, подобных тем, что расположены в Румынии и Польше, станет вопросом «красной линии» для России». 7 декабря состоялись переговоры между президентами России и США в формате видео-конференц-связи, в ходе которых Д. Байден выразил глубокую обеспокоенность по поводу эскалации Россией сил вокруг Украины и ясно дал понять, что США и их союзники ответят решительными экономическими и другими мерами в случае военной эскалации. 30 декабря 2021 года у Байдена и Путина был 50-минутный телефонный разговор. В опубликованном впоследствии заявлении Белого дома во время разговора Байден призвал Путина «снизить напряженность в отношениях с Украиной». Он сказал президенту России, что потенциальное вторжение будет иметь «серьёзные издержки и последствия», такие как введение дополнительных экономических санкций против России, увеличение американского присутствия на восточном фланге НАТО и военная помощь Украине. 26 января 2022 года США отправили России официальный письменный ответ на требования России в сфере безопасности. 1 февраля Владимир Путин заявил, что в письме не были учтены три ключевых требования Москвы: нерасширение НАТО, отказ от размещения систем наступательного оружия вблизи границ России и возвращение военной инфраструктуры НАТО в статус-кво от 1997 года.
Попытки администрации Байдена стабилизировать отношения продолжались вплоть до вторжения России на Украину 24 февраля 2022 года. Несмотря на то, что Россия в стратегии национальной безопасности США выступала меньшей угрозой по сравнению с Китаем, конфликт на Украине мог способствовать своего рода «рокировке» в вопросе восприятия угроз Вашингтоном.
В 2021 году Джо Байден подписал три основных указа о введении санкций, двое из которых были нацелены на Россию и один на Беларусь:
- Исполнительный указ №14024 от 15 апреля 2021 г. разрешал блокировать имущество лиц, уличённых в деятельности правительства России, вредной для интересов США. В тот же день, 15 апреля, Управление по контролю за иностранными активами внесло в соответствующий список Центральный банк, министерство финансов и Фонд национального благосостояния;
- Исполнительный указ №14038 от 9 августа 2021 г. блокировал имущество лиц, поддерживающих фактическое правительство Беларуси и репрессии против протестующих;
- Исполнительный указ №14039 от 20 августа 2021 г. блокировал имущество лиц, занимающихся деятельностью или оказывающих услуги в строительстве «Северного потока – 2».

Впоследствии вышеперечисленные указы стали основами для введения санкций против конкретных лиц и организаций. 25 февраля министерство финансов и государственный департамент объявили о введении прямых санкций против президента Владимира Путина, министра иностранных дел Сергея Лаврова, министра обороны Сергея Шойгу и начальника генштаба вооружённых сил Валерия Герасимова. Позже под санкции попали и другие российские чиновники и олигархи, в том числе спецпредставитель президента Сергей Иванов, секретарь совета безопасности Николай Патрушев, генеральный директор «Роснефти» Игорь Сечин и первый зампред ВТБ Юрий Соловьёв. Администрация Байдена расширила список санкционной программы указа №14024, включив в него крупные российские корпорации в банковском, оборонном и энергетическом секторах. Назначенные корпорации включали банк «Открытие», Ростех, Совкомбанк, банк ВТБ, Сбербанк, Альфа-банк, Московский кредитный банк, Газпромбанк, Россельхозбанк, Газпром, Газпром нефть, Транснефть, Ростелеком, Русгидро, Алроса, Совкомфлот и РЖД. В начале марта 2022 года Джо Байден подписал исполнительный указ № 14066, который запрещает ввоз в США ископаемого топлива из России и любые новые инвестиции США в российский энергетический сектор. Последовав решению Европейского союза и Канады о закрытии воздушного пространства для российских самолётов, 2 марта США запретили всем российским воздушным суднам выполнять полёты над территорией страны (небольшие исключения были сделаны для российских гуманитарных и поисково-спасательных самолётов). В начале апреля, по мере того как начали вскрываться подробности резни в Буче, Джо Байден призывал к суду за военные преступления, а также расширению санкционного давления на Россию. 6 апреля США запретили своим гражданам любые инвестиции в Россию.

#### Франция
Во время звонка Макрону Байден говорил об укреплении двусторонних связей с Францией и укреплении трансатлантических отношений через НАТО и Европейский союз. И Байден, и Макрон согласились, что им нужна тесная координация по таким вопросам, как изменение климата и пандемия COVID-19.
Отношения США с Францией ухудшились в сентябре 2021 года после подписания Соединёнными Штатами, Великобританией и Австралией пакта безопасности AUKUS, который был направлен на противодействие силе Китая в Индо-Тихоокеанском регионе. В рамках соглашения США согласились предоставить Австралии атомные подводные лодки. После заключения соглашения правительство Австралии аннулировало соглашение, заключённое с Францией, на поставку французских подводных лодок с традиционными двигателями. Сделка возмутила французское правительство, которое отозвало своего посла в США Филиппа Этьена, а также посла в Австралии. На фоне дипломатического скандала министерство иностранных дел Франции заявило, что оно было подвергнуто «двуличности, пренебрежению и лжи», а министр иностранных дел Франции Жан-Ив Ле Дриан назвал сделку «ударом в спину». Несколько дней спустя Байден и президент Франции Эмманюэль Макрон примирительно призвали к снижению двусторонней напряжённости, и Белый дом признал, что кризис можно было предотвратить, если бы между союзниками были проведены открытые консультации.

#### Украина

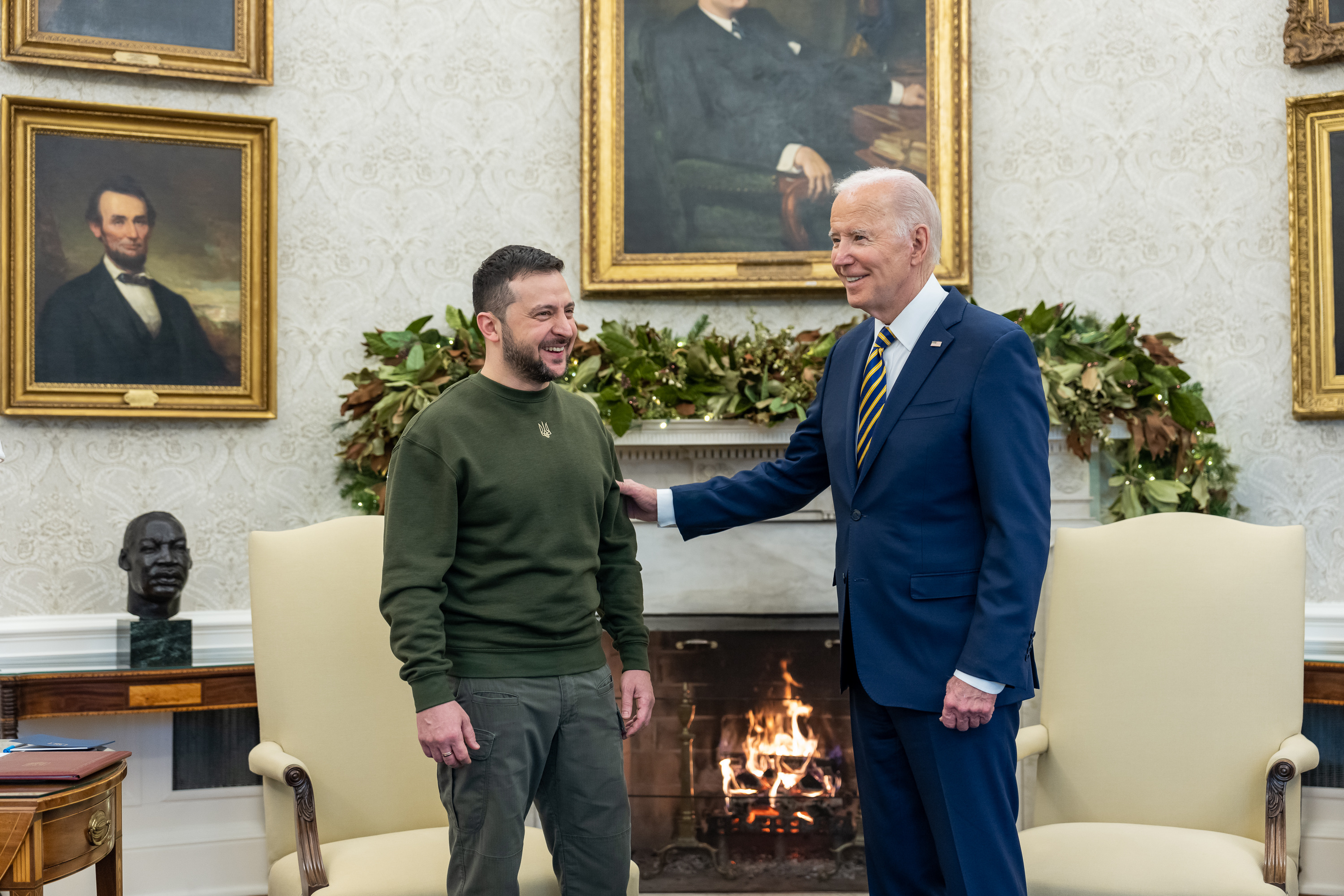
Зеленский и Байден в Овальном кабинете, 21 декабря 2022

В начале ноября 2021 года сообщения о наращивании российской военной мощи побудили американских официальных лиц предупредить своих европейских союзников о том, что Россия может рассматривать возможность потенциального вторжения в Украину. В декабре, после опровержений со стороны России, США обнародовали разведывательные данные о планах российского вторжения, в том числе спутниковые фотографии, на которых видны российские войска и техника у границы с Украиной в районе приграничных российских регионов, включая Крым. Американские лица считали, что передислоцированные в рамках совместных российско-белорусских учений к белорусско-украинской границе российские воинские части в январе 2022 года могли быть использованы в качестве плацдарма для захвата Киева. Ссылаясь на неуказанные разведданные, советник по национальной безопасности Джейк Салливан заявил, что атака может начаться в любой момент до завершения зимних Олимпийских игр 2022 года в Пекине 20 февраля. Отдельно в СМИ было опубликовано несколько отчетов, основанных на данных американской разведки, переданных нескольким союзникам, с конкретными ссылками на 16 февраля как на потенциальную дату начала наземного вторжения. После этих заявлений США приказали эвакуировать большую часть своего дипломатического персонала и всех военных инструкторов в Украине. Несмотря на несостоявшееся 16 февраля вторжение, высшие официальные лица США и НАТО настаивали, что «угроза нападения сохраняется, поскольку Россия по-прежнему активно ищет повод для вторжения в Украину, предпринимаются попытки проведения операции под чужим флагом».

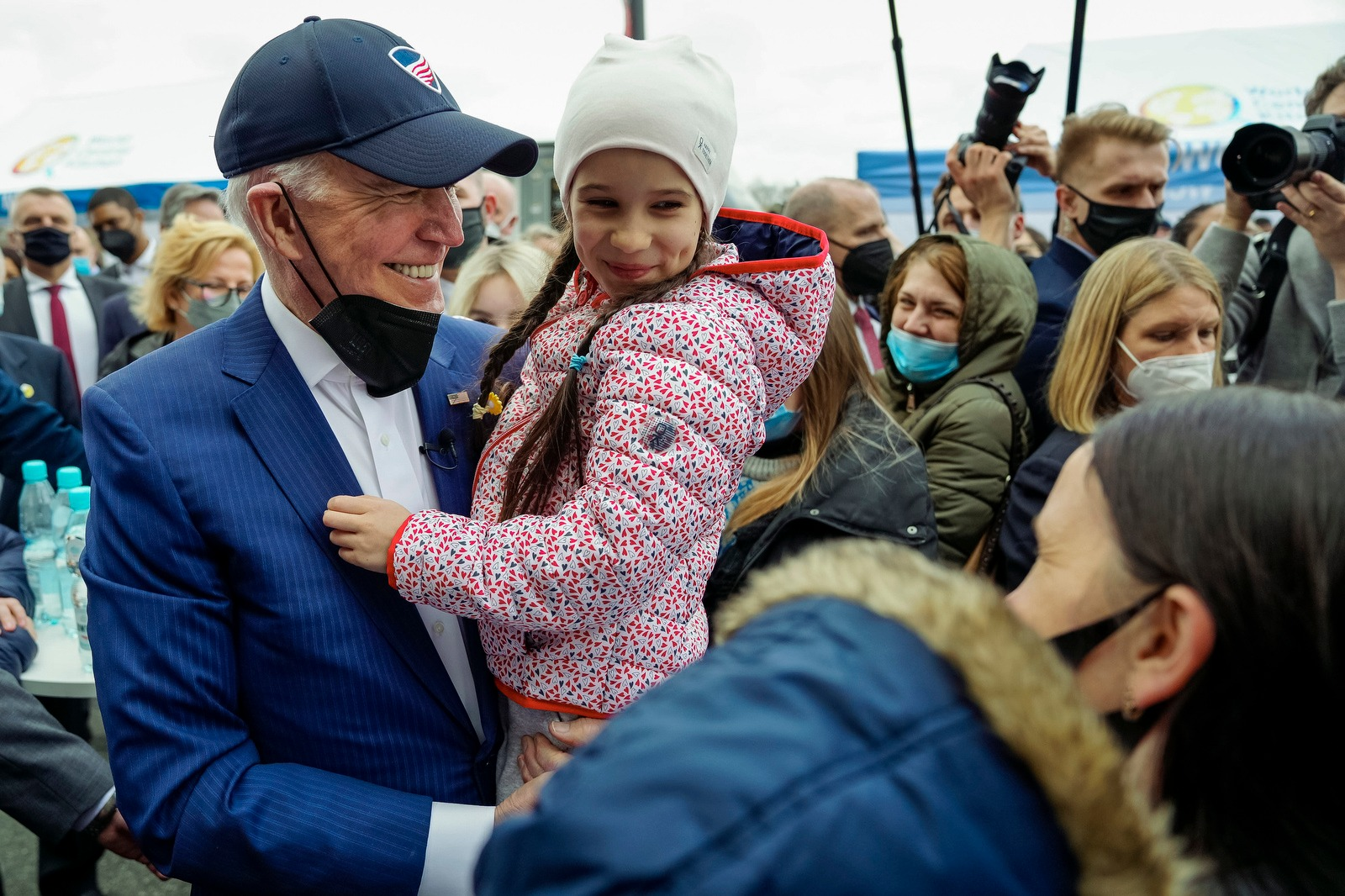
Байден с украинскими беженцами на национальном стадионе в Варшаве, 26 марта 2022

24 февраля 2022 года началось вторжение России на Украину. Вопреки прогнозам высшего военного командования США, Киев мог пасть в течение 72 часов, однако Украина смогла выстоять не только в первые недели вторжения, но и вынудить российские войска вывести свои силы на северном направлении к началу апреля. Взятие Киева было ключевой целью российского нападения, а неспособность взять его рассматривалась как неудача военной кампании в целом. В ответ на вторжение Соединённые Штаты предоставили Украине военную помощь, которая включала в себя наступательное вооружение и обмен разведывательными данными о российских командных пунктах, складах боеприпасов и других ключевых узлах. В частности, американская разведка предоставляла разведданные, чтобы помочь в потоплении 14 апреля крейсера «Москвы» — крупнейшего российского боевого корабля Черноморского флота — и для планирования харьковского контрнаступления ВСУ, которое успешно состоялось в сентябре. Для координации и регулярного диалога с украинскими коллегами была создана контактная группа по обороне Украины, состоящая из военных министерств и штабов более 50 стран. Регулярные встречи контактной группы сыграли большую роль в снятии ограничений на поставки ведущими странами Запада современного вооружения Украине.

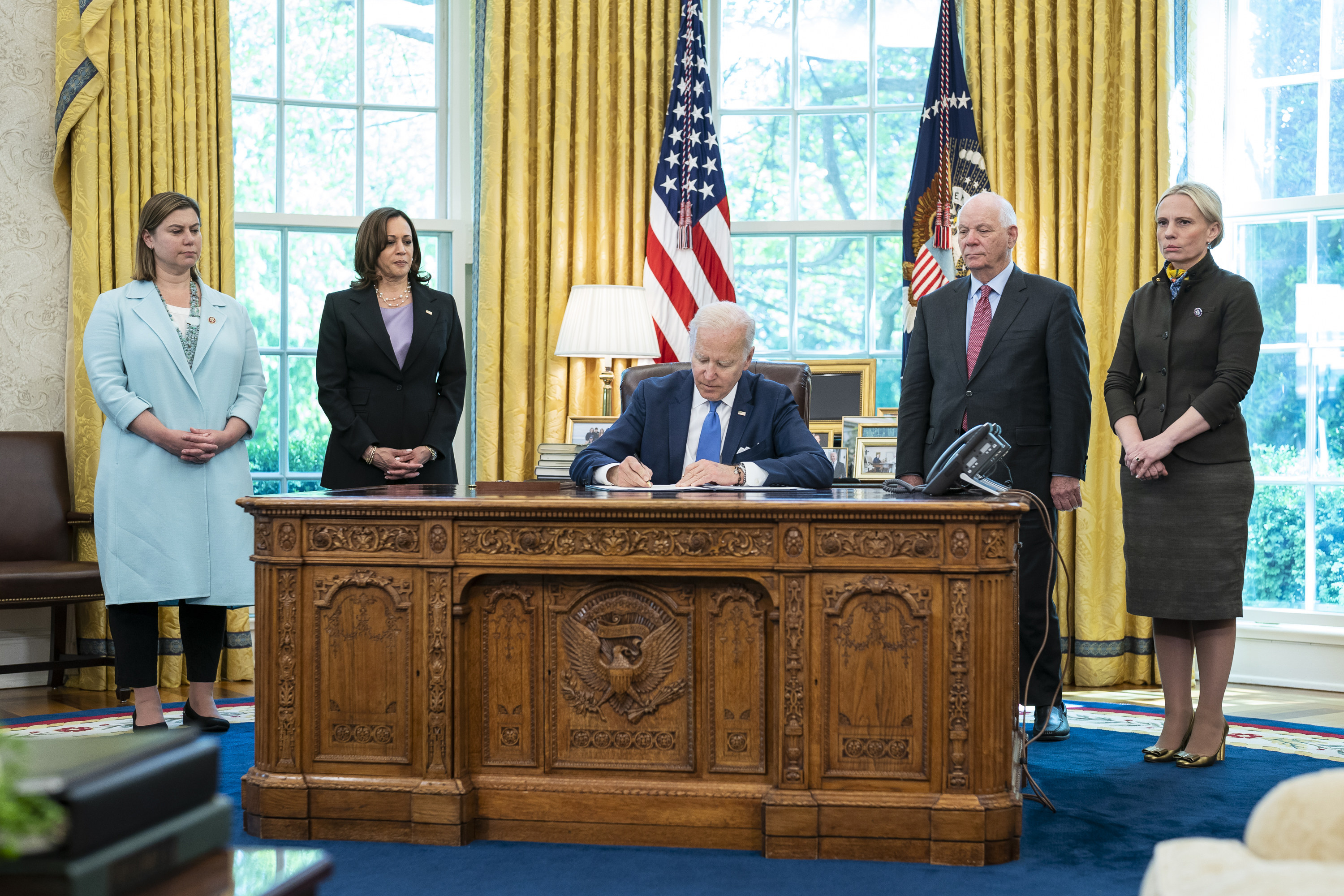
Байден подписывает Закон о ленд-лизе в защиту демократии на Украине, 9 мая 2022

Подписанный Джо Байденом 9 мая 2022 года Закон о ленд-лизе в защиту демократии на Украине (также «ленд-лиз для Украины») по аналогии с программой помощи союзникам во Второй мировой войне позволил Соединённым Штатам заключать с украинскими властями соглашения о предоставлении оборонных средств во временное пользование или в аренду для укрепления обороноспособности и защиты гражданского населения в течение 2022 и 2023 финансовых годов, тем самым устраняя бюрократические препятствия, ранее мешавшие поставкам помощи Украине и другим восточноевропейским странам.

### Средний Восток

#### Иран
Являясь сторонником стабильных и партнёрских американо-иранских отношений, Джо Байден заявлял, что готов к восстановлению иранской ядерной сделки в случае соблюдения Ираном обязательств, из которой Соединённые Штаты вышли в 8 мая 2018 года. Он признал недостатки сделки, однако назвал выход из неё безрассудным и недальновидным.
Будучи президентом, Джо Байден находится во всё более напряжённом противостоянии с Ираном.
В сентябре 2022 года в Иране вспыхнули протесты после задержания и убийства Махсы Амини полицией нравов из-за «неподобающего ношения хиджаба». В ответ на смерть девушки США ввели санкции против иранских чиновников, а администрация Байдена, ослабив собственные антииранские санкции на запрет продажи американских технологий, после переговоров с Илоном Маском разрешила активировать спутниковый интернет Starlink и расширять интернет-услуги для протестующих после массового отключения интернета в стране. Помимо этого, США намереваются исключить Иран из комиссии по правам женщин.

#### Израиль и Палестина

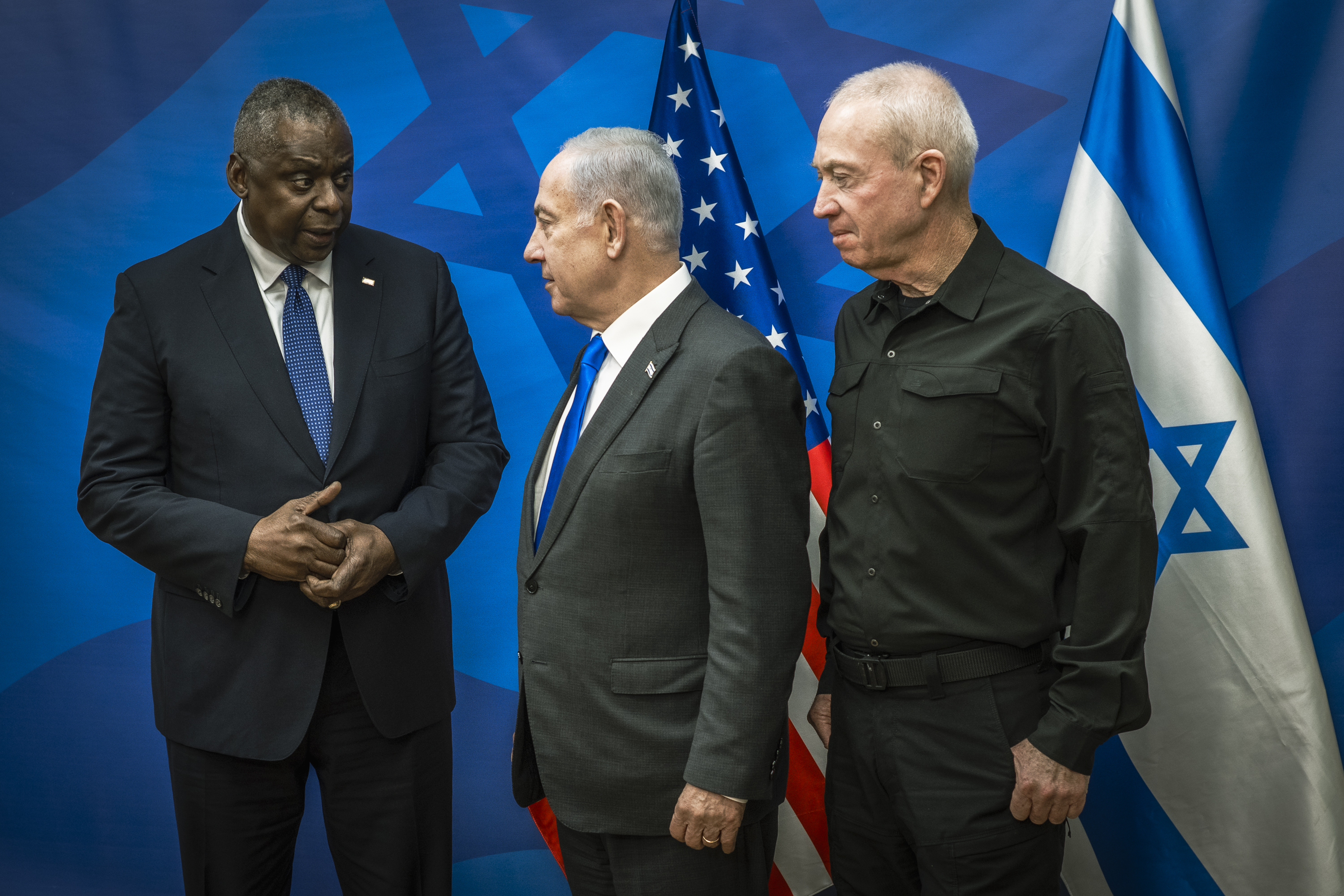
Министр обороны США Ллойд Остин, премьер-министр Израиля Биньямин Нетаньяху и министр обороны Израиля Йоав Галант, 13 октября 2023

Джо Байден является сторонником дипломатических переговоров с Ираном по вопросу возобновления ядерной сделки, что является противоположностью Израилю, который решительно выступает за применение силы по отношению к Ирану.
Через несколько часов после нападения исламистского движения ХАМАС на Израиль президент Джо Байден пообещал «твёрдую и непоколебимую» поддержку Израилю и назвал атаку террористов «чистым злом». Соединённые Штаты начали направлять в восточное Средиземноморье военные корабли и самолёты. 9 октября министр обороны Ллойд Остин заявил, что США с целью удержать другие страны от вступления в конфликт развернут 12-ю авианосную ударную группу ВМС во главе с авианосцем «Джеральд Р. Форд» при поддержке крейсера «Нормандия» и эсминцев «Томас Хаднер», «Ремедж», «Карни» и эскадренного миноносца «Рузвельт».
27 октября 2023 года США наравне с ещё 12 государствами поддержали Израиль, проголосовав против резолюции Генассамблеи ООН ES-10/21, призывавшей к «немедленному и устойчивому» гуманитарному перемирию и прекращению боевых действий и осуждающей «все акты насилия, направленные против палестинского и израильского гражданского населения». Представитель США в ООН Линда Томас-Гринфилд назвала эту резолюцию «возмутительной» и раскритиковала её за отсутствия упоминания ХАМАС как виновника терактов 7 октября. За неделю до принятия этой резолюции США воспользовались правом вето Совета Безопасности ООН, чтобы заблокировать аналогичную резолюцию.

#### Саудовская Аравия
27 января 2021 года администрация Байдена ввела временный запрет на продажу оружия и техники Саудовской Аравии и ОАЭ.
Спустя два года после убийства Джамаля Хашогги Эврил Хэйнс объявила, что отчёт разведки по делу против правительства Саудовской Аравии будет рассекречен. В ходе расследования ЦРУ пришло к выводу, что к убийству оппозиционера был причастен наследный принц Мухаммед ибн Салман Аль Сауд.

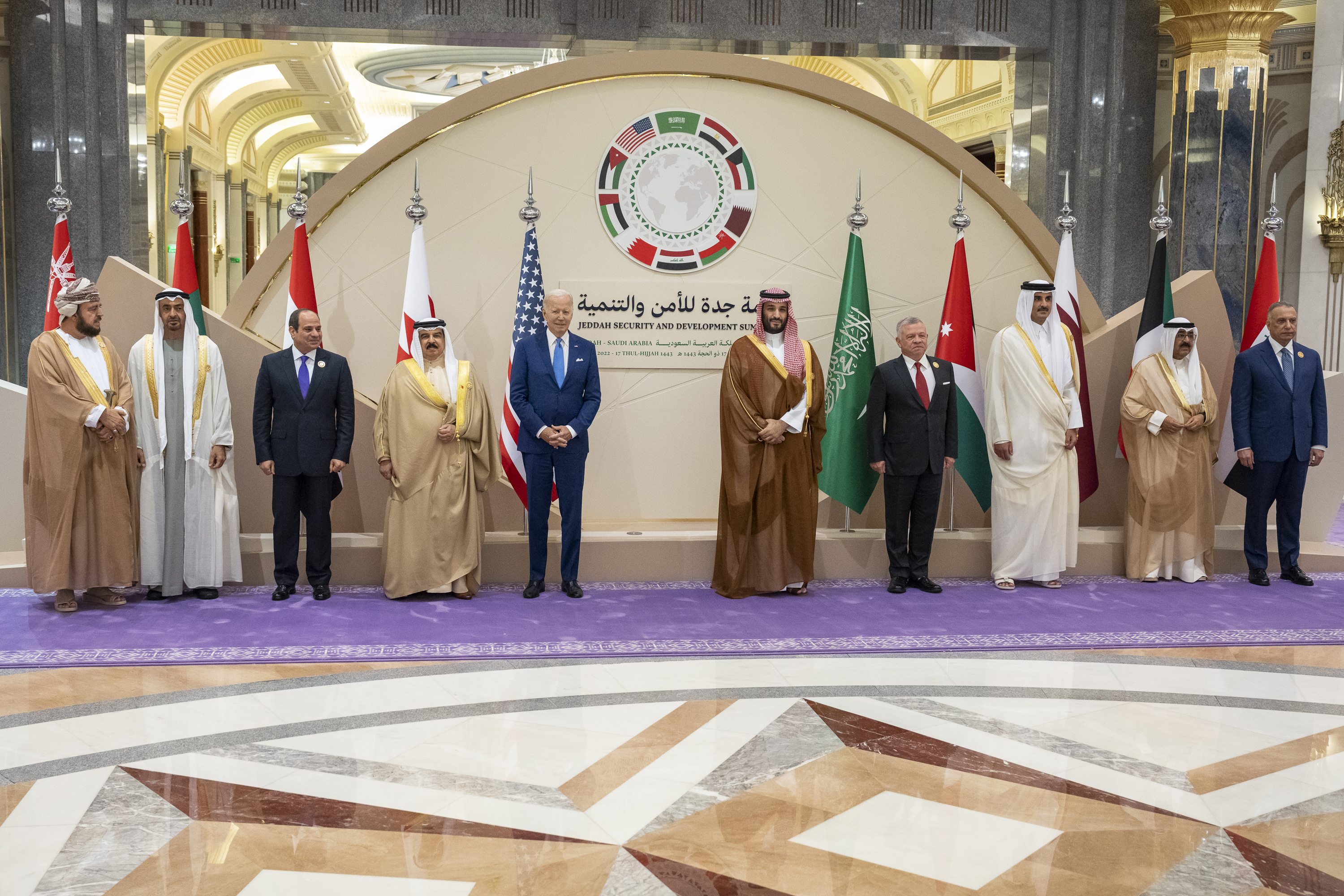
Байден и наследный принц Саудовской Аравии Мохаммед бин Салман, 17 июля 2022

После визита летом 2022 года Джо Байдена в Саудовскую Аравию New York Times в качестве главной причины «болезненных» для президента США встреч с представителями этой страны и других арабских государств назвал попытки «остановить Россию и перехитрить Китай».
По оценке Washington Post, решение о сокращении добычи нефти ОПЕК+ стало для президента США Джо Байдена крупной неудачей, поскольку это приведет к повышению цены на бензин в США, а также не позволит ограничить доходы России как он того хотел.  Сообщалось, что решение указало на провал дипломатических усилий Байдена по отношению к наследному принцу Саудовской Аравии Мохаммеду ибн Саламу. Отмечалось, что летний визит состоялся несмотря на возражения правозащитных организаций и даже некоторых советников Байдена. Ранее, во время своей президентской кампании, Байден называл Саудовскую Аравию «изгоем». После встречи Саудовская Аравия значительно увеличила добычу в июле и августе, однако отказалась от своего обещания поддерживать этот уровень до конца 2022 года. По оценке издания, как внешне, так и по существу действия ОПЕК и союзных ей производителей нефти подчеркнули проблемы, с которыми сталкиваются США при управлении своей внешней и экономической политикой. Решение стало сигналом того, что влияние Байдена на своих союзников в Персидском заливе оказалось значительно меньше, чем он надеялся.
По информации The Wall Street Journal из правительственных источников, наследный принц Саудовской Аравии Мохаммед бен Салман издевается над президентом Байденомв частных беседах, высмеивая оплошности 79-летнего и ставя под сомнение его умственные способности. Он говорил советникам, что  Байден не произвёл на него впечатления ещё с тех пор когда он был вице-президентов, в отличие от бывшего президента США Дональда Трампа.

#### Турция

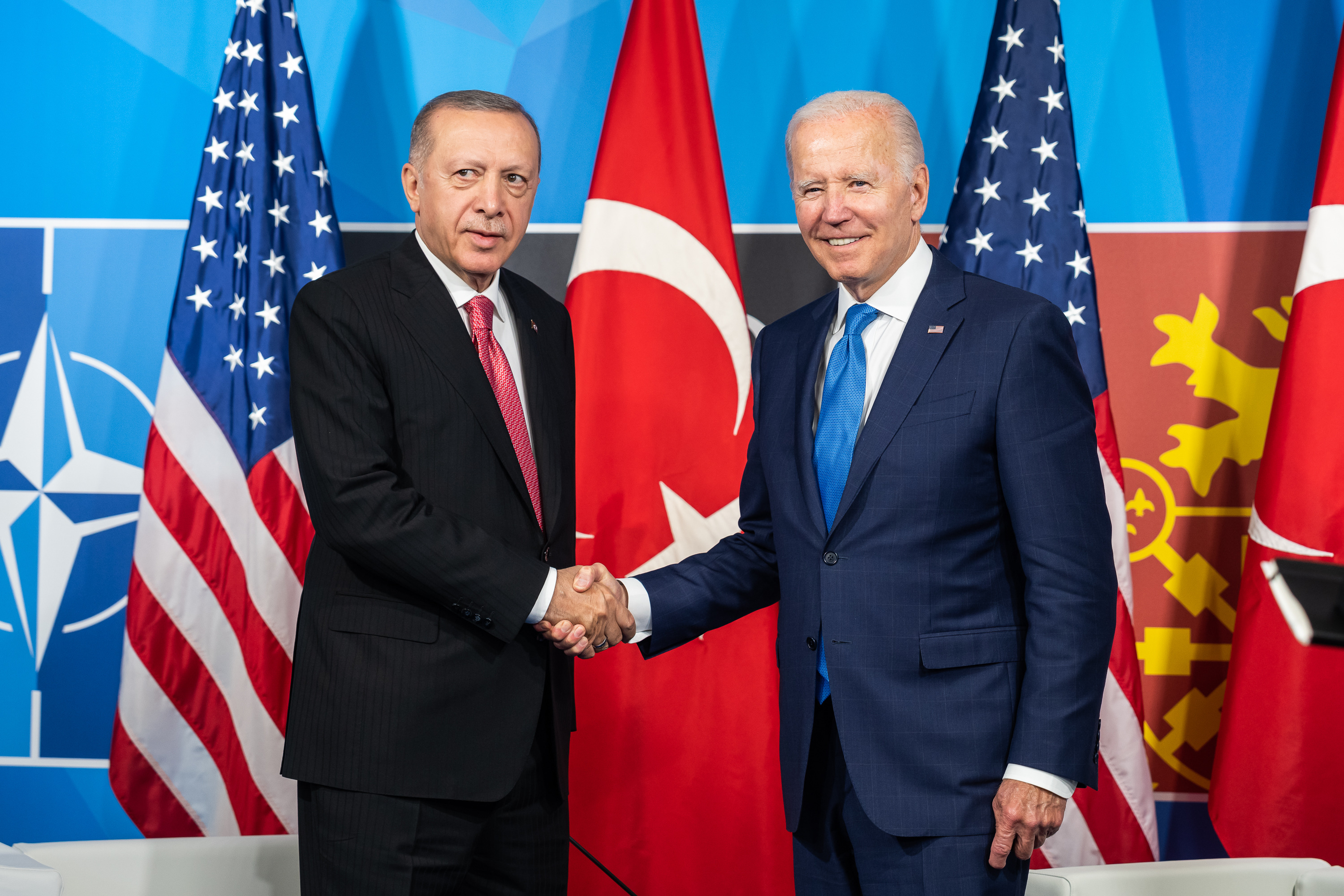
Д. Байден и Р. Эрдоган жмут друг другу руки на саммите НАТО в Мадриде, 29 июня 2022

Во время своей предвыборной кампании Д. Байден называл президента Турции Р. Эрдогана «автократом» и заявил, что США должны поддерживать его политических оппонентов. Отношения между США и Турцией при Д. Байдене часто были напряжёнными, достигнув апогея в апреле 2021 года, когда американский президент признал массовые убийства армян Османской империей геноцидом, чего предыдущие президенты избегали, опасаясь нанести ущерб американо-турецким отношениям. Однако реакция турецкого правительства оказалась неожиданно «приглушённой». По мнению The Washington Post, в условиях нестабильности турецкой экономики и бушующей пандемии коронавируса правительство Р. Эрдогана остро нуждается во внешней помощи и инвестициях и не может позволить себе ещё больше оттолкнуть Соединённые Штаты. Помимо этого, проблемой в американо-турецких отношениях так же является поддержка США курдских боевиков в Сирии, которых Турция считает «террористами».
Первая встреча двух президентов состоялась 14 июня 2021 года на полях саммита НАТО в Брюсселе.

#### Йемен
16 февраля 2021 года администрация Байдена исключила «Ансар Аллах», официальную политическую и военную организацию движения хуситов, из списка иностранных террористических организаций (ИТО) из-за опасений, что это включение будет препятствовать доставке гуманитарной помощи на фоне обострения политического и социально-экономического кризиса в Йемене, поскольку хуситы контролировали большую часть территории страны. В апреле 2022 года Организация Объединенных Наций выступила посредником в прекращении огня между хуситами и международно признанным Президентским руководящим советом (ПРС) Йемена. Несмотря на формальное окончание договора о прекращении огня в октябре 2022 года, оно продолжилось ещё как минимум до декабря 2023 года.
С началом войны между Израилем и Хамасом в октябре 2023 года поддерживаемый Ираном и контролируемый хуситами Высший политический совет заявил о своей поддержке Хамаса и начал совершать нападения на коммерческие суда, следующие транзитом через Красное море, особенно в Баб-эль-Бей. Узкий Баб-эль-Мандебский пролив, соединяющий Красное море с Аденским заливом. Хотя первоначально хуситы заявляли, что нападают только на коммерческие суда, направляющиеся в израильские порты или имеющие какую-либо связь с Израилем, вскоре они начали без разбора нападать на суда, пытаясь атаковать корабли, не имеющие связи с Израилем. Для нападения на суда Красного моря хуситы использовали береговые ракетные батареи, барражирующие боеприпасы и быстроходные ударные корабли, вооружённые легкими пушками, пулемётами и противотанковыми ракетами.
Перед нападением на грузовое судно «Ханчжоу» Соединённые Штаты сбили в общей сложности 24 хуситские ракеты и беспилотники и развернули военные корабли для защиты морских путей Красного моря, но не вступали в прямой бой с хуситами. В первую неделю января среднесуточное количество транзитных судов включало 105 балкеров и 58 танкеров по сравнению со 115 сухогрузами и 70 танкерами неделей ранее.
3 января 2024 года США и их союзники предъявили хуситам окончательный ультиматум с требованием прекратить их деятельность, подрывающую свободу судоходства. За несколько дней до удара члены Конгресса США потребовали решительного и сдерживающего ответа хуситам. За день до авиаударов Совет Безопасности ООН принял резолюцию, осуждающую агрессию хуситов в Красном море. За неё проголосовали 11 членов Совета Безопасности, голосовавших против не было, четыре члена воздержались (Алжир, Китай, Мозамбик и Россия).
С 12 января 2024 года США нанесли ряд ракетных ударов по объектам хуситов в Йемене.

### Северо-Восточная Азия

#### Китай и Тайвань
Предыдущие четыре года президентства Д. Трампа были отмечены эскалацией торговых отношений, кульминацией которой стала торговая война и санкции в отношении китайских компаний. Избрание Д. Байдена президентом дало надежды на улучшение отношений между США и Китаем. Тем не менее администрация Байдена последовала политике бывшего президента, удерживая отношения между двумя странами на более конкурентной основе, нежели на конфронтационной. Д. Байден подверг критике «глубоко авторитарный» режим правительства КНР, а также заявил о нарушении Китаем международных торговых правил. Глава Минфина США Джанет Йеллен заявила, что администрация США будет использовать «полный набор инструментов» против «злоупотреблений» Китая. Энтони Блинкен охарактеризовал Китай как «техно-автократию», которая стремится к мировому господству. Кроме того, он заявил, что приверженность администрации Байдена делу защиты Тайваня будет «абсолютно неизменной» и что нападение КНР на остров «будет с их стороны серьёзной ошибкой».

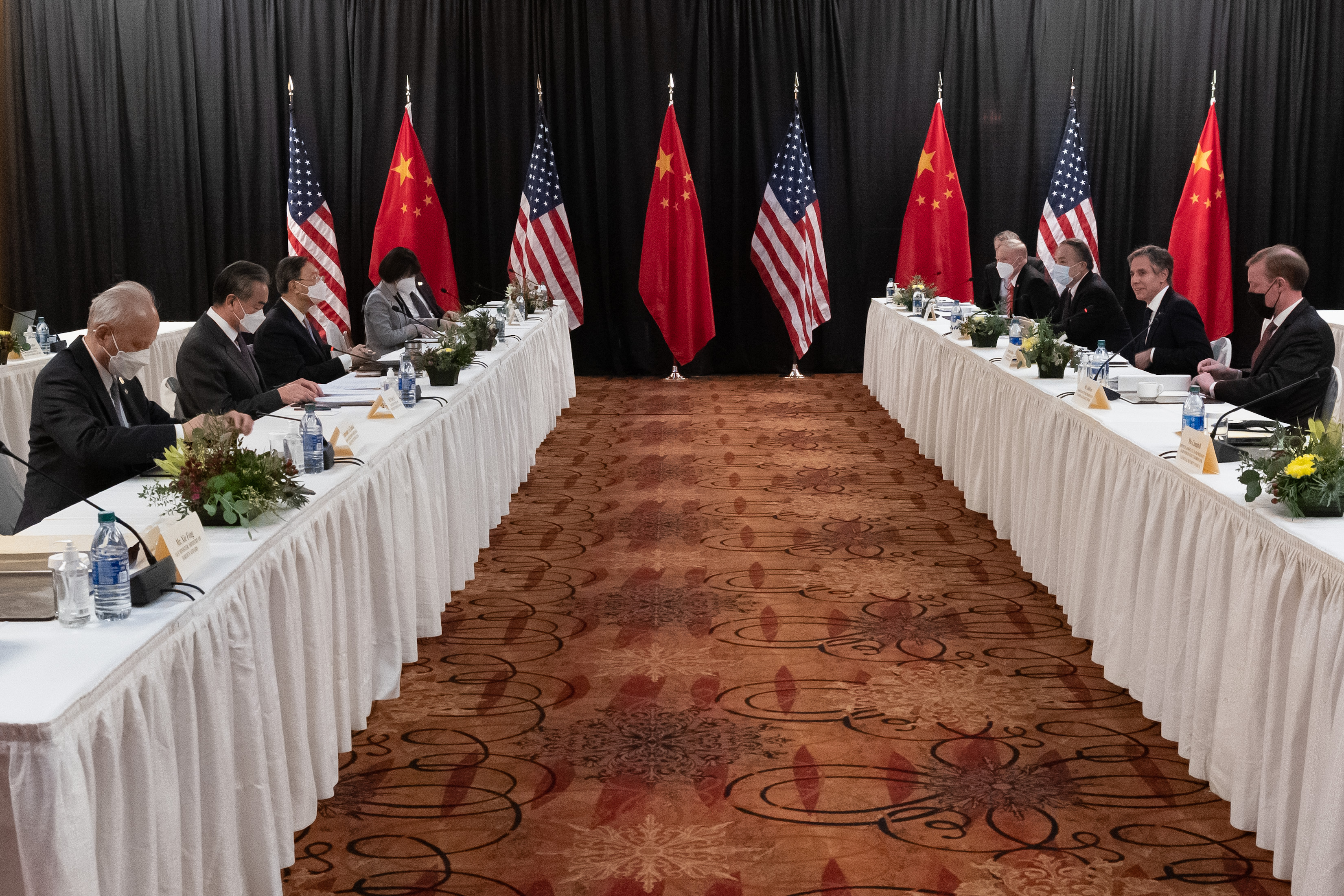
Встреча высокопоставленных американских и китайских дипломатов в Анкоридже, 18—19 марта 2022

Первый телефонный диалог между Д. Байденом и председателем Китая Си Цзиньпином состоялся 10 февраля 2021 года. Перед этим новоизбранный президент консультировался с партнёрами из Японии, Южной Кореи и Австралии, прежде чем позвонить своему китайскому коллеге. Д. Байден дал понять Си Цзиньпину, что США «уверенно выражают озабоченность и осуждают политику Китая в отношении гонконгских протестующих и Тайваня, а также нарушение прав человека в Синьцзяне». Телефонный разговор двух президентов подготовил почву для первой встречи высокопоставленных американских дипломатов месяцем позже в Анкоридже (штат Аляска), на которой присутствовали с американской стороны госсекретарь Э. Блинкен, советник президента по национальной безопасности Д. Салливан и с китайской — член политбюро Ян Цзечи, глава МИД Ван И. Данное мероприятие позиционировалось «перезагрузкой отношений», однако за день до переговоров Д. Байден ввёл персональные санкции в отношении 24 чиновников Компартии Китая, как бы давая понять Пекину, что его администрация не откажется от американских ценностей. Встреча в Анкоридже ознаменовалась резким обменом мнений между Э. Блинкеном, обвинившим Китай в кибератаках, и Яном Цзечи, который поднял тему прав человека в Соединённых Штатах, сославшись на недавние протесты BLM. После переговоров глава китайского МИД Ван И заявил, что «новые санкции против Китая — не лучший способ приветствовать гостей». По итогам переговоров стороны так и не сделали никаких важных заявлений и соглашений, которые бы говорили о перезагрузке американо-китайских отношений. Спустя несколько дней США вместе с ЕС, Канадой и Великобританией водят санкции против Китая в связи с жестоким обращением с уйгурскими мусульманами. По сути, отношения двух стран зашли в тупик, и обе стороны отказываются что-либо делать для их улучшения.
Некоторый прогресс был достигнут во время поездки заместителя госсекретаря В. Шерман в июле 2021 года в Тяньцзинь в рамках её азиатского турне, на которой она подтвердила желание США не доводить конкуренцию с Китаем до конфронтации.
Новым витком ухудшения американо-китайских отношений стало образование в сентябре 2021 года трёхстороннего оборонного альянса AUKUS между Соединёнными Штатами, Великобританией и Австралией, которое предусматривает передачу австралийской стороне технологий строительства подводных лодок с ядерными силовыми установками с целью «сдерживания Китая» в Индо-Тихоокеанском регионе. В ответ китайские власти призвали США отказаться от менталитета холодной войны или рискнуть нанести ущерб собственным интересам. Несмотря на серию двусторонних обвинений в эскалации отношений между двумя странами, Китаю и Соединённым Штатам удалось продвинуться в вопросах изменения климата. Стороны заявили о «приверженности совместной работе и с другими сторонами» для достижения целей, изложенных в Парижском соглашении. Через несколько дней после совместных заявлений была проведена виртуальная встреча Д. Байдена с Си Цзиньпином, на которой американская и китайская стороны подтвердили желание достигнуть стабильности в отношениях Китая и США и сотрудничества в области нераспространения ядерного оружия и борьбы с наркотиками, а также результатом переговоров стало послабление визовых ограничений для американских и китайских журналистов.
После начала вторжения России на Украину Китай занял неоднозначную позицию. 18 марта 2022 года в ходе телефонных переговоров с Си Цзиньпином Д. Байден заявил о последствиях в случае материальной поддержке России.

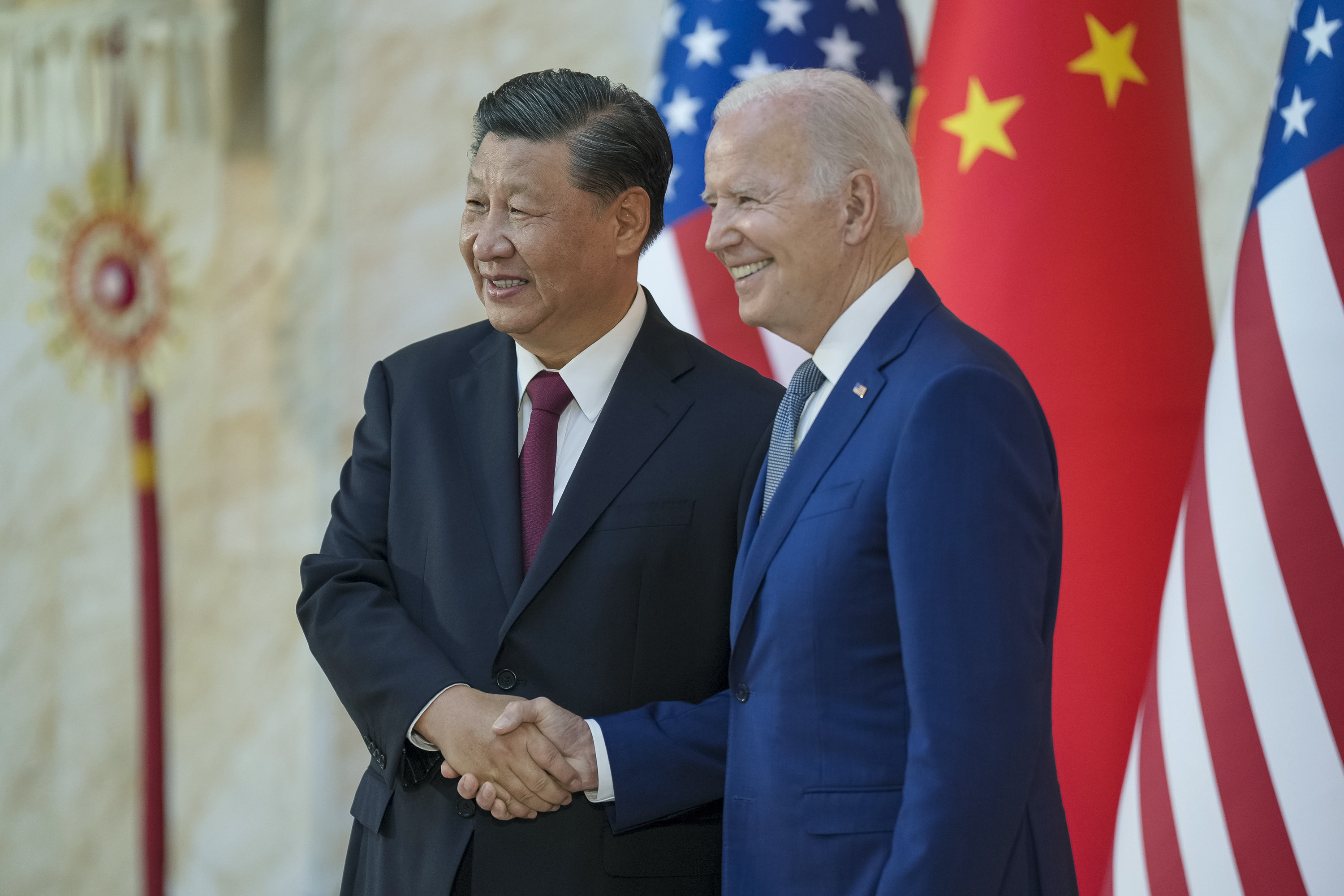
Д. Байден и Си Цзиньпин на саммите G20 и Индонезии, 14 ноября 2022

В то же время начинает разгораться тайваньский кризис. В мае 2022 года Госдепартамент удалил ключевые формулировки в информационном бюллетене о поддержке Соединёнными Штатами «политики одного Китая», однако позже текст всё-таки был вернут на сайт. Параллельно с этим планировался первый с 1997 года визит спикера Палаты представителей Н. Пелоси на Тайвань, который сначала был анонсирован в апреле, но позже был отменён в связи с положительным тестом на COVID-19 у спикера, а затем в конце июля 2022 года. В итоге 2 августа 2022 года Н. Пелоси посетила Тайвань и провела переговоры с президентом Цай Инвэнь. Несмотря на заявления китайских властей «жёстко ответить на визит высокопоставленного американского дипломата на остров» и воинствующую риторику китайских государственных СМИ, официальный Пекин ограничился персональными санкциями против Н. Пелоси и её семьи и приостановлением сотрудничества по некоторым каналам связи с США, включая военное сотрудничество, уголовно-судебную сферу, борьбу с международными преступлениями и переговорам по изменению климата.
Первая встреча Д. Байдена и Си Цзиньпина состоялась 14 ноября 2022 года на саммите G20 на Бали. Американский президент выразил «обеспокоенность действиями КНР в Синьцзяне, Тибете и Гонконге, а также правами человека в целом». Он добавил, что «Соединённые Штаты выступают против любых односторонних изменений статуса-кво любой из сторон и продолжают поддерживать политику одного Китая».
В конце января — начале февраля 2023 года представители министерств обороны США и Канады отслеживали управляемый китайский стратосферный аэростат, который был замечен в воздушном пространстве двух стран. Джо Байден приказал ВВС США сбить аэростат 4 февраля, поскольку он мог быть устройством для наблюдения за стратегическими объектами. В ответ на сбитый аэростат Китай признал, что он принадлежал им, но заявил, что он был метеорологическим устройством, которое слетело с курса. Китайские официальные лица обвинили США в неизбирательном применении силы против гражданского дирижабля в нарушение международного права. Инцидент усилил напряженность в отношениях между двумя странами, он послужил причиной отмены дипломатического визита госсекретаря Энтони Блинкина в Китай, который должен был состояться всего через несколько часов.

#### Кореи

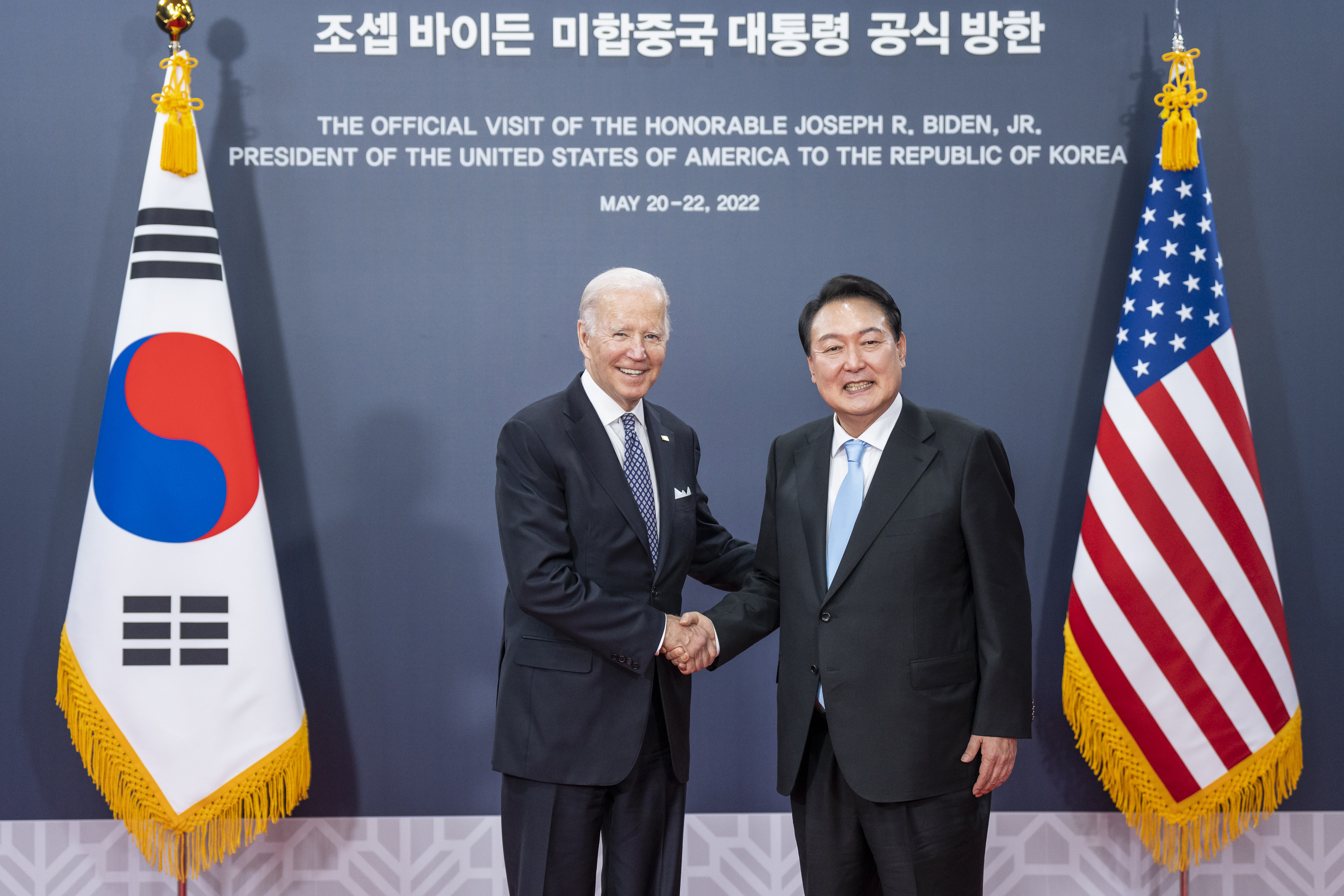
Байден и Юн Сок Ёль, 21 мая 2022

С переходом от либеральной администрации президента Южной Кореи Мун Чжэ Ина к ястребиной администрации Юн Сок Ёля акцент в политике США и Южной Кореи сместился в сторону «расширенного сдерживания» КНДР, отодвигая дипломатию на задний план в случае отсутствия признаков того, что северокорейская сторона готова продолжать переговоры. В совместном заявлении США и Южной Кореи, опубликованном президентами двух стран, содержится обязательство возродить Консультационную группу по расширенной стратегии сдерживания, двустороннюю группу специалистов, которой поручено углубить понимание Южной Кореей планов США по сдерживанию и защите от возможного применения Северной Кореей ядерного оружия. В заявлении также содержится обещание расширить военные учения США и Южной Кореи, которые были сокращены в июне 2018 года для улучшения отношений США и Северной Кореи.

#### Япония

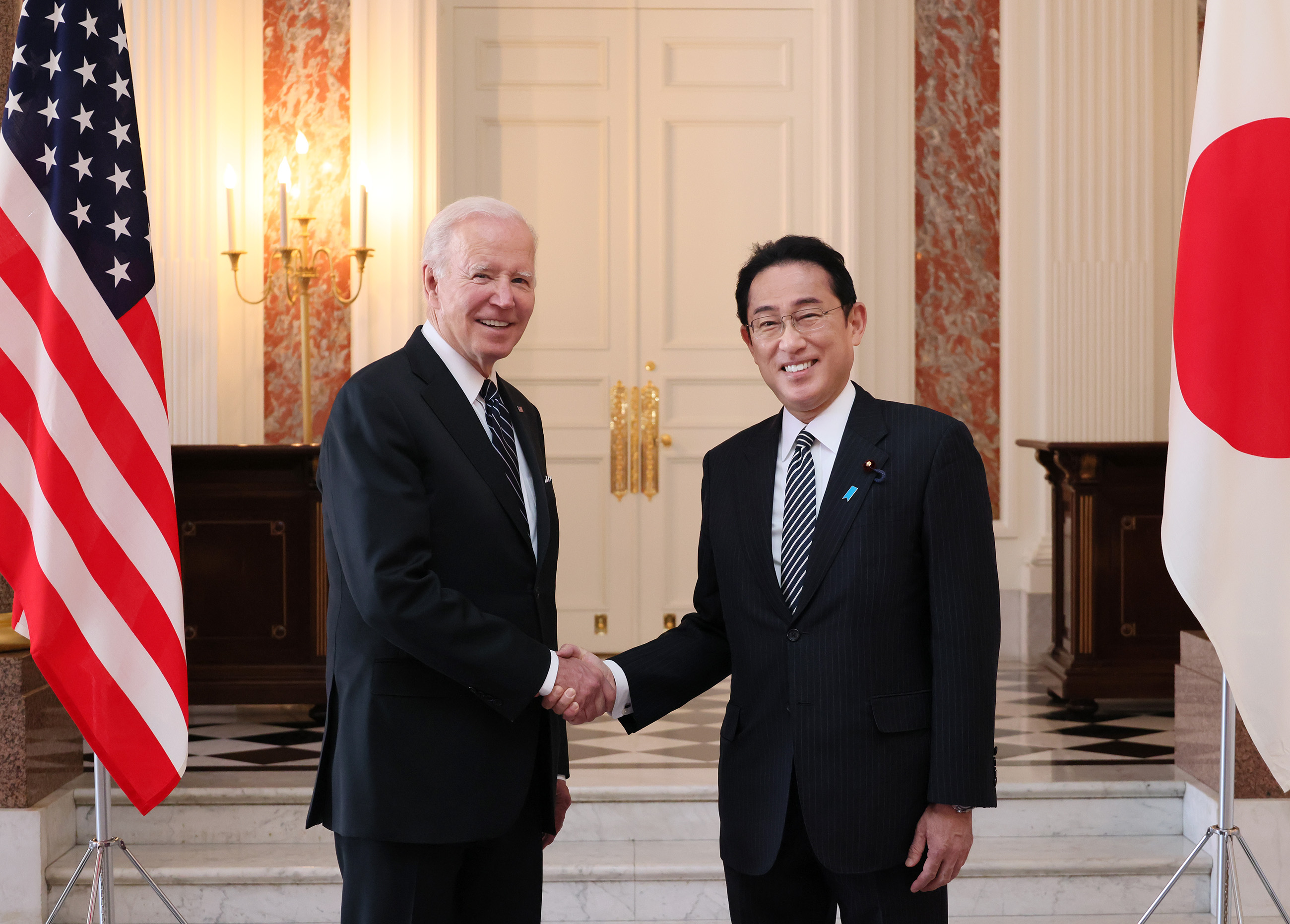
Байден и Кисида, 22 мая 2022

Российско-украинский конфликт, угроза Китая в отношении Тайваня и ядерная программа КНДР оказали влияние и на Тихоокеанский регион. Планы Японии, ранее придерживавшейся пацифизму, увеличить военный бюджет до 2 % ВВП к 2027 году получили поддержку Соединённых Штатов. В обновлённой в декабре 2022 года стратегии национальной безопасности Японии альянс с США остаётся «краеугольным камнем политики национальной безопасности», но Япония оставляет за собой право использовать свои вооружённые силы в одностороннем порядке. Помимо этого, Япония отказалась от сотрудничества с США в деле создания истребителя шестого поколения, отдав предпочтение сотрудничеству с Великобританией и Италией. Причиной отказа Токио от сотрудничества с США стало нежелание американской компании Lockheed Martin делиться своими технологиями с японскими производителями. В ответ Пентагон «поддержал сотрудничество Японии в области безопасности и обороны с союзниками и партнерами-единомышленниками, в том числе с Великобританией и Италией — двумя близкими партнерами обеих наших стран — в разработке её следующего истребителя». На встрече с японскими коллегами в январе 2023 глава Пентагона Ллойд Остин заявил, что США намерены увеличить военное присутствие в Японии, преимущественно на Окинаве, создав более универсальные, устойчивые и мобильные силы.

### Южная Азия

#### Афганистан

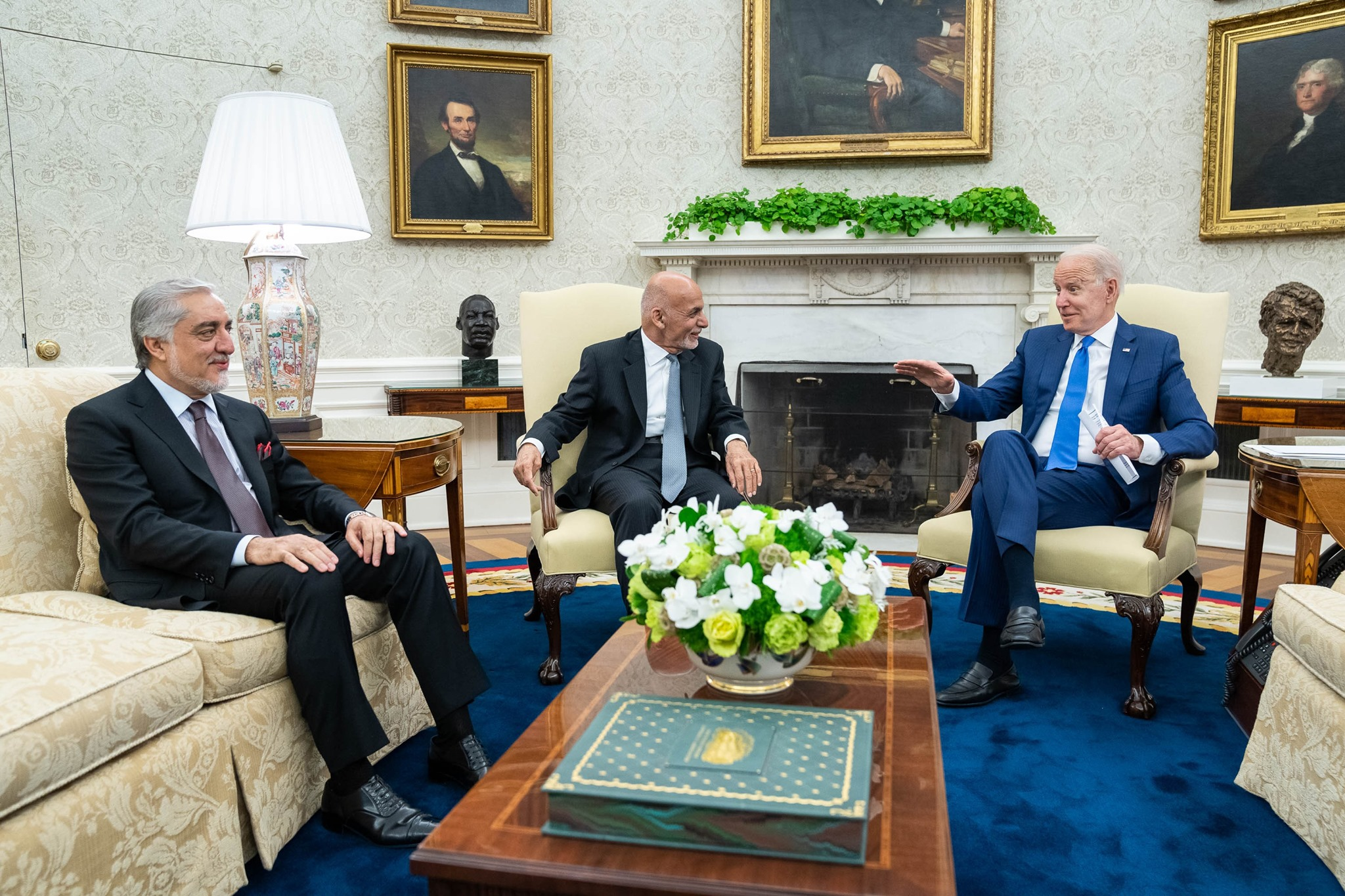
Д. Байден на встрече с президентом Афганистана А. Гани и главой МИД А. Абдуллой, 25 июня 2021

В конце февраля 2021 года двухпартийная исследовательская группа по изучению ситуации в Афганистане, созданная Конгрессом в 2019 году, опубликовала отчёт, в котором рекомендовала администрации Д. Байдена сохранить действующий американский контингент и замедлить вывод войск из Афганистана до 1 мая 2021 года — крайнего срока, установленного Дохийским соглашением, подписанным в феврале 2020 года между США и талибами. По словам бывшего генерала КМП США Джозефа Данфорда, возглавляющих исследовательскую группу, и бывшего сенатора от штата Нью-Гэмпшир Келли Эйотт, причиной предостережения от полного вывода войск стало то, что талибы не полностью выполнили свои обязательства по Дохийскому соглашению, а также быстрый вывод оставшихся американских вооружённых сил могут послужить возобновлением гражданской войны, что приведёт к росту террористической угрозы. Вместо этого исследовательская группа порекомендовала сокращать численность войск по мере улучшения условий в Афганистане.
В феврале 2021 года госсекретарь Э. Блинкен обсудил ситуацию в Афганистане с президентом А. Гани, заявив, что США привержены «справедливому и прочному политическому урегулированию и постоянному и всеобъемлющему прекращению огня» и продолжат консультации с афганскими лидерами, союзниками и международными партнёрами по НАТО» о будущем Дохийского соглашения. Позже в том же месяце Э. Блинкен в необычно резком письме А. Гани выразил недовольство из-за зашедших в тупик афганских переговоров, в ходе которых афганский президент проявлял непримиримую позицию и сопротивлялся формированию временного афганского правительства, которое способствовало бы мирному процессу, но также и вероятно, положило бы конец его президентству. США предложили провести мирную конференцию под руководством ООН и призвали А. Гани принять участие, «чтобы более фундаментально и быстро продвинуть дело к урегулированию и постоянному и всеобъемлющему прекращению огня».

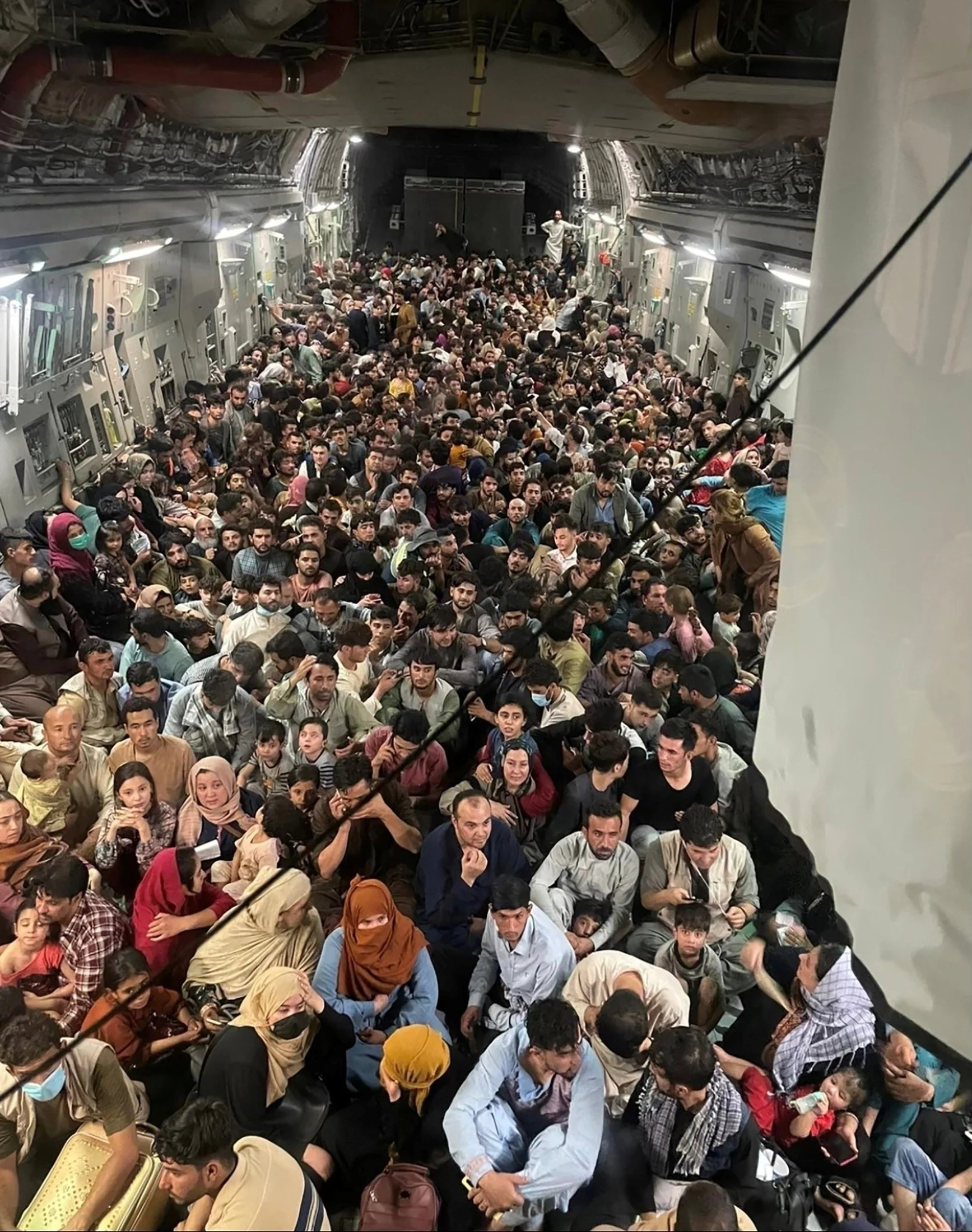
Военно-транспортный самолёт ВВС США C-17 эвакуирует 823 афганских беженца из Кабула в ходе операции «Убежище для союзников», 15 августа 2021

13 апреля 2021 года Д. Байден сообщил, что оставшиеся 2500 военнослужащих США будут выведены к 11 сентября сего года. Правительство США заявило, что продолжит поддерживать афганское правительство в случае возможной военной победы талибов.
К началу июля 2021 года бо́льшая часть американских войск была выведена из Афганистана. На встрече, состоявшейся 8 июля непосредственно перед тем, как Байден объявил о сроках вывода войск из Афганистана, один из старших военных советников президента заверил его, что сокращение войск не будет таким, как во Вьетнаме, где отчаявшиеся южновьетнамские беженцы пытались уцепиться за американские вертолёты, покидавшие Сайгон в 1975 году. Всего несколько минут спустя, незапланированно и без сценария, Байден повторил эту фразу в общении с журналистами, к большому огорчению своих советников: «Талибан — это не армия Северного Вьетнама. Они несопоставимы с точки зрения возможностей. Не будет обстоятельств, при которых вы увидите, как людей снимают с крыши посольства Соединённых Штатов из Афганистана. Это совершенно несопоставимо». Однако события, последовавшие за высказыванием президента, доказали его полную неправоту: 15 августа, на фоне наступления талибов, афганское правительство рухнуло, а американский персонал начал свою стремительную эвакуацию из Афганистана. Мирные афганцы бежали в аэропорт Кабула, цепляясь за крылья улетающих американских самолётов. В последующие дни столичный аэропорт стал единственным местом, с помощью которого можно было покинуть страну.
26 августа, после сообщений от британской разведки, Госдепартамент приказал американцам покинуть аэропорт в связи с угрозой теракта. Первые сообщения о взрыве у ворот кабульского аэропорта 26 августа появились около 9 часов утра, когда Байден уже направлялся в ситуационную комнату на ежедневное совещание по Афганистану. Генерал Кеннет «Фрэнк» Маккензи, курировавший отъезд американцев в качестве главы Центрального командования, вступал в разговор каждые несколько минут, когда получал обновлённые вести. Примерно через 30 минут после начала встречи Маккензи сообщил президенту, что среди американских военнослужащих, находящихся в аэропорту, есть погибшие. Число погибших американских военнослужащих росло на протяжении всей встречи — Маккензи сообщал о них каждые несколько минут. Байден сказал Маккензи и другим американцам, всё ещё находящимся в Кабуле, сообщить ему, что им нужно, и он предоставит им это. Президент также сказал им, чтобы они принимали любые решения, необходимые для обеспечения безопасности своих войск. В результате теракта в кабульском аэропорту погибло более 170 человек, в том числе 13 американских военнослужащих.
Хотя Байден никогда не колебался в своем решении вернуть американские войска домой, он, по словам советников, был в ярости от того, что разведывательное сообщество недооценило скорость падения Кабула. Некоторые чиновники вспоминали, как в Белом доме многое было пущено на самотёк, когда впервые с момента вступления в должность даже демократы, казалось, покинули администрацию. Два руководителя аппаратов ключевых ведомств, оба политические назначенцы, независимо друг от друга опасались, что стали свидетелями начала конца президентства Байдена. В конечном итоге администрация поставила себе в заслугу то, что из Кабула по воздуху было вывезено более 120 тыс. человек, а около 80 тыс. афганцев успешно переселились в США. Хотя неудачный вывод войск из Афганистана вскоре исчез из заголовков газет, он существенно подорвал имидж Байдена как спокойного и компетентного «анти-Трампа».
Во время захвата талибами афганской столицы Д. Байден отдыхал в Кэмп-Дэвиде, что привело к критике как со стороны сторонников Демократической, так и Республиканской партий. 16 августа он вернулся в Вашингтон, где выступил с национальным обращением, защищая своё решение вывести американские войска из Афганистана. В своём выступлении Д. Байден обвинил афганскую национальную армию в неспособности должным образом защититься от талибов, заявив, что «американские войска не могут и не должны сражаться на войне и умирать в войне, в которой афганские силы не желают сражаться сами за себя».

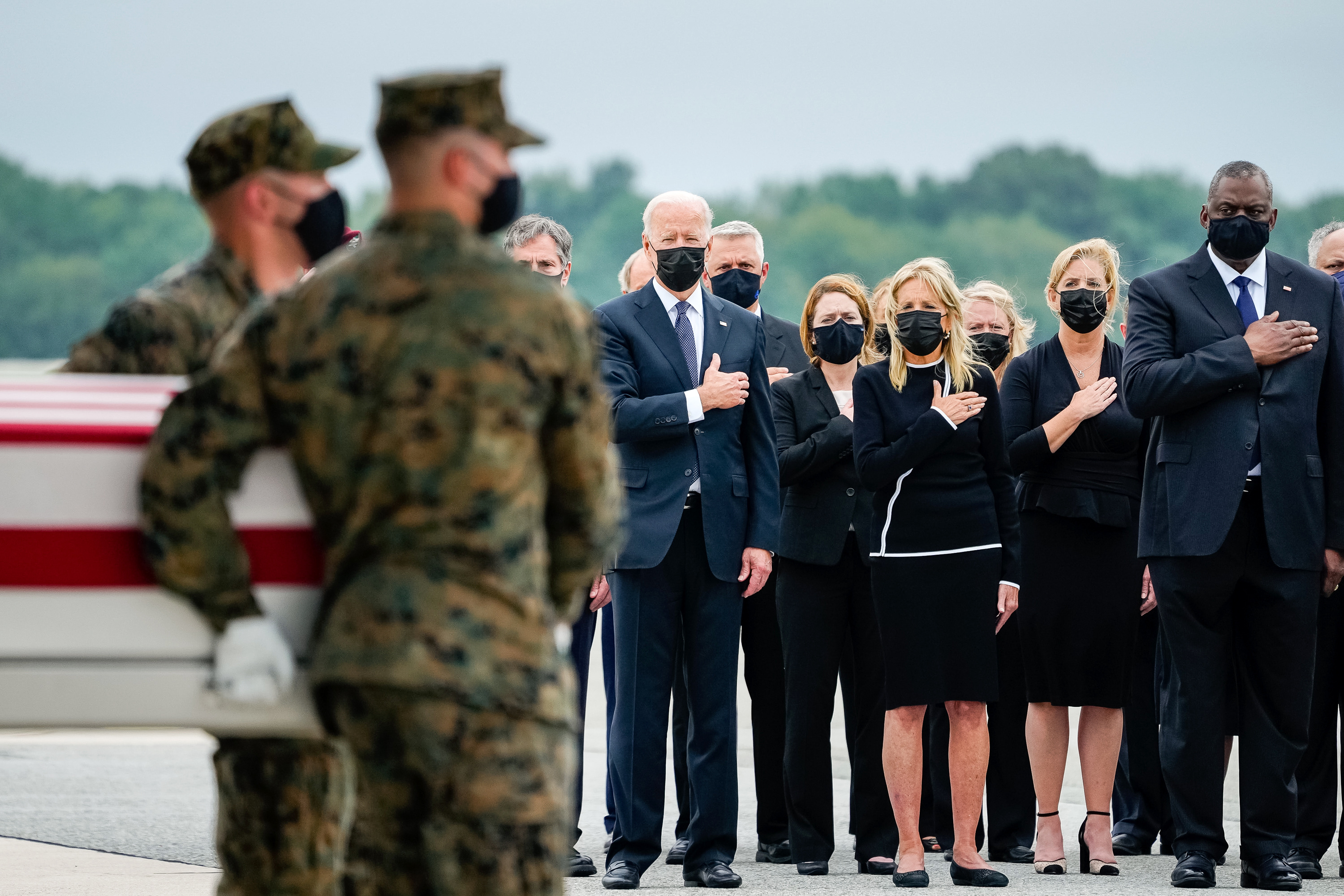
Джо и Джилл Байдены и министр обороны Ллойд Остин на церемонии прощания с тринадцатью американскими военнослужащими, погибшими в теракте в аэропорту Кабула, на авиабазе Довер (штат Делавэр), 29 августа 2021

Он отметил, что «американские войска прибыли в Афганистан почти 20 лет назад с чёткими целями, и они должны были застать тех, кто напал на нас 11 сентября 2001 года, и убедиться, что „Аль-Каида“ не сможет использовать Афганистан в качестве базы, с которой атакует нас снова». По словам Д. Байдена, «американские войска не могут сражаться в другой стране, поэтому это не в интересах национальной безопасности». События в Афганистане стали одной из причин резкого снижения рейтинга Д. Байдена в июле и августе 2021 года.
31 июля 2022 года США успешно ликвидировали лидера террористической организации «Аль-Каида» и приемника Усамы бен Ладена Аймана аз-Завахири, запустив две ракеты «Hellfire» по балкону его конспиративной квартиры в районе Шерпур в Кабуле, в которой он жил вместе с членами своей семьи. Администрация Байдена заявила, что присутствие аз-Завахири в Афганистане является нарушением Дохийского соглашения, согласно которому талибы обещали не представлять убежища членам «Аль-Каиды».

#### Индия

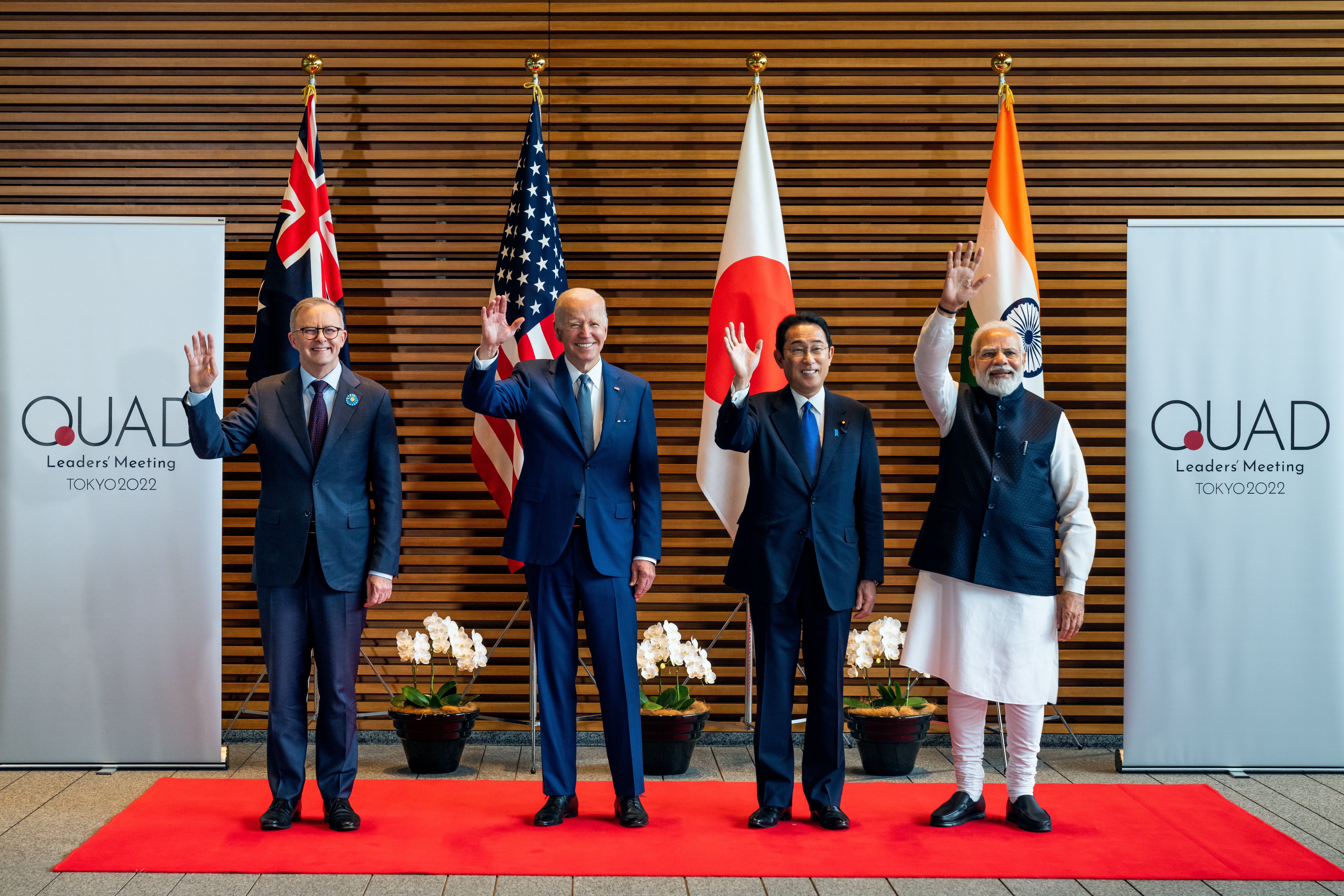
Энтони Албаниз, Джо Байден, Фумио Кисида и Нарендра Моди на саммите Четырёхстороннего диалога по безопасности, 24 мая 2022

### Юго-Восточная Азия

#### Мьянма
Байден осудил государственный переворот в Мьянме и призвал освободить задержанных официальных лиц. Байден также пригрозил наложить санкции на исполнителей государственного переворота.

### Международные организации

#### ВОЗ
Байден подписал указ в свой первый день пребывания в должности, 20 января, который остановил выход США из ВОЗ, сделав доктора Энтони Фаучи главой делегации в организации. Фаучи заявил, что США выполнят свои финансовые обязательства в размере 400–500 миллионов долларов в год и вновь присоединятся к глобальной системе COVAX для вакцинации людей в странах с низким и средним уровнем доходов, работа которой застопорилась из-за отсутствия финансирования.
4 июня 2021 года группа из 30 демократов-конгрессменов направила письмо, в котором раскритиковала намерение Байдена о пожертвовании 25 млн доз вакцины для ВОЗ и нуждающимся странам.

Среди действий, которые, по их мнению, должна предпринять администрация Байдена - предоставление нуждающимся странам 80 млн доз вакцины против COVID-19 и создание глобального саммита по вакцинам.
«Мы настоятельно призываем вас предпринять дополнительные шаги для продвижения смелой, всеобъемлющей стратегии вакцинации мира как можно быстрее», – говорится в письме членов Палаты представителей США, которое опубликовал телеканал CNN.

#### НАТО
Д. Байден — один из стойких сторонников расширения НАТО. Он излагал множество аргументов в пользу того, почему Вашингтон должен поддерживать и развивать работу по линии НАТО. В частности, будущий американский президент за полтора года до «восточного расширения» 1999 года отмечал, что «Соединённые Штаты — европейская держава, которую интересуют не только земли к западу от реки Одра, но и судьба 200 млн человек, проживающих в странах между Балтийским и Чёрным морями».

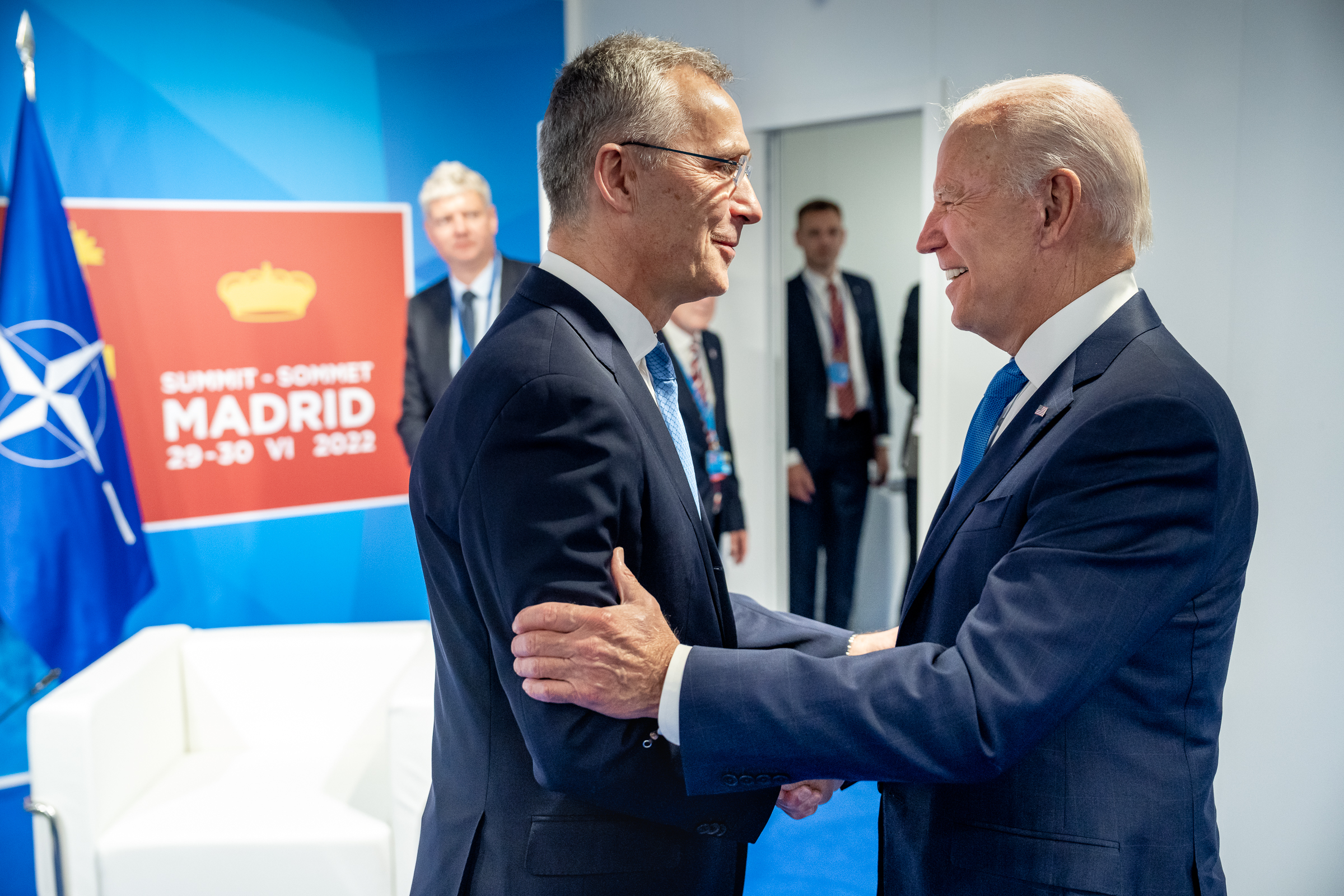
Д. Байден и генсек НАТО Й. Столтенберг на саммите в Мадриде, 29 июня 2022

Лидеры НАТО в значительной степени поддержали решение США вывести войска из Афганистана. Некоторые союзники перед саммитом в Брюсселе жаловались на то, что с ними не проконсультировались должным образом, прежде чем Д. Байден объявил, что выведет американские войска из Афганистана к 11 сентября 2021 года. Другие задавались вопросом, как можно поддерживать безопасность в стране, когда американские войска уходят, особенно в Кабуле, в международном аэропорту и в других дипломатических учреждениях. Лидеры НАТО также согласились предоставить «переходное финансирование», чтобы обеспечить продолжение работы международного аэропорта в Кабуле.

Путин стремился к финляндизации Европы, а получит её натотизацию.Оригинальный текст (англ.)Putin was looking for the Finlandisation of Europe and you're gonna get the NATOisation of Europe.— Д. Байден, в разговоре с генсеком НАТО Й. Столтенбергом на саммите в Мадриде, 29 июня 2022

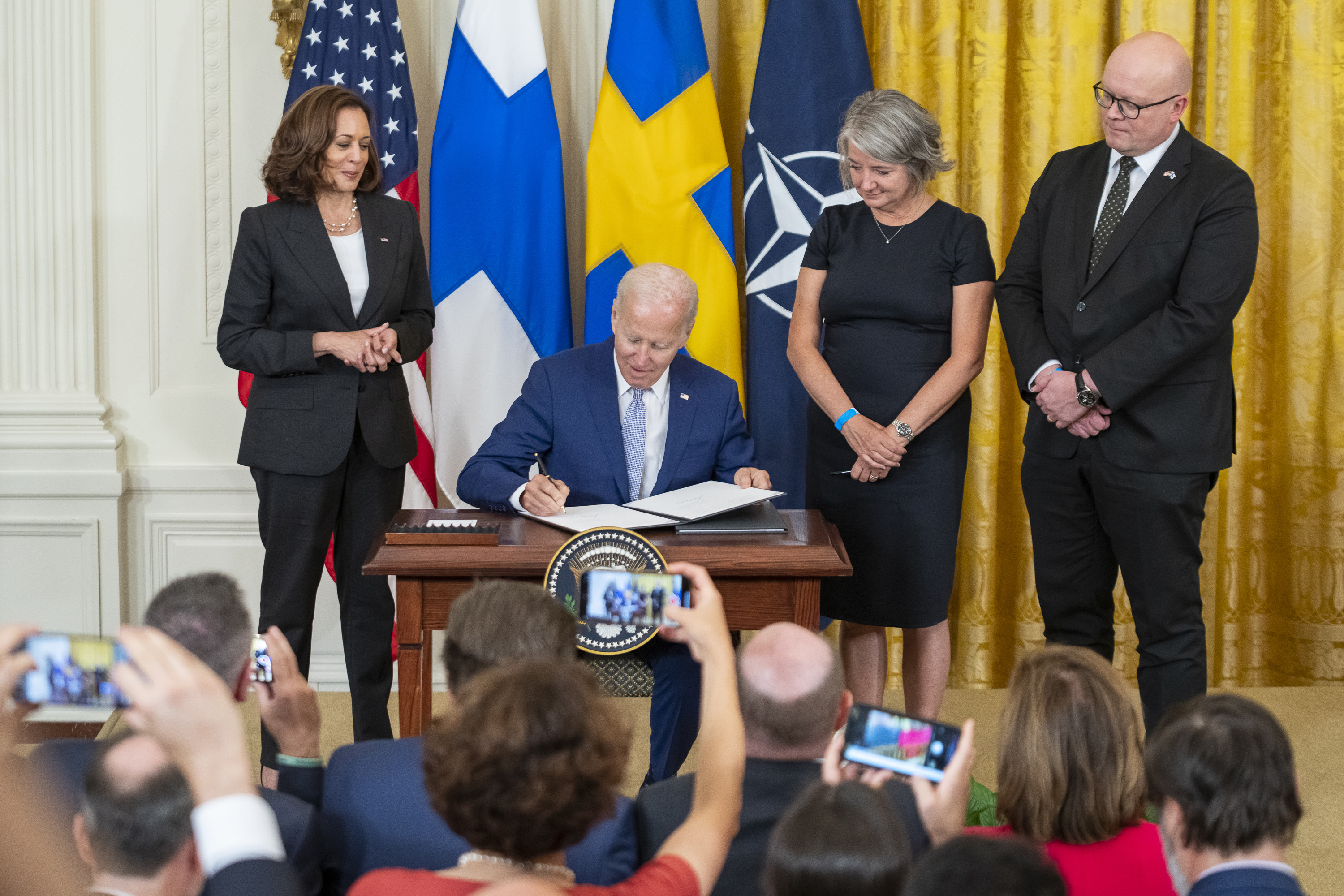
Байден подписывает ратификационные протоколы о вступлении Финляндии и Швеции в НАТО, 9 августа 2022

Вторжение России на Украину поспособствовало решению ранее придерживавшихся нейтрального статуса Финляндии и Швеции вступить в НАТО. 18 мая 2022 года обе страны официально подали заявки на вступление в альянс. Позже российское МИД заявило, что заявление Финляндии знаменует собой «радикальное изменение во внешней политике страны», и предупредило о контрмерах. Согласно опросам, поддержка финнами и шведами вариант вступления их стран в НАТО резко выросла с 48 % и 45 % соответственно в марте 2022 года до 82 % соответственно в январе 2023 года. Наличие в альянсе Финляндии и Швеции, возможно, облегчило бы стабилизацию безопасности района вокруг Балтийского моря и защиту членов НАТО Латвии, Литвы и Эстонии. Эти страны часто рассматриваются как потенциальная цель для России, потому что в них проживает значительное количество этнических русских меньшинств. Включение Финляндии и Швеции добавит в НАТО две современные, хорошо оснащенные вооруженные силы, снаряжение которых уже совместимо с тем, что используется альянсом. Это удлинило бы границу НАТО с Россией, которая сейчас составляет всего 6 % периметра суши России, и позволило бы альянсу улучшить наблюдение за западным флангом страны.
По словам Джо Байдена, мир изменился, и альянс тоже меняется. Он отметил, что когда в 2010 году была обнародована последняя стратегическая концепция альянса, в ней Россия описывалась как партнер, а Китай даже не упоминался. Стремясь найти новые способы противостоять России, США и их союзники по НАТО объявили об историческом наращивании сил на восточном фланге Европы и поприветствовали вступление в альянс Финляндии и Швеции. Возрождение и расширение НАТО после многих лет, когда она иногда казалась дрейфующей, должны были сигнализировать о том, что вторжение России в Украину имеет эффект, противоположный тому, к которому стремился В. Путин. Представители Белого дома заявили, что сочетание присоединения Финляндии и Швеции и более сильного военного положения в Европе, а также увеличения целевых показателей финансирования НАТО подчеркивают решимость альянса и его растущее влияние. По словам The Washington Post, военный конфликт на Украине поспособствовал тому, чтобы европейские страны, ранее сомневающиеся в фундаментальной миссии НАТО, тратили 2 % от ВВП на оборону.

## Выборы

### Промежуточные выборы 2022 года
| Конгресс | Сенат | Палата представителей |
| -------- | ----- | --------------------- |
| 117-й    | 50    | 222                   |
| 118-й    | 51    | 213                   |

Несмотря на непопулярную политику Д. Байдена, связанную с падением уровня жизни и повышением инфляции, республиканцам не удалось устроить «красной волны» (англ. red wave). Демократы получили больше мест, чем ожидалось, и сохранили контроль в Сенате, в то же время республиканцы взяли несколько меньше мест, чем прогнозировалось, в Палате представителей, став «незначительным большинством». По словам социолога Уэса Андерсона, Республиканская партия, увлёкшаяся внутрипартийной борьбой между трампистами и традиционными консерваторами, не воспользовалась отменой дела «Роу против Уэйда», предложив альтернативу сторонникам Демократической партии, и не смогла предложить американским избирателям «ни плана, ни повестки».
Это были первые промежуточные выборы с 1986 года, на которых партия действующего президента добилась увеличения числа губернаторов (за счёт выборов в Аризоне, Массачусетсе и Мэриленде, в которых демократ одержал победу над губернатором-республиканцем), и первые с 1934 года, на которых партия действующего президента увеличила место в Сенате.

### Президентские выборы 2024 года
25 апреля 2023 года Джо Байден официально заявил о своём желании принять участие в следующих президентских выборах, которые пройдут 5 ноября 2024 года. Он назначил свою старшую советницу Джули Чавес Родригес руководителем президентской кампании. Кампания Байдена стартовала через четыре года после начала его кампании 2019 года. Согласно опросу Саффолкского университета, проведённого 19 апреля, 67 % избирателей-демократов готовы отдать свой голос за Джо Байдена, 14 % — за его соперника Роберта Кеннеди-младшего и 5 % за Марианну Уильямсон.

## Рейтинг
Средний рейтинг одобрения Джо Байдена
По состоянию на февраль 2021 года опросы общественного мнения показали, что рейтинги одобрения Байдена были более стабильными, чем у Трампа, со средним показателем одобрения 55 % и средним показателем неодобрения 39 %. Примерно к концу первых ста дней пребывания в должности рейтинг одобрения Байдена был выше, чем у Трампа, но был третьим худшим со времен президентства Трумэна.
После падения Кабула и очередного всплеска случаев заболевания COVID-19 в июле—августе 2021 года рейтинг одобрения Джо Байдена начал неуклонно снижаться с 52,7 % 26 июля до 45,9 % 3 сентября.
В конце мая 2022 года данные опроса Reuters/Ipsos показали, что рейтинг общественного одобрения Джо Байдена упал до 36% — самого низкого за все время его президентства. Причина тому — высокий уровень инфляции в стране. Среди однопартийцев рейтинг Байдена снизился до 72%. Только 10% республиканцев одобрили его деятельность на посту президента.
Опрос Harvard CAPS-Harris Poll, проведенный в конце июня подтвердил низкий общий рейтинг одобрения Джо Байдена в 38%. При этом 71% опрошенных считают, что он не должен баллотироваться на второй срок. Из них 60% сомневаются в его психическом состоянии, 45% — сказали, что Байден плохой президент, 36% — заявили, что он слишком стар.
В октябре 2022 года результаты опроса Reuters/Ipsos показали, что а три недели до промежуточных выборов в США рейтинг одобрения президента Джо Байдена оставался близким к самому низкому уровню за время его президентства. Непопулярность Байдена способствует формированию мнения о том, что республиканцы получат контроль над Палатой представителей США 8 ноября, хотя эксперты говорят, что у демократов больше шансов сохранить Сенат, комментирует ситуацию Reuters. Даже контролируя только Палату представителей, республиканцы смогут остановить законодательную повестку Байдена. Опросы общественного мнения показали, что избирателей беспокоит экономика, в которой при Байдене наблюдались самые высокие темпы инфляции с 1970-х и 1980-х годов, периода, когда бурная экономика помогла республиканцу Рональду Рейгану сместить президента-демократа Джимми Картера на президентских выборах 1980 года.
Согласно опросам Associated Press-NORC проведенным в марте 2023 года уровень одобрения деятельности Джо Байдена снизился до 38%, приблизившись к самому низкому показателю за всё время его президентства. Причиной тому, по мнению издания, стали попытки Администрации Белого дома создать чувство стабильности на фоне банкротств банков и инфляции, которая остается на прежнем высоком уровне. Всего 31% респондентов одобрило действия Байдена в сфере национальной экономики; 39% —  во внешней политике; 41% — в климатической сфере.
Согласно результатам опроса Gallup, проведенного в мае 2023 года, «изрядно» или «в значительной степени» президенту Джо Байдену доверяют всего лишь 35% американцев. Это самый низкий результат для президента США с 2008 года, когда Джордж Буш-младший занял Белый дом в разгар мирового финансового кризиса. По мнению Fox News, доверие к Джо Байдену резко упало после двух лет продолжающейся инфляции и растущей рецессии. Когда речь идет об экономических вопросах, действующему президенту США не доверяют 48% респондентов.

### Опросы 2021 года
Большинство одобряет   Множество одобряет   Множество не одобряет   Большинство не одобряет
| Дата                 | Опросчик                       | Выборка | Одобряю | Не одобряю | Затрудняюсь ответить | Источник |
| -------------------- | ------------------------------ | ------- | ------- | ---------- | -------------------- | -------- |
| 20—21 января         | Morning Consult                | 1993    | 56 %    | 31 %       | 13 %                 | [ 212 ]  |
| 28—29 января         | The Harris Poll (для The Hill) | 945     | 61 %    | 39 %       | 0 %                  | [ 424 ]  |
| 27 января— 1 февраля | Global Strategy Group          | 1005    | 53 %    | 39 %       | 8 %                  | [ 425 ]  |
| 3—8 марта            | Marist College                 | 1227    | 49 %    | 42 %       | 10 %                 | [ 426 ]  |
| 13—17 марта          | YouGov (для The Economist)     | 1500    | 53 %    | 37 %       | 9 %                  | [ 427 ]  |
| 18—21 апреля         | ABC News/The Washington Post   | 1007    | 52 %    | 42 %       | 6 %                  | [ 428 ]  |
| 4—5 августа          | The Harris Poll (для The Hill) | 1103    | 55 %    | 40 %       | 5 %                  | [ 429 ]  |
| 7—10 августа         | Fox News                       | 1002    | 53 %    | 46 %       | 2 %                  | [ 430 ]  |
| 12—15 сентября       | Fox News                       | 1002    | 50 %    | 49 %       | 1 %                  | [ 431 ]  |
| 4—6 октября          | Trafalgar Group                | 1087    | 40 %    | 56 %       | 4 %                  | [ 432 ]  |
| 3—4 ноября           | Emerson College                | 1000    | 41 %    | 52 %       | 8 %                  | [ 433 ]  |
| 14—17 ноября         | Fox News                       | 1003    | 44 %    | 54 %       | 2 %                  | [ 434 ]  |
| 20—23 ноября         | YouGov (для The Economist)     | 1500    | 41 %    | 49 %       | 10 %                 | [ 435 ]  |
| 11—14 ноября         | FoxNews                        | 1002    | 47 %    | 51 %       | 2 %                  | [ 436 ]  |

### Опросы 2022 года
Большинство одобряет   Множество одобряет   Множество не одобряет   Большинство не одобряет
| Дата                | Опросчик                                              | Выборка | Одобряю | Не одобряю | Затрудняюсь ответить | Источник |
| ------------------- | ----------------------------------------------------- | ------- | ------- | ---------- | -------------------- | -------- |
| 2—4 января          | YouGov (для The Economist)                            | 1500    | 40 %    | 50 %       | 10 %                 | [ 437 ]  |
| 20—24 января        | Monmouth University                                   | 794     | 39 %    | 54 %       | 7 %                  | [ 438 ]  |
| 29 января—1 февраля | YouGov (for The Economist)                            | 1500    | 42 %    | 49 %       | 9 %                  | [ 439 ]  |
| 1—2 марта           | NPR/PBS NewsHour/Marist College                       | 1322    | 47 %    | 50 %       | 3 %                  | [ 440 ]  |
| 24—28 апреля        | ABC News/The Washington Post                          | 1305    | 42 %    | 52 %       | 6 %                  | [ 441 ]  |
| 18—20 мая           | YouGov (for The Economist)                            | 2041    | 44 %    | 56 %       | 0 %                  | [ 442 ]  |
| 20—22 июня          | Trafalgar Group                                       | 1079    | 35 %    | 60 %       | 5 %                  | [ 443 ]  |
| 14—18 июля          | Rasmussen Reports                                     | 1500    | 39 %    | 60 %       | 1 %                  | [ 444 ]  |
| 6—9 августа         | Bacon Research/Shaw & Company Research (для Fox News) | 1002    | 42 %    | 58 %       | 0 %                  | [ 445 ]  |
| 23—24 августа       | Emerson College                                       | 1000    | 42 %    | 51 %       | 7 %                  | [ 446 ]  |
| 16—18 сентября      | Morning Consult (для Politico)                        | 2005    | 46 %    | 52 %       | 2 %                  | [ 447 ]  |
| 24—25 октября       | Ipsos (для Reuters)                                   | 1005    | 39 %    | 55 %       | 5 %                  | [ 448 ]  |

### Критика
Несмотря на подписание Джо Байденом президентских указов, отменивших некоторые резонансные решения предыдущего президента Дональда Трампа (такие как запрет на приезд в США для жителей шести мусульманских стран, приостановка программы приема беженцев), сторонники более радикальных реформ в сфере внешней политики из представителей Демократической партии критикуют Байдена за отсутствие инициативы в других аспектах, которые продолжают оказывать негативное влияние на международную безопасность и имидж США в мире. В частности, среди таковых называют продолжение действия санкций против чиновников Международного уголовного суда (также введенных Трампом) и переговоры по возобновлению действия Совместного всеобъемлющего плана действий (СВПД) по иранской ядерной проблеме.
После отмены Байденом исполнительного указа 13928 «О блокировании собственности определенных лиц, связанных с Международным уголовным судом» правозащитные организации выдвинули опции для администрации США в целях обеспечения правосудия над военными преступниками. Согласно отчету Американского общества международного права, американской администрации следует присоединиться к программе защиты свидетелей, поддержки жертв в суде, ввести слушания в Конгрессе по делам, по которым проводит расследование Международный уголовный суд.
Согласно опросу YouGov, проведенному по заказу организации ветеранов (CVA) лишь 8% респондентов назвали главным приоритетом обеспечение поражения России на Украине, а самым популярным приоритетом стало снижение уровня инфляции. Сообщается, что и другие варианты («решение энергетического кризиса», «снижение стоимости и улучшение доступа к здравоохранению» и «что-то еще») получили больше голосов, чем победа над Россией в Украине. По словам Дэна Колдуэлла, старшего советника CVA, американский народ предпочел бы, чтобы Байден сосредоточил свое внимание на вопросах, которые «напрямую связаны с благополучием американского народа».
По оценкам Комитета по ответственному федеральному бюджету, политика Джо Байдена с тех пор как он вступил в должность увеличила дефицит бюджета США почти на 5 триллионов долларов. Это включает в себя подписанный Байденом законопроект об экономическом стимулировании на сумму 1,9 триллиона долларов, ряд новых инициатив в области расходов, одобренных Конгрессом и план списания долгов по студенческим кредитам, который обойдётся налогоплательщикам почти в 400 миллиардов долларов в течение 30 лет.
Бюджетное управление США ожидает, что дефицит в течение следующих трёх лет будет расти сильнее, чем ожидалось ранее. Джейсон Фурман, бывший главный экономический помощник президента Барака Обамы заявил: «Рост дефицита почти наверняка слишком высок. Раньше мы были на грани «ок», а сейчас «ок» позади».
В ноябре 2022 года The Washington Post привел несколько ложных высказываний президента США. Среди них, например, фраза о том, что когда он вступил в эту должность цена на бензин составляла более 5 долларов (на самом деле 2,48). Также, высказывание про первое за десять лет увеличение социального обеспечения для пожилых американцем, которое состоялось именно при нём. В реальности же, как пишет издание, эти пособия корректируются каждый год. Ещё, описывая свой план списания студенческих кредитов, Байден сказал, что он «только что подписал закон», который был одобрен в Конгрессе «одним или двумя голосами». Как пишет издание, действующий президент США никогда не представлял такое предложение на рассмотрение Конгресса.
В статье Хьюго Диксона, опубликованной Reuters, констатировалось несоответствие внешней политики США ожиданиям, имевшим место до вступления Байдена в должность президента. США активно взаимодействует со странами с неоднозначной репутацией в сфере прав человека, что противоречит обещанию поставить права человека в центр американской политики. Диксон привёл пример с  рукопожатием Джо Байдена с наследным принцем Саудовской Арави, хотя во время своей предвыборной кампании он обещал сделать страну «изгоем» за нарушения прав человека. Внешняя политика США определяется конфликтом на Украине и растущей напряженностью в отношениях с Китаем, при этом этические соображения отошли на второй план. Диксон отметил, что попытки навязать демократию и права человека при помощи оружия в Афганистане и Ираке оказались неудачными, а экономические санкции для устранения репрессивных режимов – неэффективными и вредящими обычным людям.
По данным расследования Financial Times, опубликованном в августе 2024 года, за время своего президентства Джо Байден не реализовал около 40% обещанных промышленных проектов. В начале своего срока Байден подписал законы и предложил льгот на общую сумму более 400 млрд долларов. Среди приостановленных проектов: завод Enel по производству солнечных панелей, предприятие Albemarle по переработке лития, хранилище аккумуляторных батарей компании LG Energy Solution. FT отметило, что данная приостановка может помешать Камале Харрис привлечь в своей предвыборной кампании представителей рабочего класса.
В докладе представителей Республиканской партии в Конгрессе, представленном в сентябре 2024 года, администрация Джо Байдена была раскритикована за вывод американских войск из Афганистана в 2021 году. Процесс был назван смертоносным и хаотичным. Утверждается, что решение об эвакуации некомбатантов было принято слишком поздно и она не была организована должным образом. По оценке составителей доклада, союзники США были оставлены на расправу, что привело к подрыву авторитета США на международной арене.

### Комментарии
1. 1 2 3 4 5  Данные представлены за IV квартал 2020 года
2. 1 2 3 4  Данные представлены за IV квартал 2021 года
3. 1 2  Данные представлены за 2020 финансовый год
4. 1 2  Данные представлены за 2021 финансовый год
5. ↑  Волновы́е вы́боры (англ. wave elections) — это термин в американской политологии, используемый для описания выборов, на которых партия меньшинства получает значительное число мест в законодательном органе (Сенате или Палате представителей) и становится большинством.